# Société et culture sous la dynastie Han
La dynastie Han est une période de l'histoire de la Chine qui débute en 206 av. J.-C, lorsque Han Gaozu fonde la dynastie en montant sur le trône, et s’achève en 220 ap. J.-C, à la fin du règne de Han Xiandi. Elle est elle-même divisée en deux périodes : celle des Han occidentaux (西漢) ou Han antérieurs (前漢) (206 av. J.-C. - 9 ap.J.-C), capitale Chang'an, et celle des Han orientaux (東漢) ou Han postérieurs (後漢), (25 - 220), capitale Luoyang. Ces deux périodes sont séparées par la courte dynastie Xin fondée par Wang Mang et qui disparaît après la mort de son fondateur.
Les quatre siècles que dure la dynastie Han sont une période de grands progrès économiques, technologiques, culturels et sociaux pour la Chine. Le pays est dirigé par un empereur, qui partage son pouvoir avec un appareil bureaucratique et des nobles dans une situation de semi-féodalité. Les lois, les coutumes, la littérature et l'éducation sont largement inspirés par la philosophie et l'éthique du Confucianisme ; même si l'influence du Légisme et du Taoïsme, présents depuis l'époque de la dynastie Zhou, se font toujours sentir. Ainsi, les lettrés et les nobles qui désirent se mettre au service de l'état, ne peuvent prétendre à un poste officiel que s'ils ont reçu une éducation basée sur les principes de la philosophie de Confucius. C'est sous les Han occidentaux que le lettré Dong Zhongshu (179–104 av. J.-C.) crée une véritable idéologie synthétique du Confucianisme Han, en unifiant le canon officiel du Confucianisme, avec les cycles cosmologiques du Yin et Yang et les cinq éléments du Wuxing
La société est hiérarchisée, et le statut social des nobles, fonctionnaires, agriculteurs et artisans est supérieur à celui des humbles marchands. Cependant, malgré ce carcan social, de véritables hommes d'affaires riches et prospères réussissent à amasser des fortunes considérables, qui leur permet de rivaliser en termes de prestige avec les nobles les plus puissants et les officiels de haut rang. Les esclaves sont en bas de l'échelle sociale, mais ne représentent qu'une infime portion de la population totale. Les « invités permanents » existent en plus grand nombre et sont considérés comme faisant partie des « biens » liés à telle ou telle exploitation d'un grand propriétaire terrien. Enfin, les médecins et les occultistes/religieux employés par l'état réussissent à vivre dans la dignité, sans avoir un train de vie démesuré. Quelle que soit leur classe sociale, la plupart des gens vénèrent les dieux d'un panthéon riche et varié, qui donnera naissance avec le temps à la religion traditionnelle chinoise. Dans les premiers temps de la dynastie Han, les taoïstes s'organisent en petits groupes et se concentrent sur la recherche de l'immortalité. Ce n'est que dans la seconde moitié du IIe siècle qu'ils se structurent en une vaste société hiérarchisée, qui voit en Lao Tseu un prophète et concurrence l'autorité impériale.
Le foyer-type de la période Han est une maison dans laquelle habite une famille nucléaire de quatre à cinq personnes. Ce n'est que quelques siècles plus tard, sous les dynasties suivantes, que la situation change et on se retrouve avec un foyer qui regroupe plusieurs générations sous le même toit, ainsi que les membres de la famille étendue. Ce sont des familles patrilinéaires, qui sont sous la tutelle du père de famille, ou les mariages arrangés sont la norme. Lors de ces mariages, la nouvelle épouse quitte le clan de ses parents et rejoint celui de son époux; ce qui peut provoquer la disparition de clans entiers s'il y a beaucoup de naissances de filles en leur sein. De plus, seuls les descendants de sexe masculin peuvent assurer le culte des ancêtres, ce qui amène la société Han à privilégier la naissance et la survie des garçons aux dépens des filles.
Selon les coutumes et la tradition confucéenne, toutes les filles et les femmes doivent, en théorie, obéir passivement à leurs parents de sexe masculins. Dans les faits, les mères ont un statut familial supérieur à celui de leurs fils et de nombreuses femmes sortent de leur domicile pour exercer différentes professions et ce en étant protégées par la loi contre ceux qui voudraient les en empêcher. Au plus haut sommet de l'état, l'impératrice jouit d'un statut supérieur à celui des parents mâles du clan de son époux. Enfin, si jamais l'empereur meurt sans avoir désigné de successeur, l'impératrice douairière peut choisir le successeur de son fils.

## Classes sociales

### Famille royale, régents, nobles et eunuques

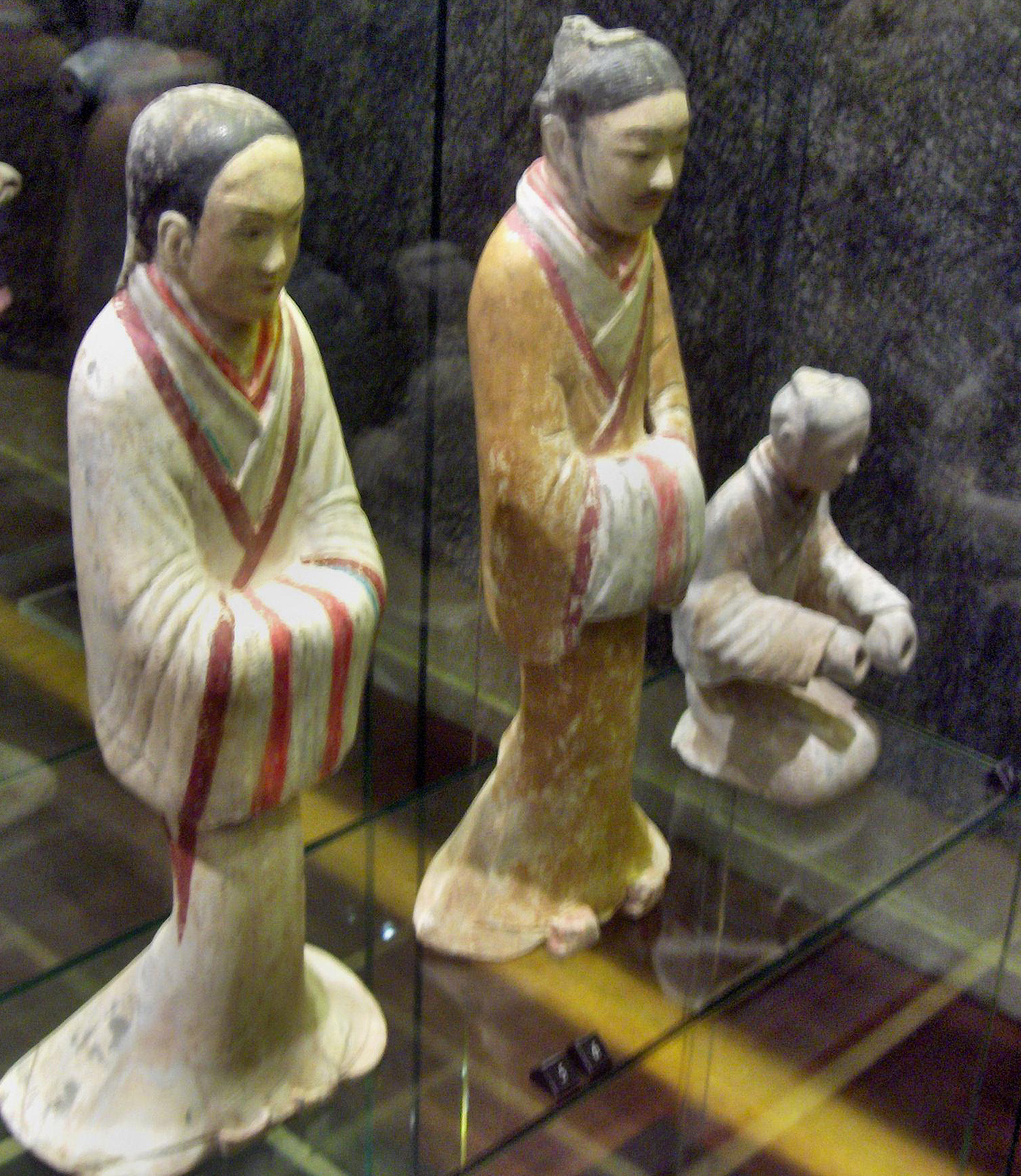
Figurines en céramique datant de l’époque des Han occidentaux, représentant une servante et un conseiller vêtus de robes en soie. Des statuettes telles que celles-ci sont souvent placées dans les tombes des nobles pour les servir dans l'au-delà.

Au sommet de la société Han se trouve l'empereur, membre du clan Liu et descendant de l'empereur Han Gaozu, le fondateur de la dynastie. Ses sujets n'ont pas le droit de s'adresser à lui en l’appelant par son nom et doivent à la place utiliser des périphrases telles que « Votre Majesté Impériale »(Bixia 陛下), « Empereur d'En Haut» (Huang Shang 皇上), « Fils du Ciel»'(Tian Zi 天子) ou «Divinité d'En Haut»(Sheng Shang 聖上).La mère de l'empereur doit s'adresser à lui en l'appelant « Empereur» (Huángdì) ou simplement «Fils» (Er) et ses serviteurs doivent lui parler en lui donnant le titre de « Seigneur des Dix Mille Ans» (Wan Sui Ye 萬歲爺). Enfin, lorsque l'empereur parle de lui-même devant ses sujets, il utilise le mot Zhen (朕), ce qui correspond à peu près au « Nous » de majesté des rois en occident. Que l'on soit un humble paysan, un puissant noble ou un ministre influent, entrer dans le palais de l'empereur sans en avoir officiellement la permission est un crime puni de mort. Des neuf ministres du gouvernement impérial, c'est le Commandant de la Justice qui est chargé de rendre la justice et de faire appliquer les peines après les jugements; ce qui, en théorie, fait de lui l'autorité judiciaire suprême de l'empire. Dans les faits, l'empereur peut casser n'importe quel jugement et rejuger lui-même le cas. Il peut également rédiger à loisir de nouvelles lois et abroger les anciennes sans en référer à qui que ce soit. L'empereur peut aussi pardonner un criminel et accorder des amnisties générales. La plupart du temps, lorsqu'un consensus émerge entre les ministres pendant une conférence (tingyi 廷議) de la Cour, l'empereur suit leur avis. Cependant, son approbation est nécessaire pour valider toute décision politique et il arrive qu'il rejette l'opinion de la majorité pour suivre la sienne.
De tous les proches de l'empereur, la plus puissante est l'impératrice douairière qui est à la fois un lien direct avec le précédent empereur et, la plupart du temps, la mère biologique de l'empereur régnant. Si la grand-mère de l'empereur est toujours vivante lorsque ce dernier monte sur le trône, elle devient la grande impératrice douairière et bénéficie d'une position sociale supérieure à celle de l'impératrice douairière. Très souvent, les empereurs cherchent à obtenir l'approbation de leurs décisions par l'impératrice douairière. Si jamais l'empereur n'est qu'un enfant au début de son règne, il ne sert la plupart du temps que d'homme de paille pendant que l'impératrice douairière se retrouve, de fait, à la tête des affaires politiques et de la cour. Enfin, elle a aussi le droit de promulguer des édits et des grâces et si jamais l'empereur meurt sans avoir désigné un héritier, elle est la seule à avoir le droit de choisir qui va monter sur le trône. Juste en dessous de l'impératrice douairière, viennent l'impératrice et les concubines impériales. Même si elle est l'épouse de l'empereur, la position de l'impératrice n'est pas sûre et stable, car l'empereur peut la répudier à tout moment. Malgré cela, l'impératrice a le privilège d'obliger les concubines de son époux à agir à son égard comme de simples servantes. Et si jamais lesdites concubines tentent d'obtenir des postes prestigieux pour leurs fils, ou même d'en faire l'héritier du trône, elles le font à leurs risques et périls.

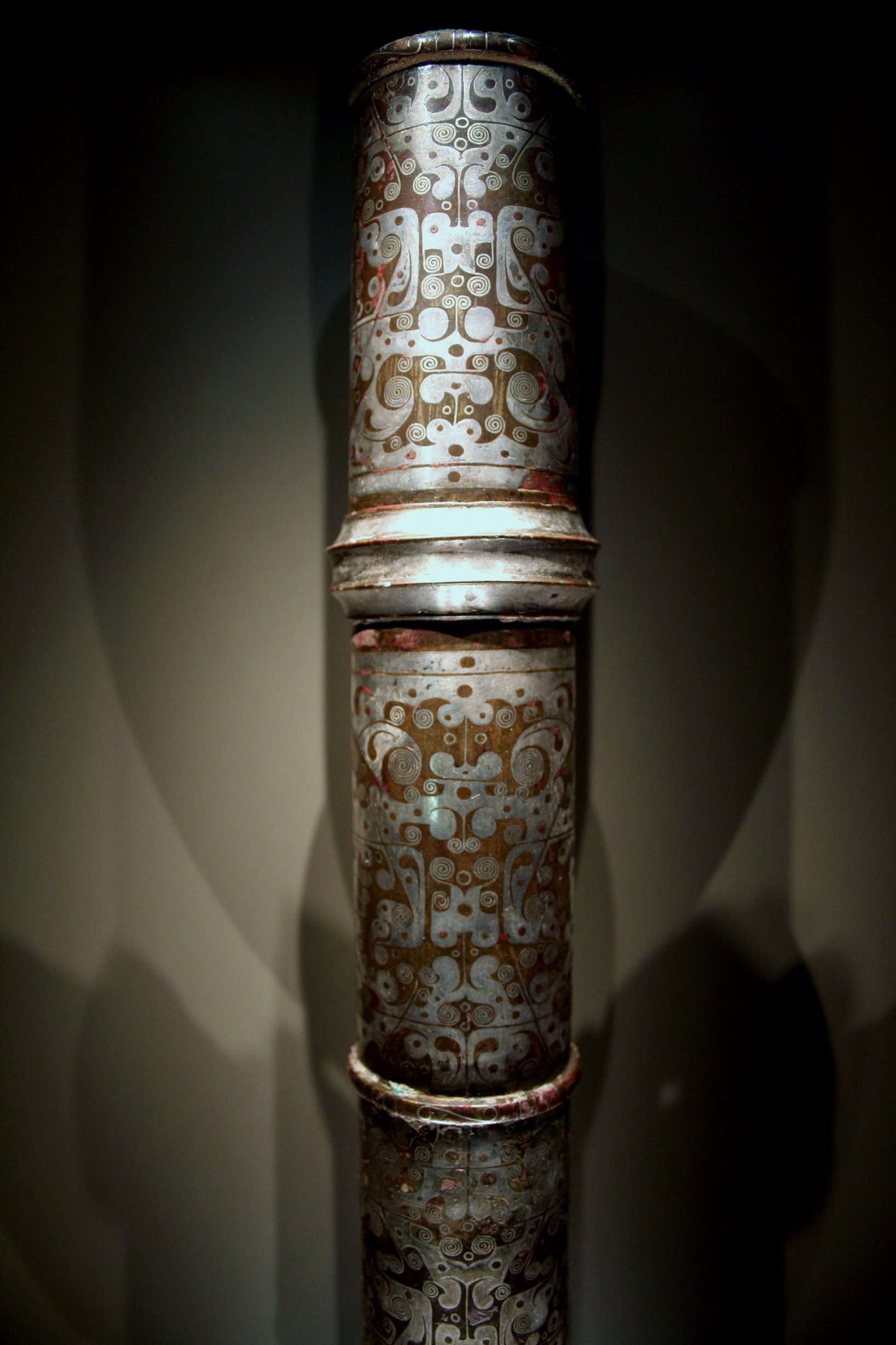
Joint pour mât de dais circulaire (monté sur un char). Argent ciselé, Han occidentaux.

Au début de la période des Han occidentaux, Han Gaozu a élevé à la dignité de roi-vassal un grand nombre de ses parents, ainsi que plusieurs officiers militaires. Ces roi-vassaux se retrouvent alors à la tête de grands fiefs semi-autonomes, ce qui leur garantit richesse et puissance. Après la mort des rois qui n'étaient pas des parents de Gaozu, un édit impérial interdit à quiconque n'est pas membre du Clan Liu, le clan de l'empereur, d’accéder à la royauté. Finalement, les frères de l'empereur, ses cousins paternels, ses neveux et ses fils, à l'exclusion de son héritier, sont tous élevés à la dignité de roi-vassal. Dans le même temps, les sœurs et les filles de l'empereur sont élevées au rang de princesses et reçoivent elles aussi des fiefs. Même si le pouvoir central leur a enlevé tout pouvoir politique et assure la gestion administrative de leur royaume, les rois restent puissants. En effet, ils ont le droit de garder pour eux une part des taxes et impôts levés sur leurs territoires et jouissent d'un statut social élevé, qui les place juste en dessous de l'empereur. Chaque roi désigne un de ses fils comme étant son héritier; pendant que ses autres fils et ses frères sont élevés à la dignité de marquis et dirigent de petits marquisats, ou ils ont, à leur tour, le droit de garder pour eux une part des taxes et impôts. Même si les rois et les marquis bénéficient de nombreux privilèges, ils ne sont pas à l’abri de tout; car la cour impériale adopte régulièrement une attitude suspicieuse et agressive à leur encontre afin de limiter leurs pouvoirs. Ainsi, dès le règne de l'empereur Gaozu, des centaines de familles nobles, incluant les familles royales des anciens royaumes combattants, sont déménagées de force et réinstallées à proximité de Chang'an, la capitale de l'empire. Durant la première moitié de la période des Han occidentaux, ce genre de déménagements forcés peut être imposé aussi bien aux hauts fonctionnaires riches et puissants qu'aux particuliers dont les biens ont une valeur de plus de 1 million de Wuzhu (五銖),.
Le poste de régent, ou Général-en-Chef (大將軍) pour reprendre la titulature officielle, est créé à la fin du règne de l'empereur Han Wudi (141 – 87 av. J.-C.). Lorsque ce dernier tombe gravement malade en 88 av. J.-C., son fils et futur empereur est trop jeune pour pouvoir régner sur l'empire, car il n'a que 6 ans. Sur son lit de mort, Wudi désigne trois hauts fonctionnaires pour qu'ils forment un triumvirat qui doit assurer la régence en attendant que Han Zhaodi (94 – 74 av. J.-C.), le futur empereur, soit en âge de régner seul. Les régents sont souvent des parents par alliance des empereurs, plus que des parents proches, mais ils peuvent aussi être des hommes de basse extraction qui doivent leur réussite aux faveurs de l'empereur. Les eunuques, qui ont la charge du harem impérial, peuvent aussi avoir un poids politique semblable à celui des régents. Ils font le plus souvent partie de la classe moyenne et ont des liens avec les milieux commerçants. Sous les Han occidentaux, il y a peu d'exemples d’eunuques qui réussissent à accéder à un tel pouvoir, la bureaucratie officielle étant alors assez puissante pour se débarrasser d'eux. Lorsque l’eunuque Shi Xian (石顯) devient le Préfet des Maîtres des Écrits du Palais(中尚書), l'empereur Han Yuandi (48 – 33 av. J.-C.) lui abandonne la plus grande partie de ses pouvoirs et le laisse prendre des décisions politiques importantes, que la cour impériale est obligée de respecter. Finalement, Shi Xian est renvoyé de son poste dès le début du règne de l'empereur Han Chengdi (33 – 7 av. J.-C.). Plus aucun eunuque du palais n'obtiendra de pouvoir comparable avant l'an 92, lorsque les eunuques, sous la direction de Zheng Zhong, s'allient avec l'empereur Han Hedi (88 - 105) pour organiser un coup d'état et se débarrasser du clan Dou 竇, dont fait partie l'impératrice douairière. Par la suite, les membres de la cour et du gouvernement se plaignent auprès de l'empereur Han Shundi (125 - 144), lorsque ce dernier élève au rang de marquis des eunuques comme Sun Cheng. Ces plaintes se révèlent vaines, car dès l'année 135, les eunuques sont autorisés à transmettre leur titre de marquis à leurs fils adoptifs. Finalement, les eunuques deviennent la faction la plus puissante de la cour lorsque l'empereur Han Lingdi (168 - 189) donne quasiment les pleins pouvoirs à Zhao Zhong et Zhang Rang, ses favoris. Tout ceci s’arrête en 189, lorsque Zhao, Zhang et tous les autres eunuques de la cour sont massacrés ou se suicident quand Yuan Shao et ses soldats envahissent les palais de Luoyang pour éliminer physiquement leur faction.

### Lettrés issus de la petite noblesse et fonctionnaires

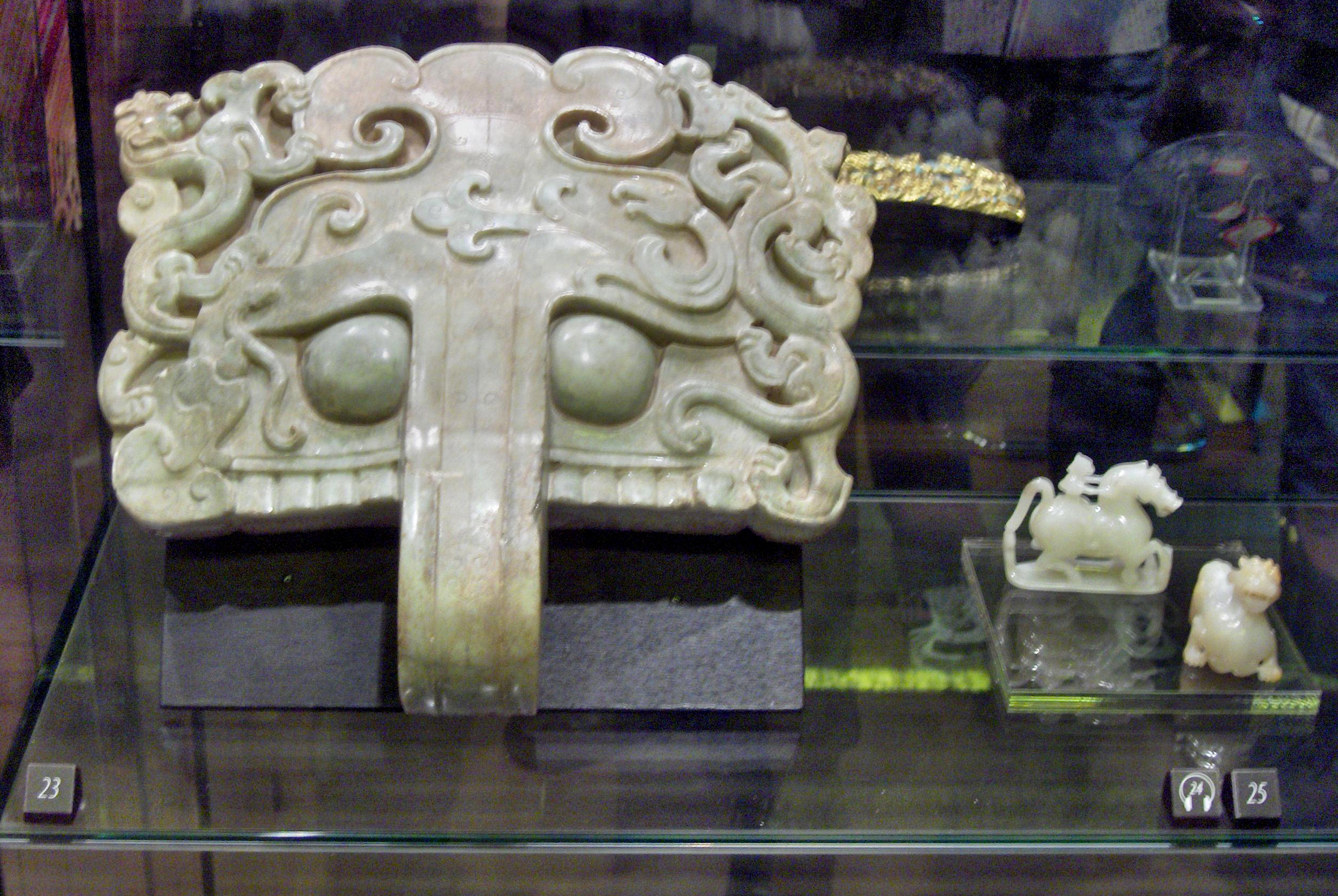
Un heurtoir de porte en jade, datant de la période des Han occidentaux, décoré de Dragons chinois et accompagné de deux figurines en jade.

Ceux qui sont au service de l'État bénéficient d'une position privilégiée au sein de la société Han, car en termes de rang, ils viennent juste après les nobles et avant tous les autres. Certains hauts fonctionnaires finissent même par recevoir un fief et être anoblis. Ils ne peuvent pas être arrêtés s'ils commettent un crime, sauf autorisation spéciale de l'empereur. Mais si jamais cette autorisation est délivrée, un fonctionnaire aux arrêts est emprisonné et mis aux fers, comme n'importe quel homme du peuple. Il faut également l'approbation de l'empereur pour punir un fonctionnaire qui a commis une erreur dans l'exercice de ses fonctions. Les serviteurs de l'État ne sont pas à l'abri d'une exécution, mais on leur laisse la possibilité de se suicider, ce qui est considéré comme une fin plus digne. Les postes les plus élevés sont ceux des trois excellences, qui sont les « directeurs » des trois départements (chinois traditionnel : 省 ; pinyin : shěng) qui forment le gouvernement. Ces départements sont :
- Le secrétariat (chinois traditionnel : 中書省), organe politique, conçoit les réformes et les décrets impériaux en fonction de la volonté politique du moment ;
- La chancellerie (chinois traditionnel : 門下省), organe de conseil, relit et vérifie que les réformes ne contiennent pas d'éléments contradictoires avec la volonté politique générale ou avec la situation de l'Empire ;
- Le département des affaires d'État (chinois traditionnel : 尚書省) doit faire appliquer les décrets validés ; ce ministère-clef comprend six divisions (chinois traditionnel : 部 ; pinyin : bù) : le ministère du Personnel (chinois traditionnel : 吏部), des Revenus (chinois traditionnel : 戶部), des Rites (chinois traditionnel : 禮部), de la Guerre (chinois traditionnel : 兵部), de la Justice (chinois traditionnel : 刑部) et des Travaux (chinois traditionnel : 工部)

Au-dessus des trois excellences, mais en dessous de l'empereur, il existe le poste de Grand Tuteur ; qui est occupé de manière irrégulière, en général quand l'empereur n'est pas capable d'assurer sa fonction. Les titres individuels et les fonctions exactes des trois excellences varient entre l'époque des Han occidentaux et celle des Han orientaux, mais rentent tout de même liés au fonctionnement des trois départements. Ce qui ne change pas, c'est leur salaire annuel, qui est de 10,000 boisseaux de grains (chinois traditionnel : 石 ; pinyin : shi), qui se transforme souvent en paiement sous forme de pièces et d'objets de luxe, comme de la soie. En dessous des excellences, on trouve les neuf ministères; soit neuf officiers dirigeant chacun une branche du gouvernement et rattachés à l'un ou l'autre des trois départements. Chacun de ces officiers gagne 2 000 boisseaux de grains par an. Enfin, en dessous de ces hauts fonctionnaires, on trouve la grande masse des employés de base, rémunérés à hauteur de 100 boisseaux de grains par an. Les dirigeants de la dynastie Han pensent que des fonctionnaires riches seront moins tentés par des pots-de-vin. Par conséquent, au début de la dynastie, avoir un revenu personnel imposable d'au moins 100 000 pièces de monnaie est une condition sine qua non pour occuper un poste. Ce montant est ramené à 40 000 en 142 av. J.-C., avant d'être aboli sous le règne de l'empereur Han Wudi.

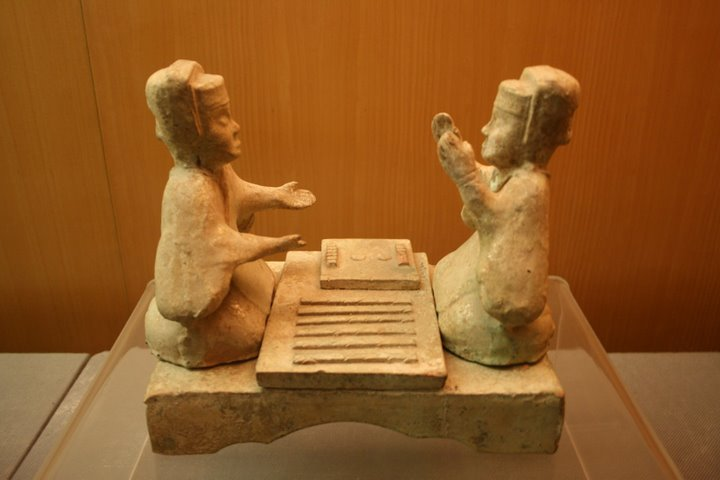
Figurines en terre cuite datant des Han occidentaux, représentant deux gentilshommes en train de jouer et de discuter autour d'un liubo, un jeu de plateau divinatoire

À partir du règne de l'empereur Han Wudi, se met en place le xiaolian (chinois traditionnel et simplifié : 孝廉, pinyin : xiàolían); un système basé sur la recommandation, où les divers responsables locaux proposent à la cour de nommer à un poste officiel. Ce système de recrutement des fonctionnaires donne énormément de pouvoir à ceux qui détiennent un poste élevé au sein de l'État et tourne rapidement au clientélisme. Ainsi, lorsque le prestige du clan consort se trouve renforcé grâce à l'impératrice douairière Dou (??? - 97), une succession de régents venant de son clan se retrouvent aux commandes des affaires de l'empire. Ils réunissent autour d'eux une grande quantité de clients, dont les chances de promotion dépendent de la survie politique du clan de l'impératrice douairière, survie qui est souvent de courte durée. À côté de cette relation patron-client, nombre de postes sont pourvus grâce aux liens familiaux. Selon Patricia Ebrey, l'accès à la fonction publique est plus ouvert et la mobilité sociale par la promotion touche plus de personnes sous les Han occidentaux que sous les Han orientaux. Pour avoir une idée assez précise du niveau de mobilité sociale sous les Han orientaux, il suffit de se plonger dans les 252 biographies du Livre des Han postérieurs qui sont consacrées à des membres du gouvernement. On constate alors qu'un tiers de ces biographies concerne des fils ou des petits-fils d'anciens membres du gouvernement qui se mettent à leur tour au service de l'État et qu'un cinquième concerne des membres de grandes familles provinciales ou des personnes ayant un ancêtre qui a autrefois servi les Han. Entre l'an 86 et l'an 196, soit les 110 dernières années de la période des Han orientaux, pendant 46 ans on retrouve un membre du clan Yuan ou du clan Yang en poste au sein des trois excellences.

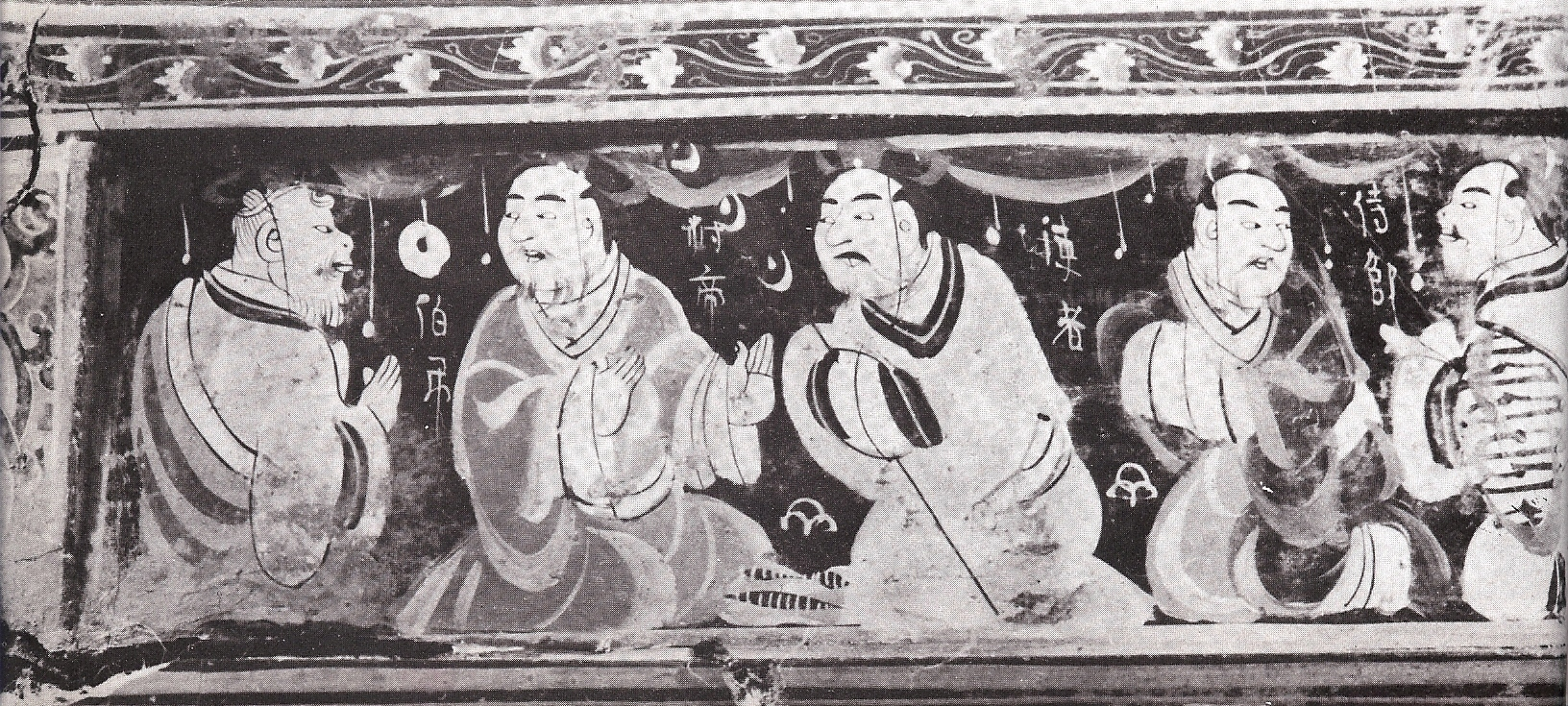
Modèles de piété filiale peints sur une boite en vannerie laquée. Cette boite a été trouvée lors de la fouille d'une tombe datant de la période des Han orientaux et située dans l'ancienne Commanderie de Lelang, ce qui correspond à une région de l'actuelle Corée du Nord.

De nombreux fonctionnaires du gouvernement central ont également commencé leur carrière comme officiers subalternes de l'administration au sein des nombreuses commanderies qui existent en Chine. Il est très rare de voir des officiers subalternes sortant de l'administration des Comtés réussir à s'élever jusqu'au niveau du gouvernement central. Et à chaque fois que cela arrive, il s'agit systématiquement d'une promotion à la suite d'une victoire militaire pendant les troubles qui accompagnent la fin de la dynastie Han. Même si un fonctionnaire réussit à obtenir une position sûre par l'un ou l'autre de ces moyens, il se doit encore d'être compétent dans l'accomplissement des tâches qu'on lui confie. Ceux qui aspirent à servir les Han se doivent donc d'avoir reçu une formation poussée. Pour répondre à ce besoin de formation, il existe de nombreux tuteurs privés, puis, à partir de 124 av. J.-C., une Université impériale (Taixue), créée par le gouvernement. Au début, cette université n'accueille que 50 élèves, mais dès le IIe siècle leur nombre se monte à plus de 30 000 étudiants. Ces étudiants peuvent être nommés par l'empereur à divers postes gouvernementaux suivant les grades qu'ils obtiennent à leurs examens.
Malgré un déclin de la mobilité sociale pour ceux appartenant aux clans les moins importants, la période des Han orientaux est marquée par une intégration beaucoup plus poussée des élites locales aux élites nationales, ce qui renforce d'autant la classe dirigeante. Dans le même temps se crée une "petite noblesse" composée de lettrés au chômage, d'enseignants, d'étudiants et d'officiels du gouvernement. Même s'ils sont dispersés géographiquement et cantonnés aux tâches locales, ces hommes commencent à se voir collectivement comme les acteurs d'une politique plus "globale" et porteurs d'un ensemble de valeurs. Ils se reconnaissent dans les valeurs que sont la piété filiale, la retenue et insistent sur l'importance des cinq classiques, dont l'étude est jugée plus essentielle que n'importe quel poste officiel. Ces hommes gagnent une telle influence qu'en 40 av. J.-C l'empereur Han Yuandi est contraint d'abandonner son programme de déménagements forcés des fonctionnaires et de leurs familles vers la région des tombes royales, à proximité de la capitale impériale. En 15 av. J.-C, c'est son successeur, Han Chengdi, qui doit abandonner à son tour un projet de déménagement forcé, pour les mêmes raisons. D'après l'historien Cho-Yun Hsu c'est à ce moment-là que les fonctionnaires et les universitaires ont acquis une telle influence dans la politique locale et au niveau national, qu'il devient impossible de les déplacer de force, comme cela se faisait à l'époque de l'empereur Han Wudi.

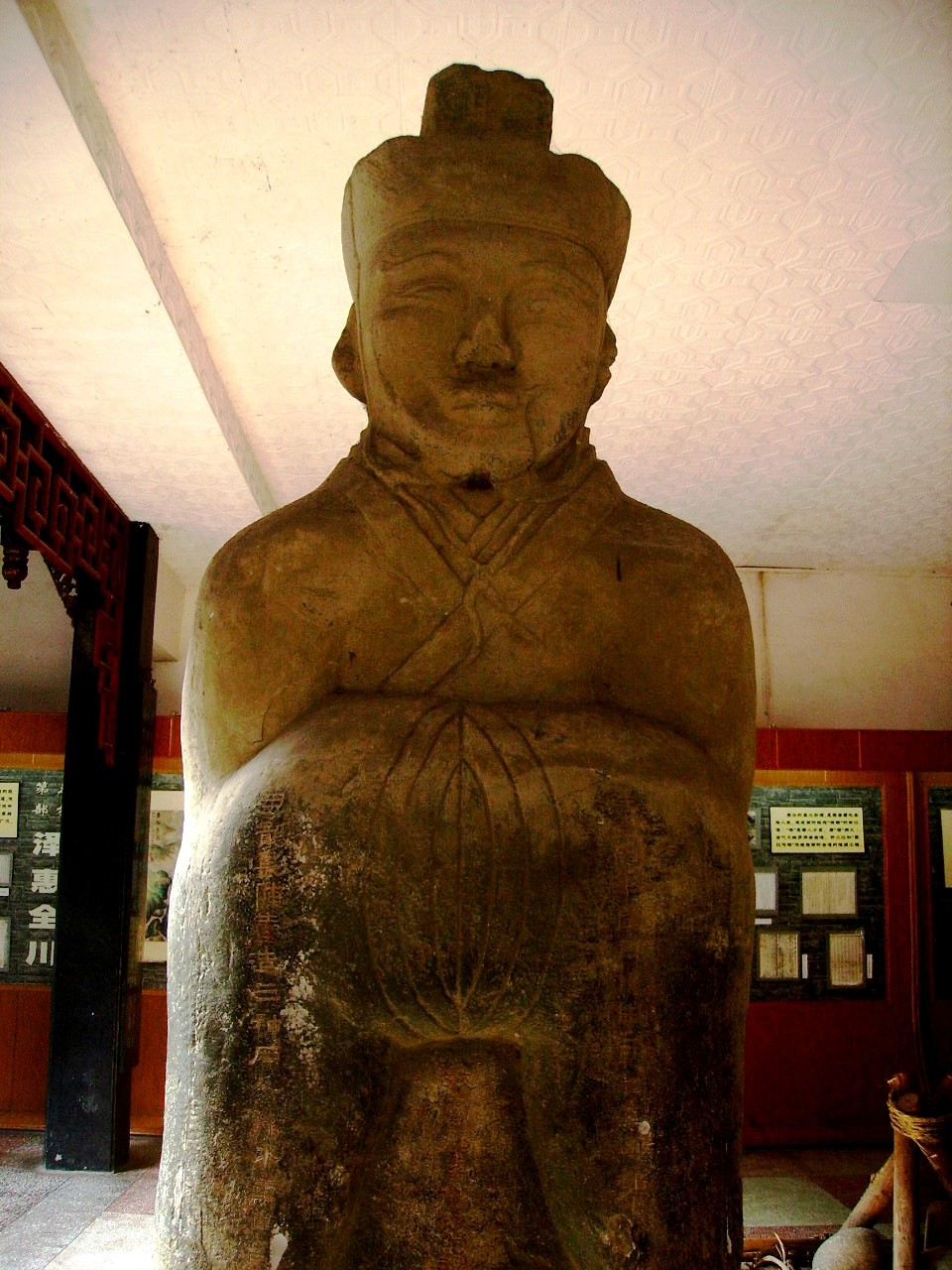
Li Bing (fin IIIe siècle av. J.-C.), portant le chapeau et la robe des fonctionnaires. Pierre. Han orientaux

En 159 une révolte étudiante généralisée éclate à la suite d'un coup d'État orchestré par les eunuques contre le régent Liang Ji. Dans un élan de solidarité avec le régent et pour protester contre l'emprise des eunuques sur la cour, les étudiants de l'Université impériale descendent dans la rue et scandent les noms des eunuques auxquels ils s'opposent. À la suite de ces manifestations, et à l'instigation des eunuques, l'empereur Han Huandi lance en 166 la politique dite de "l'Interdiction des Partisans". Il s'agit en fait d'une campagne de proscription à grande échelle visant Li Ying (李膺) et ses associés en poste au sein de l'Université impériale et dans les provinces, qui sont catalogués comme étant des partisans (黨人), au sens politique du terme. Peu après le début du règne de l'empereur Han Lingdi (168 -189), le régent Dou Wu se suicide en l'an 168, à la suite de son échec dans sa tentative de contrer le pouvoir croissant des eunuques. Après sa mort, ces derniers interdisent à des centaines d'étudiants d'occuper des charges officielles, afin de pouvoir vendre ces charges au plus offrant. Indignés par ce qu'ils considèrent comme un gouvernement corrompu, les membres de la petite noblesse refusent dès lors de servir au sein de l'administration et de la Cour; préférant mener une vie consacrée aux études et à la morale. C'est ainsi que "l'interdiction des partisans" aboutit à la création d'un nouveau parti, composé de l'ensemble des nobles qui sont mécontent du fonctionnement de l'État et qui, au lieu de juste mener une vie de reclus dans leurs villes natales, gardent des contacts entre eux à travers toute la Chine et restent activement engagés dans le mouvement de protestation. Ce parti revient vers le pouvoir à partir de l'année 184, quand l'empereur Lingdi se voit obligé d'abroger "l'interdiction des partisans" pour que ces nobles répondent à son appel à l'aide pour lutter contre la rébellion des Turbans jaunes. Mais il faut attendre que Cao Cao (155 - 220) devienne chancelier et mette en place le système des neuf-rangs pour que tous les nobles réintègrent la vie politique et le service de l'État. En effet, grâce à ce système, Cao laisse la charge du recrutement des fonctionnaires à la petite noblesse. Il donne au noble le plus important de chaque comté et de chaque commanderie, la tâche de sélectionner les candidats les plus doués pour les divers postes administratifs, en les catégorisant en 9 rangs selon leurs capacités.

### Agriculteurs et propriétaires fonciers
Beaucoup d'étudiants ont besoin d'argent pour financer leurs études ou pour vivre en attendant de décrocher un poste officiel. Pour gagner cet argent, ils se tournent souvent vers l'agriculture, qui est vue comme un métier honnête et que l'on peut pratiquer sans être méprisé par les autres membres de la noblesse. Les riches nobles, fonctionnaires et commerçants possèdent souvent des terres, mais souvent ils ne cultivent pas eux-mêmes et agissent comme des propriétaires absents, vivant en ville et non sur leur propriété. Leurs champs sont surtout cultivés par des fermiers pauvres (diannong 佃農) qui payent un loyer, correspondant à environ cinquante pour cent de leur production, en échange de la terre, des outils pour la travailler, des animaux de trait et d'une petite maison. Des ouvriers journaliers (gunong 雇農) et des esclaves travaillent également sur les domaines des riches, bien qu'ils ne soient pas aussi nombreux que les fermiers. Pendant la période des Han occidentaux, le petit propriétaire-cultivateur indépendant représente la majorité des paysans. Bien qu'ils luttent pour rester indépendants, les guerres, les catastrophes naturelles et les crises ont conduit beaucoup d'entre eux à sombrer dans l'endettement, le banditisme et l'esclavage. À la fin des Han orientaux, le nombre de journaliers a considérablement augmenté par rapport à la période précédente. Le statut social des propriétaires-cultivateurs indépendants pauvres est supérieur à celui des journaliers, mais inférieur à celui des riches propriétaires terriens. Parmi les ouvriers journaliers, ceux qui louent des terres aux riches propriétaires terriens et les petits propriétaires terriens, certains réussissent à gagner assez d'argent pour acheter une propriété de petite ou moyenne taille. Ceux-là agissent souvent comme des gestionnaires, pendant que leurs fils labourent les champs et que leurs filles tissent des vêtements et s'engagent dans la sériciculture pour produire de la soie à usage domestique ou à vendre au marché.
Pendant la période des Han occidentaux, les paysans forment la majorité de ceux qui sont mobilisés par le gouvernement pour effectuer des corvées ou intégrer l'armée. Pour les corvées (gengzu 更卒), ce sont tous les hommes de quinze à cinquante-six ans qui doivent travailler sur des projets de construction et effectuer d'autres tâches d'intérêt général dans leurs commanderies et les comtés, et ce un mois par an. La conscription (zhengzu 正卒), touche tous les hommes âgés de vingt-trois ans, qui doivent se former pendant un an à l'une des trois branches des forces armées : infanterie, cavalerie ou marine. Jusqu'à ce qu'ils atteignent l'âge de cinquante-six ans, ils peuvent à tout moment devoir assurer une année de service actif comme soldat envoyé pour garder les frontières contre les nomades hostiles ou comme garde dans la capitale. D'importantes modifications sont apportées à ce système à l'époque des Han orientaux. Ainsi les paysans qui veulent éviter le mois de travail obligatoire peuvent s'en affranchir au prix d'une taxe. Les revenus ainsi engrangés permettent de payer les employés des divers chantiers, le travail salarié étant devenu plus populaire que le travail forcé dans le domaine de la construction et autres travaux d'intérêt général. De même, l'obligation de service militaire peut être évitée en payant une autre taxe, car durant cette période, l'armée devient une troupe d'engagés volontaires. Et la base du recrutement s'élargit car, en plus des paysans, d'autres roturiers, comme les marchands, peuvent également rejoindre l'armée.

### Artisans

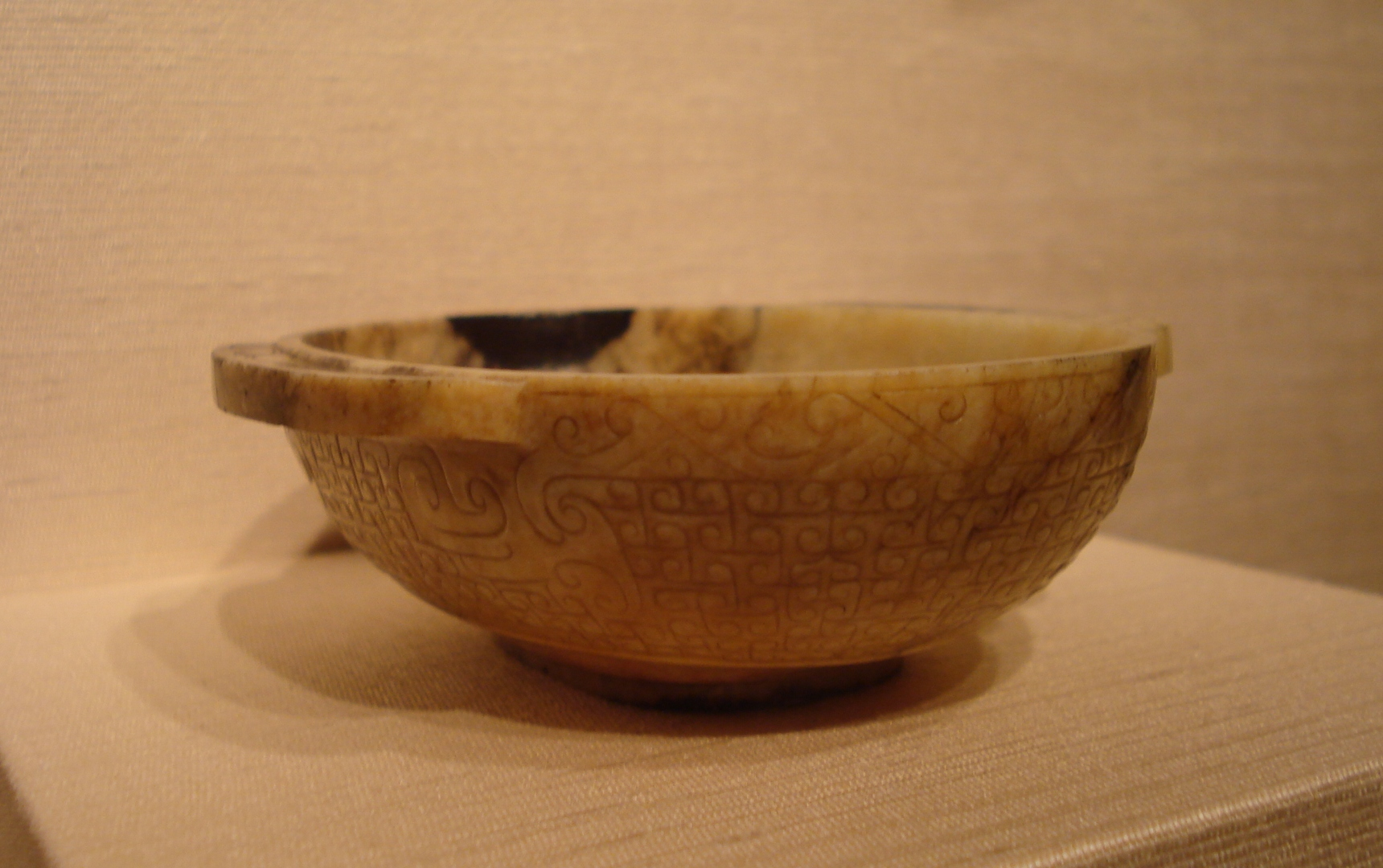
Tasse à vin sculptée dans du jade, datant de l'époque des Han occidentaux. La sculpture du jade est un des nombreux métiers exercés par les artisans.

Au sein de la société Han, les artisans ont un statut socio-économique qui est entre celui des agriculteurs et celui des marchands. Pourtant certains d'entre eux réussissent à s'enrichir, au point qu'un artisan qui forge des couteaux et des épées peut s'offrir des repas dignes de ceux des nobles et des membres de la cour. D'un point de vue juridique, les artisans jouissent d’un statut juridique supérieur à celui des marchands. Contrairement aux humbles marchands, les artisans sont autorisés à porter de somptueux vêtements en soie, à posséder et à se déplacer à cheval et à rouler en chariot. De plus, il n'existe aucune loi qui interdit aux artisans de devenir fonctionnaires. Ainsi, un peintre artisan qui a travaillé à l’Académie impériale a refusé de nombreuses offres pour décrocher ensuite un poste dans l'administration. À l’opposé, un bureaucrate qui nomme un marchand à un poste de fonctionnaire peut être démis de ses fonctions, tandis que certains évitent d'être nommés à un poste officiel en prétendant qu’ils sont des marchands.
Malgré leurs privilèges légaux par rapport aux marchands, le travail des artisans est considéré par les lettrés confucéens Han comme étant d’importance secondaire par rapport à celui des agriculteurs. Cela est peut-être dû en grande partie au fait que les universitaires et les fonctionnaires ne peuvent pas survivre sans les produits des agriculteurs et les taxes qui sont payées en grains. Le gouvernement dépend de ces taxes en nature pour financer ses campagnes militaires et entrepose les grains excédentaires afin d’atténuer les famines généralisées qui surviennent durant les périodes de mauvaise récolte. Mais, malgré l’importance accordée aux agriculteurs, les lettrés confucéens reconnaissent que les artisans jouent un rôle économique essentiel. Ce point de vue n'est rejeté que par une petite minorité de légistes, qui prônent l'établissement d'une société composée uniquement de soldats et de paysans, et par certains taoïstes qui veulent que tout le monde vive dans des villages autonomes et sans aucune forme de commerce.
Les artisans peuvent être employés par un particulier ou travailler pour le gouvernement. Dans les ateliers du gouvernement, on trouve des condamnés, des paysans accomplissant leur mois de corvée et des esclaves appartenant à l’État pour effectuer des tâches subalternes. Le maître artisan, lui, reçoit un revenu significatif pour son travail dans la production d’articles de luxe tels que des miroirs en bronze et des objets laqués.

### Marchands et industriels
Les lettrés de la petite noblesse ne sont pas attirés par les professions marchandes, à l’exception des libraires et des apothicaires. En effet, les lettrés et les fonctionnaires voient les marchands comme les membres d'une classe basse et méprisable. Preuve d'une certaine empathie envers les paysans qui ont perdu leurs terres, un édit de la Cour de l'an 94 stipule que les paysans ruinés qui en sont réduits à devenir marchands ambulants ne doivent pas être taxés comme le sont les autres marchands autorisés. En effet, la plupart de ces derniers sont des petits boutiquiers urbains, dont les revenus sont lourdement taxés par l'État, car ils doivent payer des taxes commerciales, en plus de l'impôt par tête qui s'applique à tout le monde.
Les marchands autorisés sont contraints par la Loi de porter des vêtements de couleur blanche, qui sert à indiquer leur statut social inférieur, et dans le cadre de la conscription, ils peuvent être mis à part des autres conscrits et envoyés dans les provinces les plus au sud, là où le paludisme est endémique. En revanche, les marchands ambulants sont souvent plus riches, grâce à leurs négoces qui impliquent tout un ensemble de villes au lieu d'une seule, et à leur mobilité, qui leur évite d’être inscrits comme marchands sur les registres officiels. À partir du règne de l’empereur Han Gaozu, la loi interdit aux marchands enregistrés de porter des vêtements de soie, de monter à cheval ou d'occuper un poste au sein de l'administration. Le contraste avec les marchands ambulants non enregistrés est frappant. Le chroniqueur Chao Cuo (?? - 154 av. J.-C.) rapporte que ces derniers s'habillent de luxueux vêtements de soie, roulent dans des chariots tirés par des chevaux gras et sont assez riches pour s'associer avec les membres du gouvernement.
Bien que ces lois s'assouplissent au fil du temps, l'empereur Han Wudi renoue avec la persécution d’État des marchands, quand en 119 av. J.-C., il promulgue une loi interdisant aux commerçants enregistrés d'acheter des terres. Si jamais ils violent cette loi, leurs terres et leurs esclaves sont confisqués par l’État. L’efficacité de cette loi est sujette à caution, puisque les auteurs de cette époque parlent de marchands possédant de vastes étendues de terres. Ainsi, un marchand qui possède des biens d’une valeur de mille catty d’or, soit l'équivalent de 10 millions de Wuzhu, est considéré comme un grand marchand. Ce montant est cent fois plus élevé que le revenu moyen d’un propriétaire-cultivateur de la classe moyenne et éclipse le revenu annuel de 200 000 Wuzhu d’un Marquis qui collecte les taxes d'un millier de foyers. Quelques familles de marchands réussissent à accumuler une fortune dépassant les 100 millions de Wuzhu, ce qui équivaut à la richesse acquise par les plus hauts responsables au sein du gouvernement.

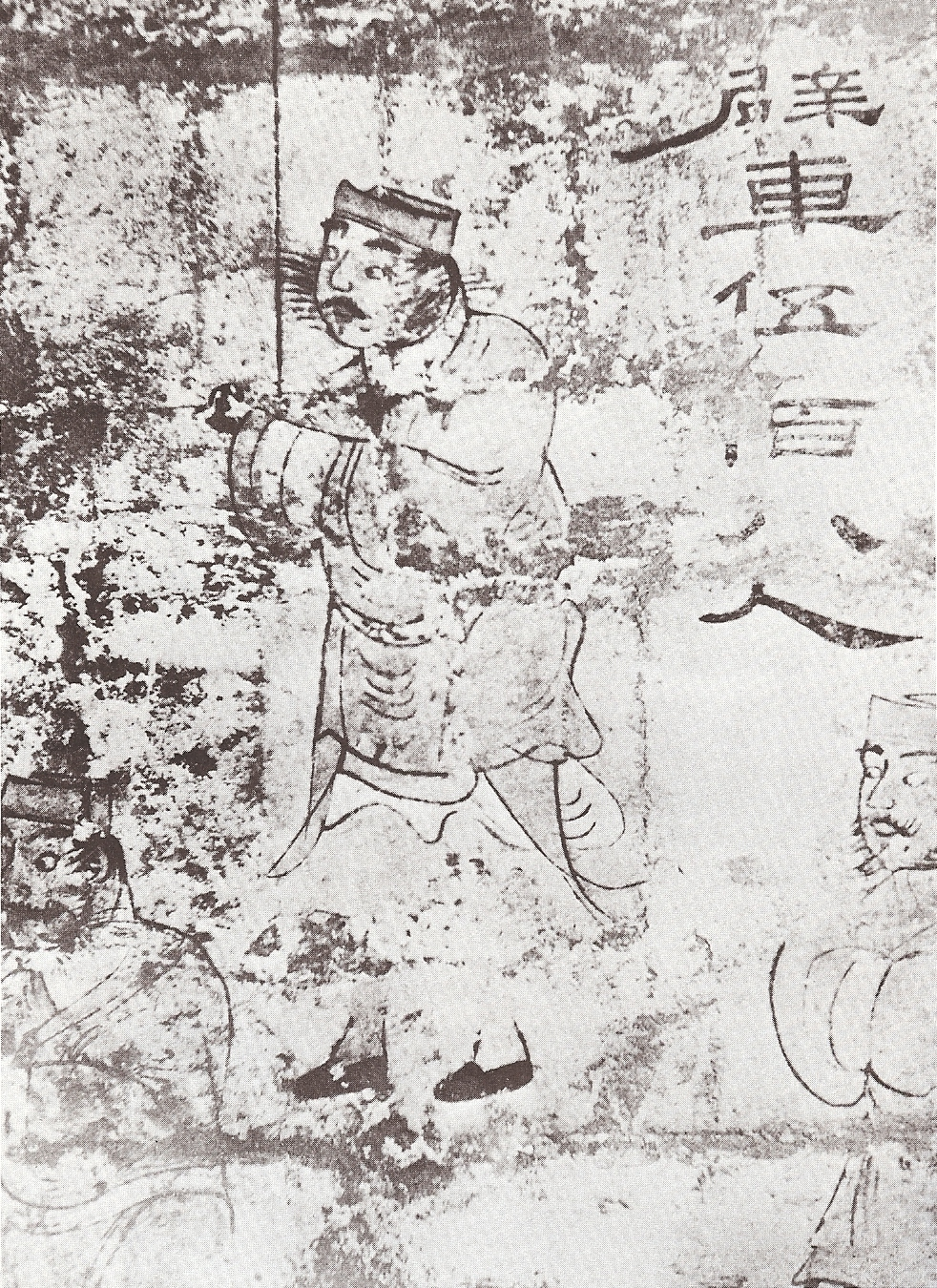
Fresque murale représentant des serviteurs et autres subordonnés en robes de soie. Elle provient d'une tombe de l'époque de la dynastie Han, située dans le xian de Wangdu, de la province de Hebei.

Les commerçants s'investissent dans une multitude d'activités et d'investissements. Un marchand seul s'investit souvent dans plusieurs métiers pour faire des profits plus importants, et peut pratiquer, entre autres choses, l’élevage, l’agriculture, la fabrication d'objets divers, le commerce proprement dit et le prêt d’argent. Sous la dynastie Han, les commerces les plus rentables sont ceux du sel et du fer; au point qu'un vendeur prospère spécialisé dans ces produits peu amasser une fortune allant jusqu'à 10 millions de Wuzhu. Au début de la période des Han occidentaux, de puissants marchands peuvent avoir sous leurs ordres une main d'œuvre de plus de mille paysans, occupés à travailler dans les mines de sel, à récolter et faire s'évaporer la saumure des marais pour en récolter le sel, ou en train d'actionner des soufflets dans des forges, pour créer des outils en coulant du fer dans des moules. Pour limiter l’influence croissante de ces riches industriels, l'empereur Han Wudi nationalise ces industries en 117 av. J.-C. et engage d'anciens marchands, comme Sang Hongyang (??? - 80 av.J.-C.), pour les mettre à la tête de ces monopoles publics. Offrir des postes officiels à des marchands est une grande première pour les Han, et en agissant ainsi, Wudi espère profiter de leur expérience et de leur savoir-faire technique pour gérer correctement ces industries. Cependant, durant la période des Han orientaux, le gouvernement central finit par abolir les monopoles d’État sur le sel et le fer. Mais même avant cette date, l’État arrête d'employer des anciens marchands dans les organismes gouvernementaux gérant le sel et le fer, lorsqu'un édit de l'an 7 av.J.-C. renouvelle l’interdiction qui leur est faite d'intégrer l'administration ou d'avoir un quelconque poste officiel. Il faut noter que Wang Mang, le seul empereur de la brève dynastie Xin, a employé certains commerçants comme fonctionnaires de bas niveau avec un salaire de 600 boisseaux de grains par an. Une autre industrie rentable est celle des vins et spiritueux, que l’État a brièvement monopolisé de 98 à 81 av. J.-C.. Ce monopole est rapidement aboli, l'État préférant laisser la production aux mains des commerçants, tout en réinstaurant les taxes sur les ventes d'alcool. Cette profession n'est pas plus valorisée que les autres, comme le montre le cas de Cui Shi (催寔) (??? - 170). Membre reconnu de l'administration, il lance une entreprise de brasserie pour pouvoir payer les coûteuses funérailles de son père. Il est alors fortement critiqué par ses collègues et les autres nobles, qui considèrent cette seconde profession comme une honte pour tout lettré qui se respecte. Enfin, il faut noter que les mines de cinabre sont également une industrie très lucrative.

### Vassaux

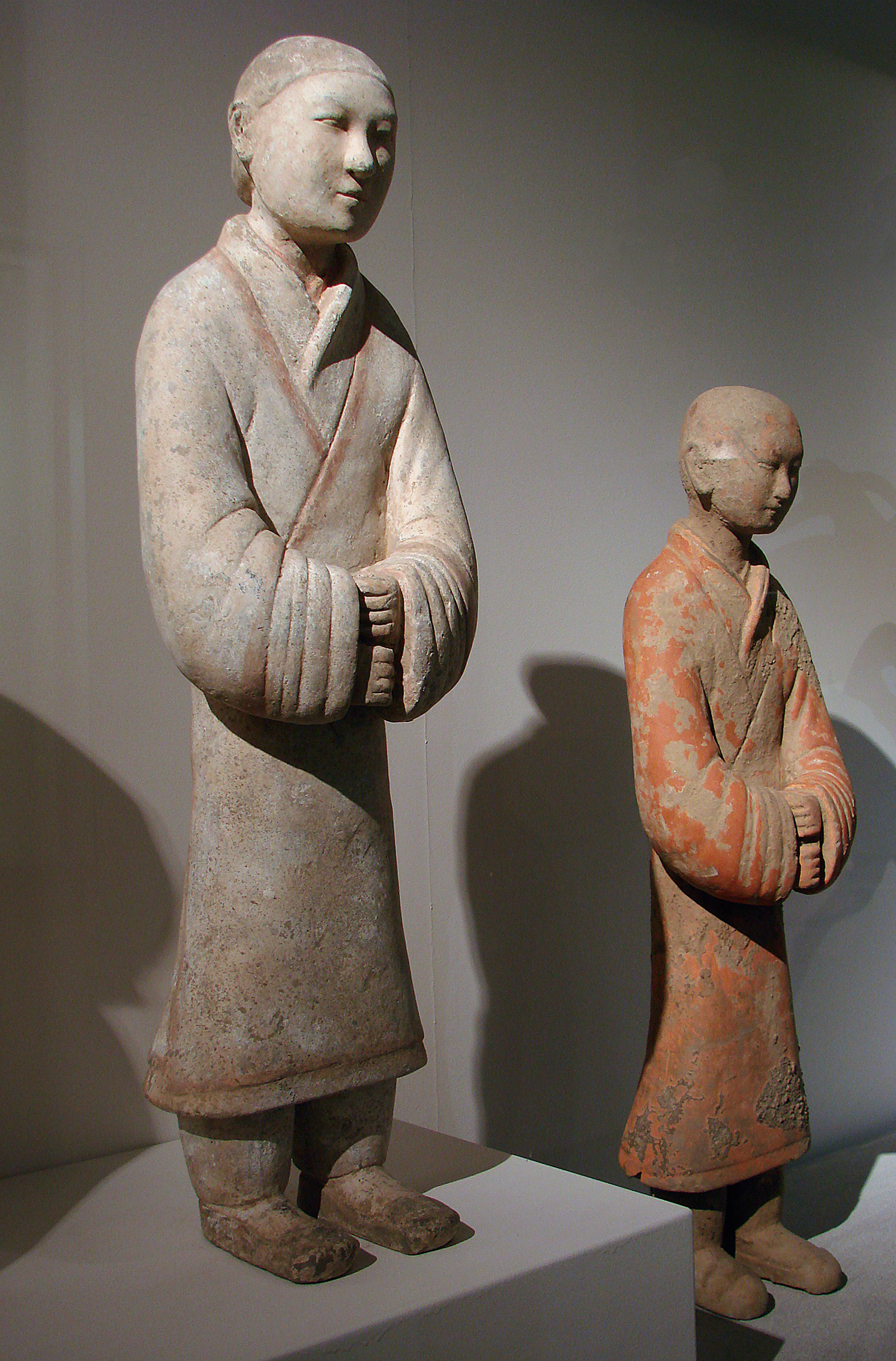
Figurines en céramique polychrome datant de la dynastie des Han occidentaux et représentant des serviteurs attendant leurs ordres. Elles proviennent de la province de Shaanxi, et datent du IIe siècle av. J.-C.

Depuis la période des Royaumes combattants, il existe ceux que l'on appelle les vassaux (binke 賓客). Ce sont des personnes d'origine populaire, qui vivent sur la propriété d’un hôte auxquels ils payent un loyer sous forme de services divers. La plupart du temps, ces personnes appartenaient auparavant à d’autres groupes sociaux, et il s'agit parfois de fugitifs cherchant à se mettre à l'abri des autorités. Les hôtes sont souvent des membres de l'administration ou des nobles riches, mais ils peuvent aussi être de riches roturiers. En règle générale, dans cette situation l'hôte fournit logement, nourriture, vêtements et moyens de transports à ses vassaux. En retour ces derniers exécutent des travaux occasionnels et non routiniers ou des services divers comme servir de conseiller à leur hôte, faire office de garde du corps ou exécuter des travaux dans la maison. Ils peuvent parfois se voir confier des missions plus dangereuses telles que commettre des assassinats, repousser des bandits ou participer à une bataille pour défendre l’hôte. Ils peuvent aussi servir d'espions ou d'astrologues.
Normalement, un hôte traite très bien ses vassaux et peut les couvrir de cadeaux de luxe s’il veut mettre en avant sa richesse et son statut. Un vassal a ainsi reçu de son hôte un fourreau d’épée décoré avec du jade et des perles, tandis que d’autres ont reçu des articles de luxe, comme des chaussures ornées de perles. Cependant, tous les vassaux n'ont pas le même statut et ceux qui sont couverts de cadeaux de luxe fournissent un travail hautement qualifié ou de grands services. Ceux qui sont moins habiles reçoivent des cadeaux de moindre valeur et sont assis plus loin de leur l’hôte, lorsque ce dernier les réunit. Indépendamment de leur statut, n’importe quel vassal peut aller et venir comme bon lui semble dans la résidence de son hôte, contrairement à un esclave qui est la propriété de son maître et qui est rattaché en permanence aux biens de ce dernier. Les Han n'ont établi aucun statut officiel pour les vassaux, ils sont simplement arrêtés et jugés quand ils bafouent la loi. Selon la situation, ils peuvent aussi être arrêtés et jugés en même temps que leur hôte si c'est ce dernier qui bafoue la loi.
Les vassaux forment une grande partie des forces armées que lève le futur empereur Han Guang Wudi pendant la guerre civile contre le régime de Wang Mang. Le rôle militaire des vassaux est beaucoup plus marqué à la fin du IIe siècle, lorsque monte l’agitation politique qui va aboutir à la partition de l’empire en trois États concurrents. À cette époque, les hôtes commencent à traiter les vassaux comme s'ils étaient leurs troupes personnelles (buqu 部曲), ce qui réduit leur liberté de mouvement et leur indépendance par rapport a ceux des siècles précédents. Alors qu'auparavant les vassaux sont des individus qui rejoignent un hôte à la suite d'une décision personnelle, à la fin du IIe siècle on voit apparaître des familles entières de vassaux, fortement contrôlée par leur hôte.

### Esclaves
Sous les Han, les esclaves (nuli 奴隸) représentent environ 1 % de la population. C'est une proportion beaucoup moins importante que dans le monde gréco-romain qui, à la même époque, fonctionne sur un modèle économique basé sur le travail d’une importante population d'esclaves. Les esclaves sont classés en deux catégories : ceux qui appartiennent à des particuliers et ceux qui appartiennent à l’État. Les esclaves des particuliers sont souvent d'anciens paysans qui se sont endettés et finissent par se vendre comme esclaves pour éponger leurs dettes. Une petite partie d'entre eux sont des anciens esclaves d'État donnés aux nobles et hauts fonctionnaires comme récompense pour leurs services. Les esclaves d'État sont parfois des prisonniers de guerre; même si tous ces prisonniers ne sont pas réduits en esclavage. La plupart des esclaves d'État sont des tributs donnés à la cour des Han par des États étrangers, les familles des criminels coupables de trahison envers l’État et des anciens esclaves privés qui étaient soit donnés aux autorités par leur ancien maître soit confisqués par l’État si leur maître enfreint une loi. Par contre, que ce soit sous les Han occidentaux ou les Han orientaux, les criminels arrêtés sont condamnés suivant les lois en vigueur mais ne sont jamais réduits en esclavage. Il n'y a que sous le règne de Wang Mang, pendant la brève dynastie Xin, que les faussaires sont réduits en esclavage.

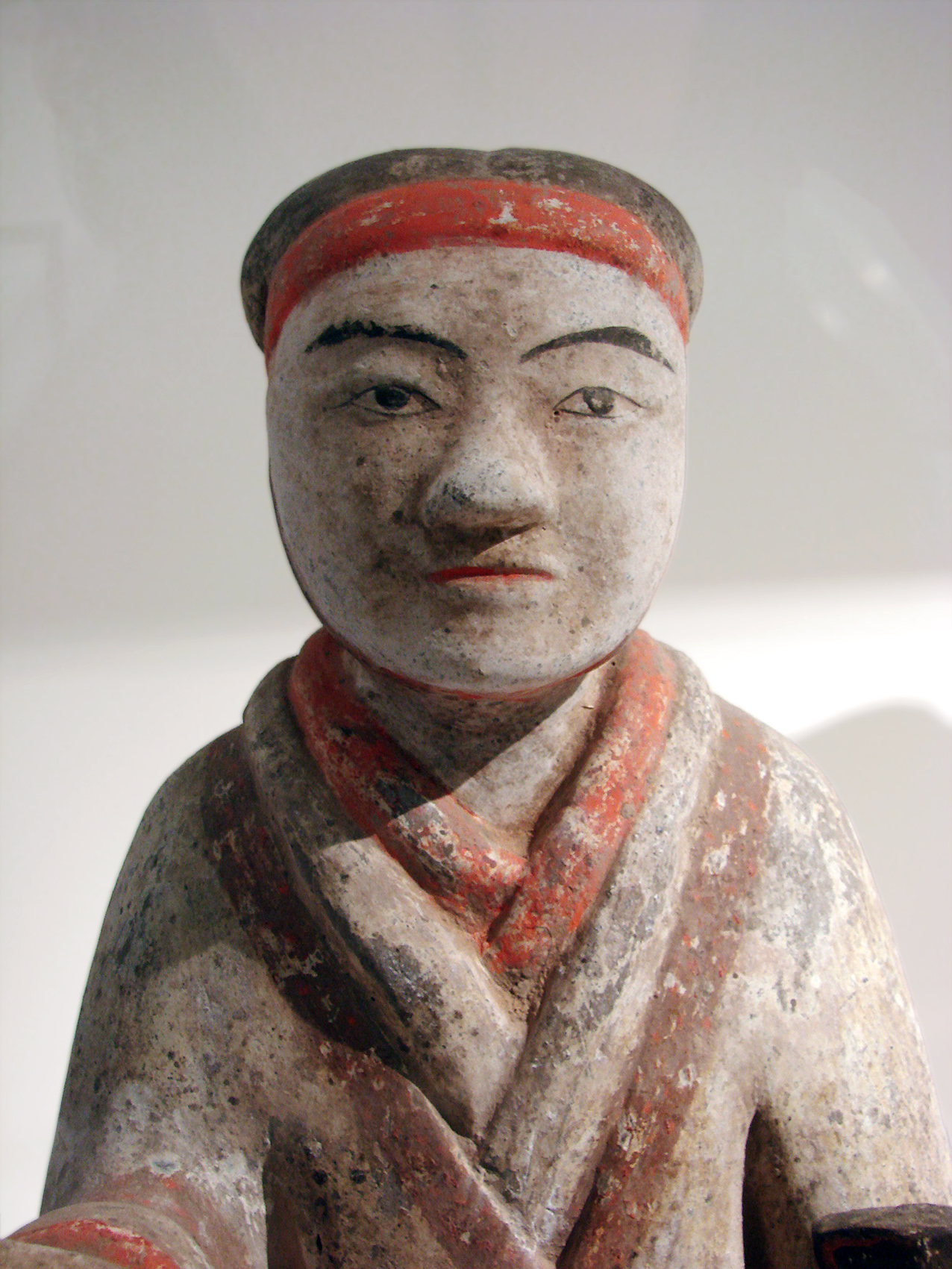
Figurine en terre cuite de la dynastie Han, datant du IIe siècle av. J.-C. et représentant un soldat. On attendait des esclaves qu'ils protègent leurs maitres et ils peuvent même se retrouver avec eux sur le champ de bataille en période de guerre.

Les esclaves d’État travaillent dans les palais, les bureaux, les ateliers, les écuries et parfois dans les propriétés agricoles appartenant à l’État. Par contre, ils ne travaillent pas dans les industries métallurgique et d'extraction du sel, pendant la période ou l'État en a le monopole. Les esclaves privés sont, eux le plus souvent utilisés comme domestiques et parfois comme ouvriers agricoles. Cependant, la grande majorité des agriculteurs non indépendants qui travaillent pour les riches propriétaires terriens ne sont pas des ouvriers salariés ou des esclaves, mais des paysans sans terre, qui payent un loyer en tant que locataire de la terre qu'ils travaillent. Ce choix de préférer louer à des paysans sans terre a peut-être des raisons économiques. En effet, les maîtres d’esclaves sont obligés de payer un impôt par tête de 240 Wuzhu par an et par esclave possédé, ce qui correspond au montant de l'impôt par tête que payent les marchands. Les esclaves privés cantonnés aux tâches domestiques sont habituellement affectés aux cuisines, mais ils peuvent aussi servir de gardes du corps armé, d'escortes montées, d'acrobates, de jongleurs, de danseurs, de chanteurs et de musiciens.
Les enfants d'esclaves sont esclaves de naissance, et ceci vaut pour les esclaves d'État comme pour les esclaves privés. Les esclaves d'État peuvent être affranchis par l’empereur s’ils sont jugés trop âgés pour continuer à travailler, si l’empereur a pitié d'eux, ou s’ils accomplissent un acte d'un grand mérite. Le cas le plus exceptionnel est celui de Jin Midi (??? - 86 av. J.-C.), un ancien esclave qui finit par devenir régent de l'empire. Les esclaves privés, eux, peuvent acheter leur liberté à leur maître, ces derniers pouvant également choisir de libérer leurs esclaves. Même si les esclaves peuvent être passés à tabac s’ils n’obéissent pas à leurs maîtres, il est illégal de les tuer. Des rois-vassaux ont été dépouillés de leurs royaumes, après qu’il a été constaté qu’ils avaient assassiné des esclaves, et Wang Mang a même forcé un de ses fils à se suicider a cause du meurtre d’un esclave. Un édit datant de l'an 35 abroge la peine de mort pour tout esclave qui a tué un roturier.
Tous les esclaves n'ont pas le même statut social. Certains esclaves qui appartiennent à de riches familles vivent mieux que certains hommes libres de condition modeste, car ils sont autorisés à porter des vêtements luxueux et à consommer le vin et la nourriture de qualité de leurs maitres. Les esclaves des hauts fonctionnaires sont même craints et respectés. Ainsi les esclaves du Régent Huo Guang (??? - 68 av. J.-C.) viennent parfois en armes sur le marché et combattent les roturiers. Un jour, une bagarre éclate entre eux et les esclaves du Secrétaire impérial pour une question de préséance, chaque parti soutenant que l'autre doit lui céder le passage dans la rue. À la fin de la bagarre, les esclaves du Régent forcent le Secrétaire Impérial à faire kowtow devant leur maitre et à s'excuser. Ultime preuve de leur importance, certains fonctionnaires cherchant à avoir une promotion grâce à l’influence de Huo Guang n'hésitent pas à proposer leurs services à ses esclaves.

### Autres métiers

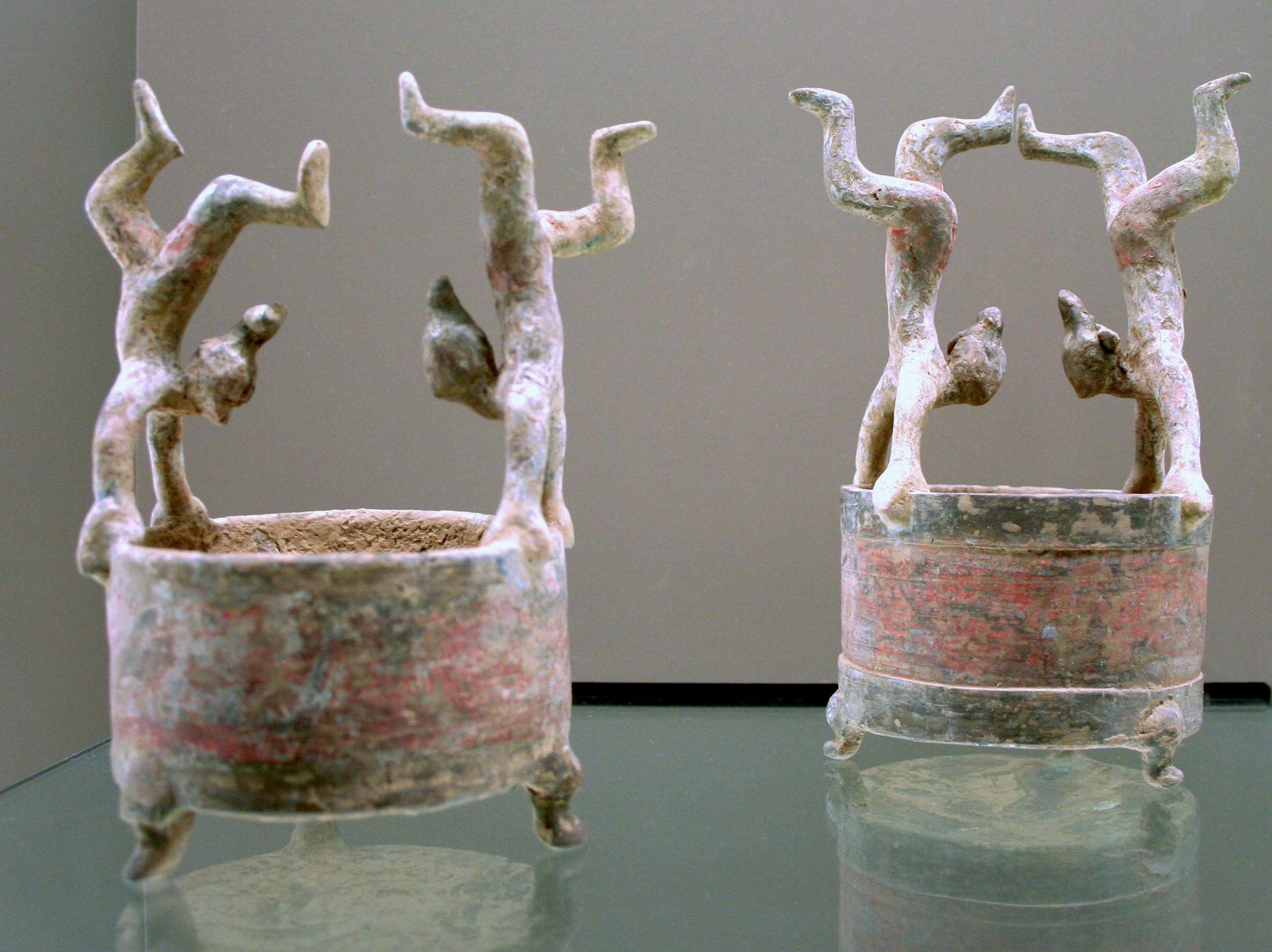
Récipients en céramique datant des Han occidentaux. Ils sont décorés de petites statuettes représentant des équilibristes exécutant leur numéro. Le métier d'artiste professionnel est l'un des nombreux qui existent sous la dynastie Han.

En plus des fonctionnaires, enseignants, commerçants, agriculteurs, artisans et des invités permanents, il y a beaucoup d’autres métiers. Ainsi, être éleveur de porc n’est pas considéré comme une profession humble, si elle est exercée par un érudit pauvre pour payer ses études. À titre d'exemple, le premier chancelier des Han qui obtient ce poste sans avoir d'expérience militaire ou un titre de marquis est un éleveur de porcs nommé Gongsun Hong (公孫弘) qui obtient son poste pendant le règne de l’empereur Han Wudi. Les médecins qui prodiguent des soins et étudient les classiques médicaux peuvent non seulement avoir un revenu convenable, mais également devenir des lettrés et intégrer l'administration. Le médecin Hua Tuo (110–207) s'est vu proposer un poste avec de hautes responsabilités dans l'administration, ce qu'il refuse, tandis qu'un autre est nommé préfet des Gentilshommes du Palais (郎中令).
Ceux qui pratiquent les arts occultes en tant qu'alchimistes ou comme médiums sont souvent employés par le gouvernement pour pratiquer des sacrifices religieux. En de rares occasions, un occultiste, comme Luan Da (??? - 112 av. J.-C.), peut épouser une princesse ou devenir Marquis. Alors qu’il est socialement acceptable pour les lettrés de la noblesse de s’engager dans les arts occultes de la divination et de l'astrologie chinoise, les devins de carrière ont un statut inférieur et leurs revenus sont modestes. Les autres professions de statut inférieur liées à l'occultisme incluent la sorcellerie et la physiognomonie. Tout comme pour les marchands, ceux qui pratiquent la sorcellerie ne peuvent pas entrer dans l’administration.
La boucherie est également un métier de statut inférieur, même s'il y a un cas exceptionnel de boucher qui devient haut fonctionnaire. En effet, l’impératrice He (??? - 189), l'épouse de l’empereur Han Lingdi, et son frère He Jin (135– 22 septembre 189), sont issus d’une famille de bouchers et c'est He Jin qui devient le régent à la mort de Lingdi. Les coursiers et les messagers qui travaillent pour le gouvernement ont également un statut modeste, mais certains finissent par devenir fonctionnaires.

### Les vingt rangs

brassard "Cinq étoiles se lèvent à l'Est", découvert lors de fouilles dans les ruines de la ville de Niya, dynastie des Han Orientaux ou début de la dynastie Jin.

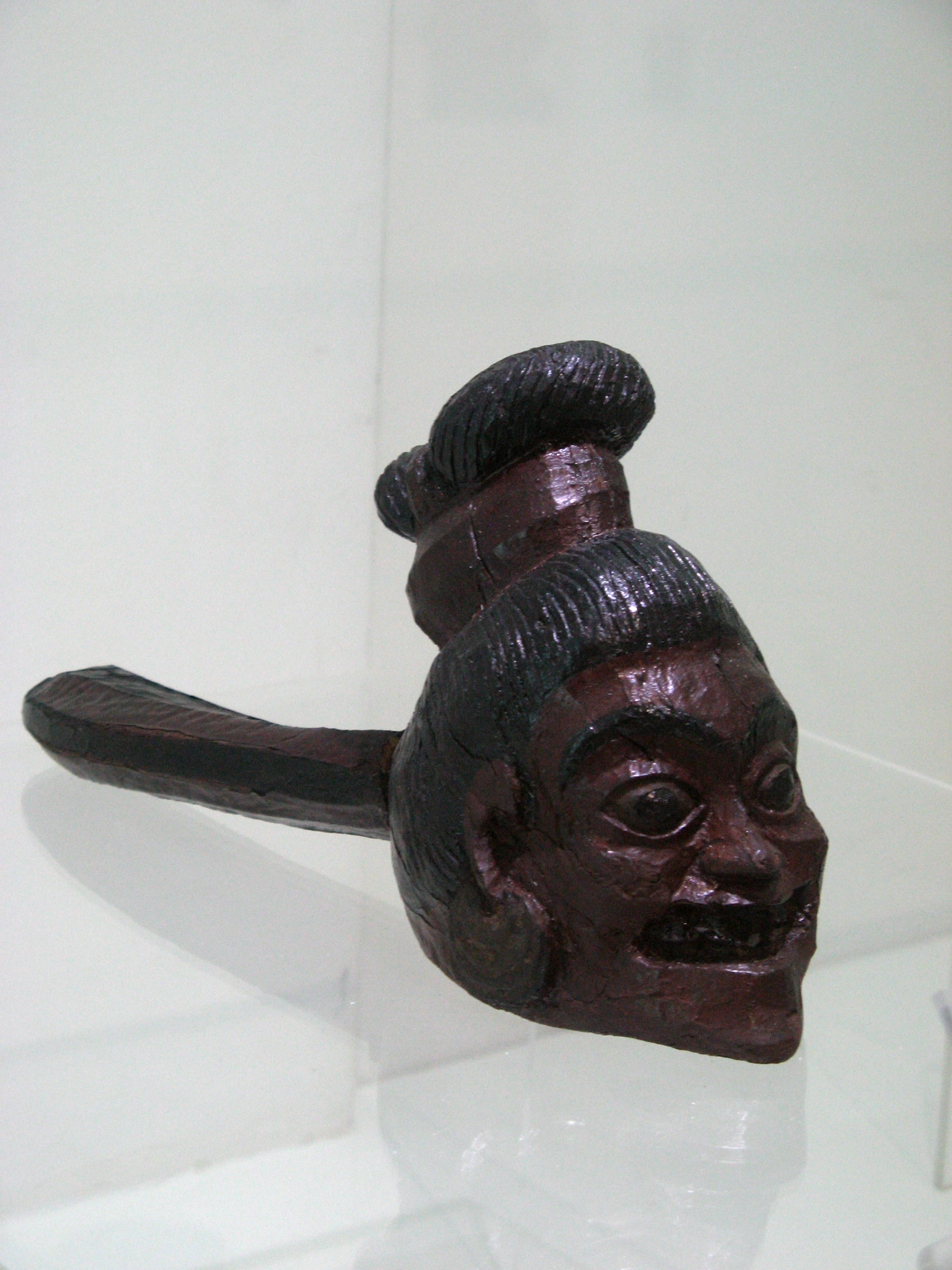
Laque en forme de tête d'homme, dynastie des Han Occidentaux, Musée provincial du Yunnan, Kunming

À l'époque des royaumes combattants, le réformateur légiste Shang Yang (v. 390-338 av. J.-C.) met en place dans l'État de Qin un système de classement socio-économique des roturiers et des nobles, qui sont répartis en vingt rangs. La cour des Han reprend ce système et le généralise à toute la Chine. Dans ce système, tous les hommes libres âgés de plus de 15 ans peuvent être promus en grade jusqu’au 8e rang. Quand un roturier est promu au grade supérieur, il obtient une meilleure place au moment de l’attribution des sièges lors des banquets du hameau, il a droit à une plus grande part du gibier servi à table, il est puni moins sévèrement pour certains crimes et peut être dispensé du mois de corvée obligatoire que tout paysan doit à l’État. Ce système favorise les personnes âgées, puisqu’une plus longue vie signifie plus de possibilités d’être promu. En plus de l’augmentation de salaire (voir tableau ci-dessous), les nouveaux promus reçoivent du vin et de la viande de bœuf, pour organiser un banquet afin de célébrer cette promotion. Les 19e et 20e rangs sont tous deux des rangs de Marquis, encore qu'il faille être au 20e rang pour être autorisé à avoir un marquisat.
Les promotions au grade supérieur sont décidées par l’empereur et peuvent survenir lors d’occasions spéciales, telles que l'ascension au trône d’un nouvel empereur, la proclamation d'une nouvelle ère de règne, le mariage d’une nouvelle impératrice, ou la désignation d’un héritier royal. Le gouvernement central vend parfois des rangs pour augmenter les revenus de l’État. Ainsi, un fonctionnaire nommé Chao Cuo (??? - 154 av. J.-C.) a écrit que toute personne qui donne une importante quantité de grains au gouvernement est récompensée par un promotion en grade.
| Le système des vingt rangs (二十公乘) | Le système des vingt rangs (二十公乘)                          | Le système des vingt rangs (二十公乘)                      |
| Niveau de rang et nom en chinois      | Traduction en français                                         | Salaire annuel mesuré en boisseaux, ou shi (石), de millet |
| ------------------------------------- | -------------------------------------------------------------- | ---------------------------------------------------------- |
| 1. 公士 Gongshi                       | Gentilhomme                                                    | 50                                                         |
| 2. 上造 Shangzao                      | Distingué pour ses accomplissements                            | 100                                                        |
| 3. 簪袅 Zanniao                       | Ornamented Horses                                              | 150                                                        |
| 4. 不更 Bugeng                        | Exempté de la conscription                                     | 200                                                        |
| 5. 大夫 Dafu                          | Grand                                                          | 250                                                        |
| 6. 官大夫 Guan Dafu                   | Grand du Gouvernement                                          | 300                                                        |
| 7. 公大夫 Gong Dafu                   | Grand Gentilhomme                                              | 350                                                        |
| 8. 公乘 Gongcheng                     | Gentilhomme en Chariot                                         | 400                                                        |
| 9. 五大夫 Wu Dafu                     | Grand de rang supérieur                                        | 450                                                        |
| 10. 左庶长 Zuo Shuzhang               | Chef de la Multitude de Gauche                                 | 500                                                        |
| 11. 右庶长 You Shuzhang               | Chef de la Multitude de Droite                                 | 550                                                        |
| 12. 左更 Zuo Geng                     | Chef des Conscrits de Gauche                                   | 600                                                        |
| 13. 中更 Zhong Geng                   | Chef des Conscrits du Centre                                   | 650                                                        |
| 14. 右更 You Geng                     | Chef des Conscrits de Droite                                   | 700                                                        |
| 15. 少上造 Shao Shangzao              | Distingué pour ses Accomplissements de Rang Intermédiaire      | 750                                                        |
| 16. 大上造 Da Shangzao                | le Plus Distingué pour ses Accomplissements                    | 800                                                        |
| 17. 驷车庶长 Siju Shuzhang            | Chef de la Multitude Conduisant un Chariot avec Quatre Chevaux | 850                                                        |
| 18. 大庶长 Da Shuzhang                | Grand Chef de la Multitude                                     | 900                                                        |
| 19. 关内侯 Guannei Hou                | Marquis du Domaine impérial                                    | 950                                                        |
| 20. 彻侯 Che Hou                      | Marquis de plein droit                                         | 1,000                                                      |

## Vie rurale et vie urbaine
Sous les Han, l'empire est divisé en grandes unités administratives : les royaumes et les commanderies. Les commanderies sont divisées en comtés, les comtés sont eux-mêmes divisés en districts, qui contiennent chacun plusieurs hameaux. Un hameau moyen contient environ une centaine de familles et est généralement clos par un mur avec deux portes. Chaque hameau a son autel religieux, construit en l’honneur d’une divinité locale, qui est au centre de la vie sociale locale. C'est en général à cet endroit que se déroulent les festivités qui marquent la vie du hameau. On trouve également un autel religieux dans chaque district et chaque comté. Le contrôle direct du gouvernement sur la vie locale ne dépasse pas le niveau du district, où l'on trouve les responsables nommés par le pouvoir central. Ces responsables sont le chef de la police, qui a pour tâche le maintien de l’ordre et le percepteur du district. Cependant, même s'il n'a pas de représentant direct dans les juridictions de base, le gouvernement réussit à contrôler la société locale jusqu'au niveau du hameau, grâce au système des vingt rangs.

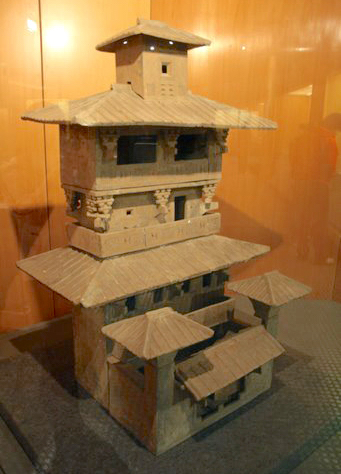
Modèle réduit en céramique trouvé dans une tombe de l'époque Han. Il représente une tour résidentielle de plusieurs étages avec au RDC la porte d'entrée et la cour, au 1er étage un balcon et des fenêtres. On distingue clairement des supports de type dougong

Le gouvernement finance des projets de lutte contre les inondations, qui impliquent la construction de nouveaux canaux, ce qui rend le transport par voie d'eau plus rapide et permet à des secteurs non aménagés de se transformer en terres agricoles irriguées. Ces projets, menés à bien grâce aux corvées, permettent la construction de nouveaux hameaux, qui dépendent du gouvernement pour assurer leur survie. Lorsque l’autorité du gouvernement central diminue à la fin de la période des Han orientaux, de nombreux roturiers vivant dans ces hameaux ont été forcés de fuir leurs terres et de travailler sur les grands domaines de riches propriétaires terriens en louant des lopins de terre. Les habitants des hameaux plus anciens n'ont, eux, jamais eu besoin de s’appuyer sur des projets de l’administration centrale pour assurer leur bien-être. À la place, ils préfèrent souvent chercher le soutien des puissantes familles locales, qui finissent par remplir le même rôle.
Chang'an, la capitale des Han occidentaux, est divisée en cent soixante quartiers résidentiels fortifiés. Les affaires de chaque quartier sont supervisées par un fonctionnaire de rang subalterne, et en règle générale, ce sont les familles influentes au sein des quartiers qui maintiennent l’ordre social. Il existe à Chang'an plusieurs marchés contrôlés par le gouvernement, mais les historiens sont incertains quant à leur nombre exact. En effet, bien que l'on parle en général des neuf marchés, il est possible que sept d'entre eux ne soient en fait que des subdivisions des deux principaux marchés : le marché de l'Est et celui de l'Ouest. Chacun de ces deux marchés a un bureau constitué d'un bâtiment officiel du gouvernement, et chacun de ces bâtiments est haut de deux étages avec un drapeau et un tambour placé sur le toit. Dans chacun de ces deux bâtiments, on trouve un chef de marché et son adjoint, mais on ne connait pas grand chose de leur réelle implication dans le marché. À Luoyang, la capitale des Han orientaux, le bureau du chef du marché emploie trente-six sous-officiers, qui sont présents sur le marché tous les jours pour maintenir l’ordre. Ils s'occupent également de collecter les taxes sur les marchandises, de fixer les prix pour certaines marchandises, et autorisent la conclusion de contrats entre les commerçants et leurs clients ou leurs fournisseurs. En plus des commerçants qui violent les règles du marché, l'État doit aussi gérer les autres crimes, qui sont commis la plupart du temps par des gangs de rue, composés d'adolescents qui portent souvent des vêtements distinctifs indiquant leur appartenance à tel ou tel gang. Ce sont des officiers de police qui assurent le maintien de l’ordre en dehors du marché et dans les bidonvilles. Régulièrement, les autorités débattent sur la nécessité d'augmenter les salaires des policiers, en espérant que cela les encouragerait à rejeter les pots-de-vin des criminels.
Il y a beaucoup de distractions dans les villes qui peuvent attirer le public, qu'il soit composé de riches ou de pauvres. On peut y trouver des animaux dressés en train d'effectuer leurs numéros, des combats de coqs, des animaux en cage combattant des tigres, des courses de chevaux, des spectacles de marionnettes et des spectacles musicaux comprenant de la danse, des acrobaties et de la jonglerie. Les familles les plus riches peuvent se permettre d'avoir leurs propres chœurs et leurs propres orchestres, qui prennent la forme de quintette avec des cloches, des tambours, des flûtes et des instruments à cordes. Les jeux de hasard et de plateau, comme le liubo font également partie des distractions de l'époque.

## Mariage, rapports hommes/femmes et liens de parenté

### Famille nucléaire et patrilinéaire

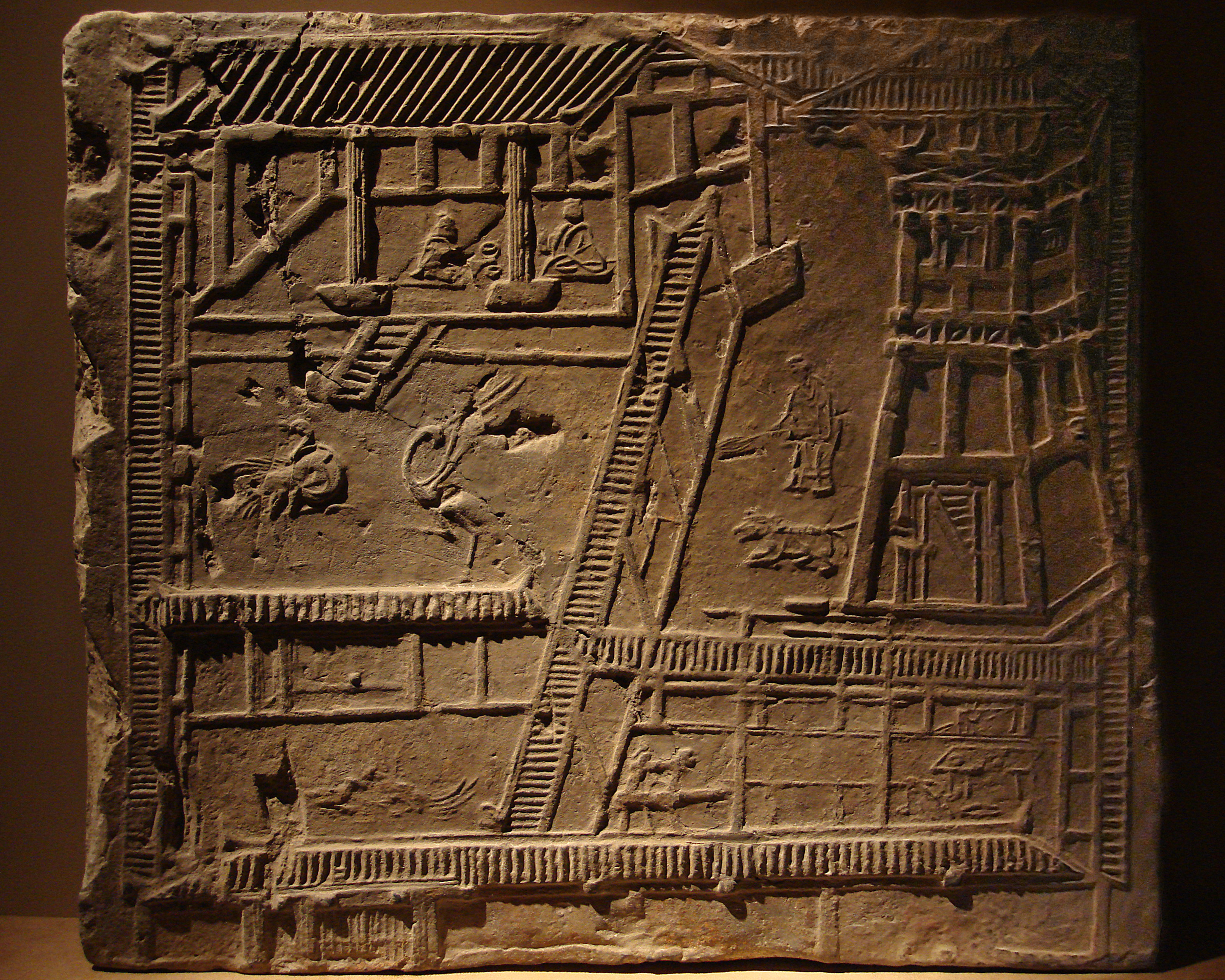
Cette brique vient de la paroi intérieure du tombeau situé dans l'actuel Sichuan et qui appartient à une famille de la période des Han orientaux. Le dessin représente la maison d’un fonctionnaire Han riche et influent. Il dispose d’une cour intérieure, d'une maison, de chambres, de halls, d'une cuisine, d'un puits et une tour de guet. Le maitre des lieux et son invité sont assis et boivent dans la cour intérieure, tandis que les deux coqs se combattent et que deux grues dansent.

Sous les Han, les relations familiales sont influencées par les mœurs confucéennes et impliquent les membres de la famille nucléaire proche et ceux de la famille élargie. La famille chinoise han est patrilinéaire, ce qui implique que le fils d’un couple ne considère pas les parents de sa mère comme faisant partie de son clan ; mais comme des "parents proches". Le droit en vigueur pendant la dynastie de Han est celui mis en place sous la dynastie Quin. Concernant les familles, il prévoit que celles qui ont plus de deux fils doivent payer des taxes supplémentaires. Cette loi reste en vigueur durant toute la dynastie Han, Orientaux comme Occidentaux, pour finalement être abrogée par le royaume de Wei, (220 - 265) durant la période des trois royaumes. La famille Han moyenne compte cinq à six membres, en général les deux parents et leurs enfants. Ce n'est que lors des dynasties suivantes que s'impose le modèle de la famille élargie, avec plusieurs générations et les parents proches vivant sous le même toit,. Sous les Han, il est tout à fait normal de voir des fils mariés quitter la maison familiale avec une partie des économies de la famille pour fonder leur propre foyer et les parents leur rendre visite à l’occasion. À partir de la dynastie Tang (618 – 907), un fils qui quitte le foyer familial pour vivre séparément de ses parents est considéré comme un criminel. Les grandes familles élargies apparaissent sous les Han orientaux, quand certains frères mariés choisissent de vivre ensemble, avec leurs familles respectives. Cependant, avoir trois générations vivant sous le même toit est extrêmement rare. Ce n'est que sous la dynastie Jin (265 - 420), qu'il devient commun de voir plusieurs générations vivre sous le même toit.

### Clan et lignée
Un clan chinois, ou une lignée, est composé d'hommes qui partagent un ancêtre patrilinéaire commun. Ils sont divisés en sous-groupes qui interagissent entre eux en suivant précisément les mœurs confucéennes, qui indiquent quel parent est le plus proche et le plus intime. Dans l'ordre d'importance, les quatre différents sous-groupes qui composent un clan ou une lignée sont :
- le ou les frères, le ou les fils du frère, le ou les petits-fils du frère
- le ou les frères du père, le ou les fils et petits-fils du frère du père
- le ou les frères du grand-père paternel, le ou les fils et petits-fils du frère du grand-père paternel
- le ou les frères de l’arrière-grand-père paternel, le ou les fils et petits-fils du frère de l’arrière-grand-père paternel[150].

Si un parent du premier sous-groupe meurt, on doit porter le deuil pendant une année entière. Si c'est un parent du second sous-groupe, la durée du deuil est ramenée à cinq mois. Et si c'est un parent du troisième ou du quatrième sous-groupe qui décède, il n'y a aucun deuil rituel à respecter. Enfin, si jamais un fils perd son père, il doit porter le deuil pendant trois ans, contre un an s'il perd sa mère. Seuls les fils peuvent assurer et poursuivre le culte des ancêtres, d'où l'absolue nécessitée d'avoir au moins un héritier de sexe masculin, même s’il s'agit d'un enfant adopté. En effet, la filiation par le sang n'est pas essentielle; il faut surtout que le fils, naturel ou adoptif, ait le même nom de famille que son père, sinon les sacrifices qu'il fait pour les mânes de ses ancêtres sont considérés comme nuls et non avenus.

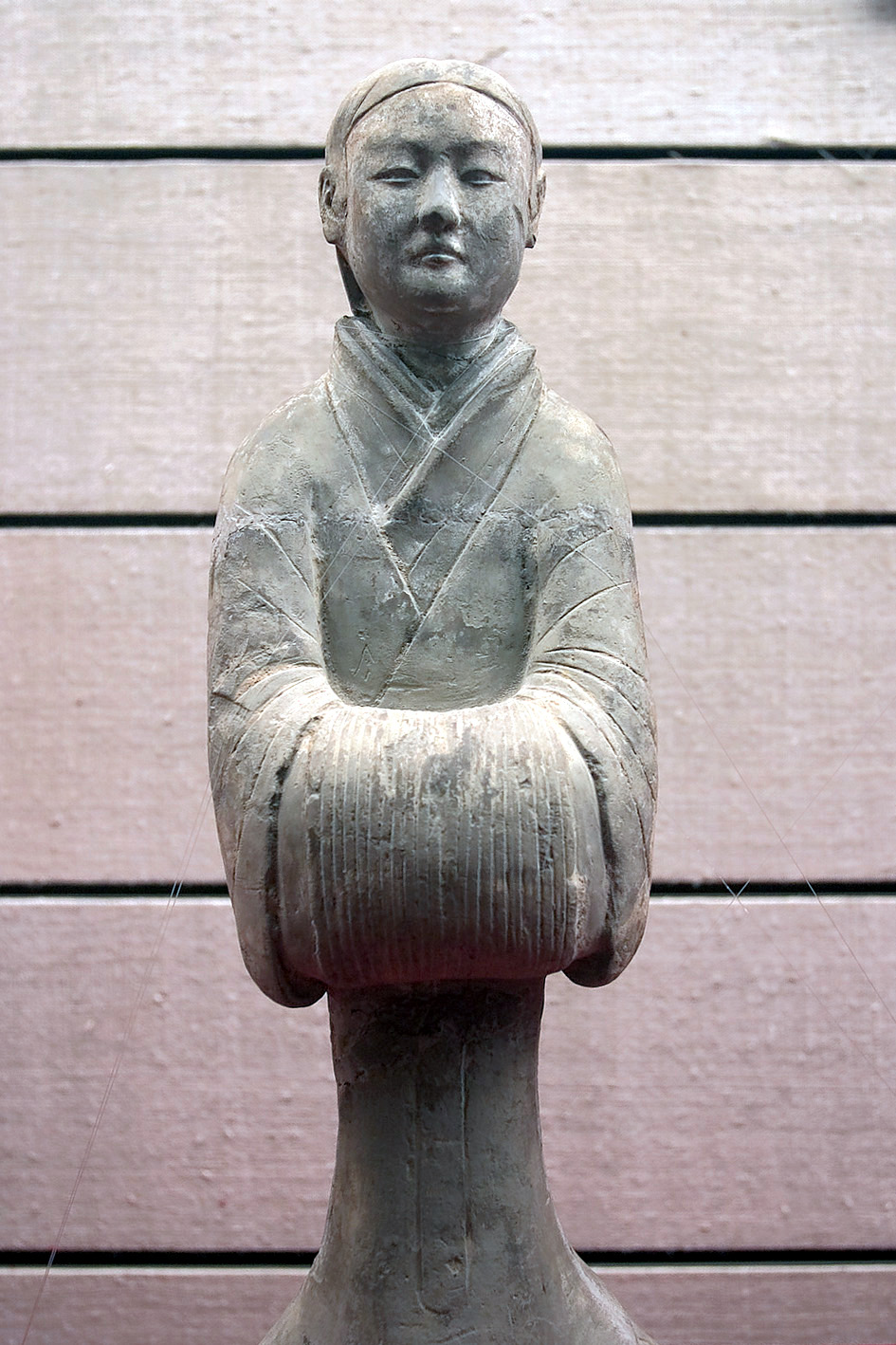
Une figurine en céramique de l'époque Han, représentant une servante avec les mains placées devant elle et couvertes par des manches longues en soie

La majorité des clans ou des lignées ne sont pas très influents au sein de la société locale. Cependant, les clans dont un des membres réussit à avoir une grande renommée peuvent avoir une énorme influence, surtout si le membre en question a servi comme fonctionnaire. Un clan ou une lignée n'est pas un ensemble cohérent et les riches érudits où les fonctionnaires ont souvent des parents pauvres au sein de leur clan. Malgré ces disparités, les membres du clan sont supposés se défendre et se soutenir entre eux, même si cela signifie en arriver au meurtre. La conséquence de ceci est que, tout au long de la dynastie Han, les autorités sont constamment en train de lutter pour supprimer les groupes de parenté les plus puissants, afin d'éviter qu'ils s'érigent en contre-pouvoir ou se rebellent. C'est pourtant ce qui arrive au début du Ier siècle de notre ère ; car lorsque Liú Xiù se révolte contre Wang Mang à partir de l'an 17, ce sont les différentes lignées locales qui forment l’épine dorsale des forces rebelles. Et quand l’autorité du gouvernement central s’affaiblit à la fin des Han orientaux, les régions les moins développées du pays restent relativement stables grâce à l'emprise locale des clans. A contrario, dans les zones fortement développées, où l'État avait réussi à contrer efficacement le pouvoir des lignées, les paysans sont bien plus nombreux à se tourner vers les mouvements rebelles pour assurer leur protection et leur survie.

### Mariage et divorce

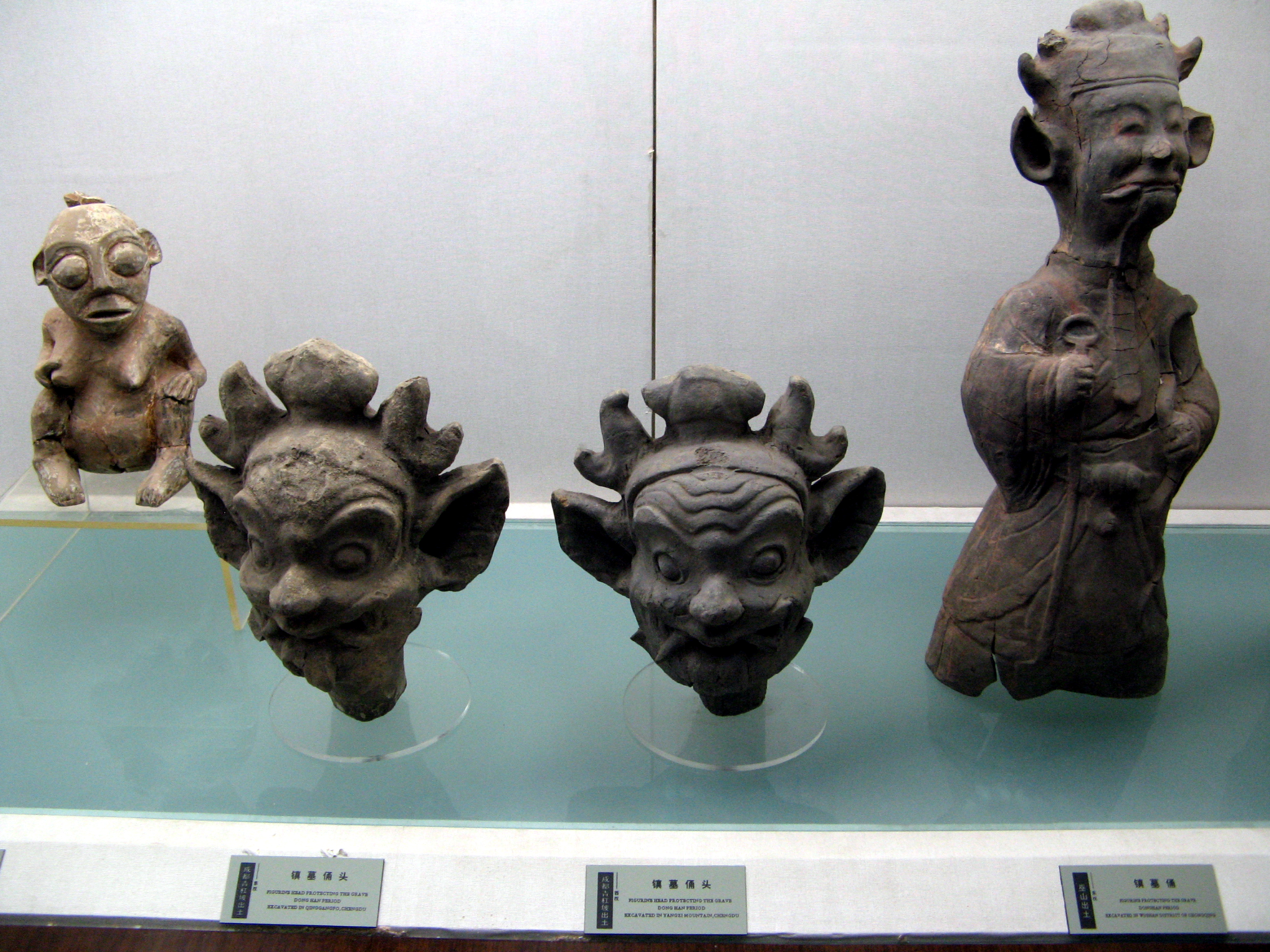
Têtes de gardiens de tombes en céramique, dynastie des Han orientaux, Musée des Trois Gorges, Chongqing

Bien que les mariages d’amour existent et ne sont pas découragés, la plupart du temps les mariages sont arrangés et organisés dans le cadre d'accords et de contrats entre deux clans. Plus que les deux futurs mariés, c'est la propriété de tel ou tel bien qui est la principale préoccupation de ces accords. Lorsqu'il s'agit d'arranger un mariage, tous les avis ne pèsent pas du même poids au sein du clan. L'avis du père pèse plus lourd que celui de la mère quand vient le moment de choisir les époux ou les épouses des enfants de la famille. Le grand-père est le seul à pouvoir imposer son avis au père s'il le désire. Une fois qu’un mariage est célébré, la nouvelle épouse est obligée de visiter le temple familial du clan de son époux. Ainsi, elle intègre réellement le clan en question et, après sa mort, elle peut recevoir sa part de sacrifices et de libations lorsque ses fils se rendent au temple pour perpétuer le culte des ancêtres. Cependant, elle ne prend pas le nom de famille de son époux et conserve le sien. Pendant toute la dynastie Han, la grande majorité des gens pratiquent la monogamie, même si les nobles et les fonctionnaires riches peuvent se permettre d'entretenir une ou plusieurs concubines en plus de leur épouse légitime.
Même si l’âge idéal pour le mariage est de trente ans pour un homme et vingt ans pour une femme, il est courant de se marier à l’âge de seize ans pour un homme et quatorze ans pour une femme. Pour encourager les familles à marier leurs filles, une loi de 189 av. J.-C. multiplie par cinq le taux de l’impôt par tête pour les femmes célibataires âgées de quinze à trente ans. La quasi-totalité de la société Han pratique une forme très stricte d'exogamie qui interdit d'épouser une personne ayant le même nom, même si les deux personnes concernées ne peuvent pas retracer leur généalogie jusqu'à un ancêtre commun. La famille royale est exclue de cette règle, car ses membres épousent parfois des parents éloignés pour des raisons politiques. À côté de cette exogamie, il faut préciser que les fonctionnaires épousent souvent des femmes venant de la famille d'un autre fonctionnaire d’un statut égal et parfois ils réussirent à épouser des princesses royales ou à marier leurs filles à des rois voire à l’empereur.
Selon la coutume, il y a sept conditions qui permettent à un homme de divorcer de sa femme. Ces conditions sont :
- l'épouse désobéit à ses beaux-parents ;
- l'épouse est stérile et est donc incapable d'assurer la continuité de la lignée familiale ;
- l'épouse a commis l’adultère et a donc mélangé le sang du clan avec celui d'une autre famille ;
- l'épouse est jalouse des concubines ;
- l'épouse est atteinte d'une maladie incurable et est donc incapable d'assurer la continuité de la lignée familiale ;
- l'épouse est incapable de s’entendre avec ses beaux-frères et/ou ses belles-sœurs ;
- l'épouse est une voleuse[164].

Cependant, un mari ne peut pas divorcer de sa femme si elle a accompli trois ans de deuil à la suite du décès d'un de ses parents, si dans la famille de son père, il n’y a pas de parents en vie chez qui elle peut aller, ou si la famille du mari était pauvre au moment du mariage et s'est enrichie par la suite. Dans certains cas, les femmes peuvent également divorcer et se remarier. Ces cas sont :
- la famille du mari est dans la misère ;
- le mari est malade ;
- les beaux-parents sont trop violents[166].

Le remariage est désapprouvé, surtout à partir du moment où le divorce implique que la femme a repris sa dot à la famille de son ex-mari. Malgré cela, il reste fréquent chez les femmes divorcées et les veuves dans tous les groupes sociaux.

### Héritages

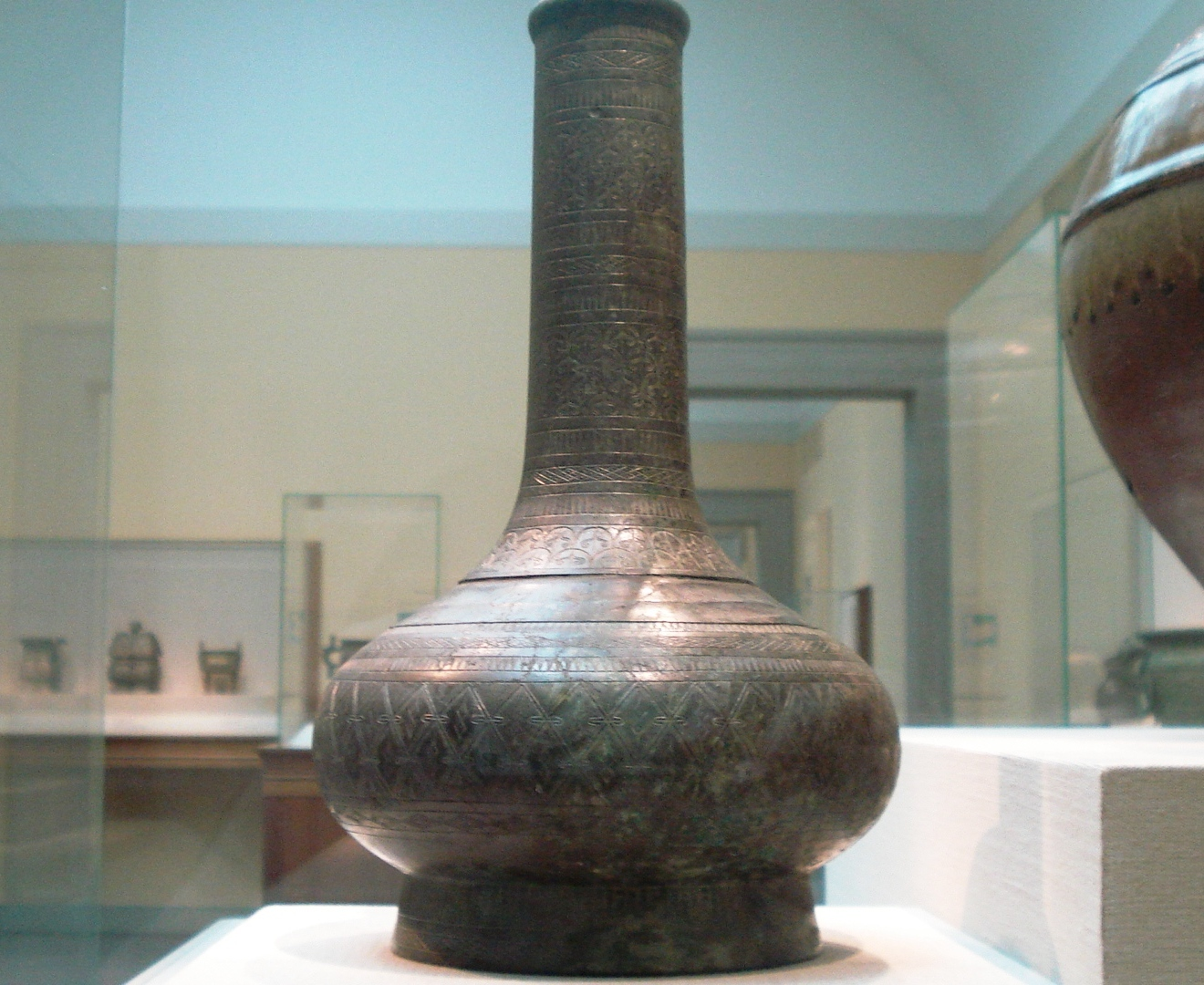
Pot allongé en bronze datant de l'époque des Han Occidentaux. Ce pot sert de cible lors des fêtes, les invités devant essayer de lancer des fléchettes à l'intérieur de son col étroit

Il existe deux types d’héritages pendant la dynastie Han. Le premier est l’héritage au sens commun du terme, qui permet la transmission des biens du défunt à ses héritiers, et qui touche tous les groupes sociaux, à l’exception des esclaves. Le second est l’héritage des titres, réservé à ceux qui ont atteint le vingtième rang, aux nobles et aux rois. Dans le premier cas, que l'on soit fonctionnaire ou roturier, Chaque fils reçoit une part égale des propriétés du défunt. Ce système de partition exclut les filles mariées, puisqu'elles ont, de fait, quitté le clan familial. Cependant, au moment du mariage, elles reçoivent une partie des biens familiaux sous la forme d'une dot, qui est parfois l'équivalent de la part que reçoit un fils lors d’un héritage. Le second type d’héritage implique la pratique de la primogéniture, puisqu'un seul des fils peut hériter du titre officiel au moment du décès du père. Cette règle s'applique à tous les détenteurs de titre, que ce soit l’empereur, un roi, un marquis ou un roturier des vingt rangs. Toutefois afin de limiter le pouvoir des rois, tout en préservant la règle de la primogéniture, un édit impérial de 127 av. J.-C. modifie cette règle. À partir de cette date, chaque roi se retrouve dans l'obligation de diviser son royaume entre ses frères et son successeur désigné. L'héritier garde seul le titre de roi et ses oncles deviennent de nouveaux marquis, ce qui réduit d'autant la taille de chaque Royaume à chaque génération et affaiblit les rois.

### Statut et position des femmes

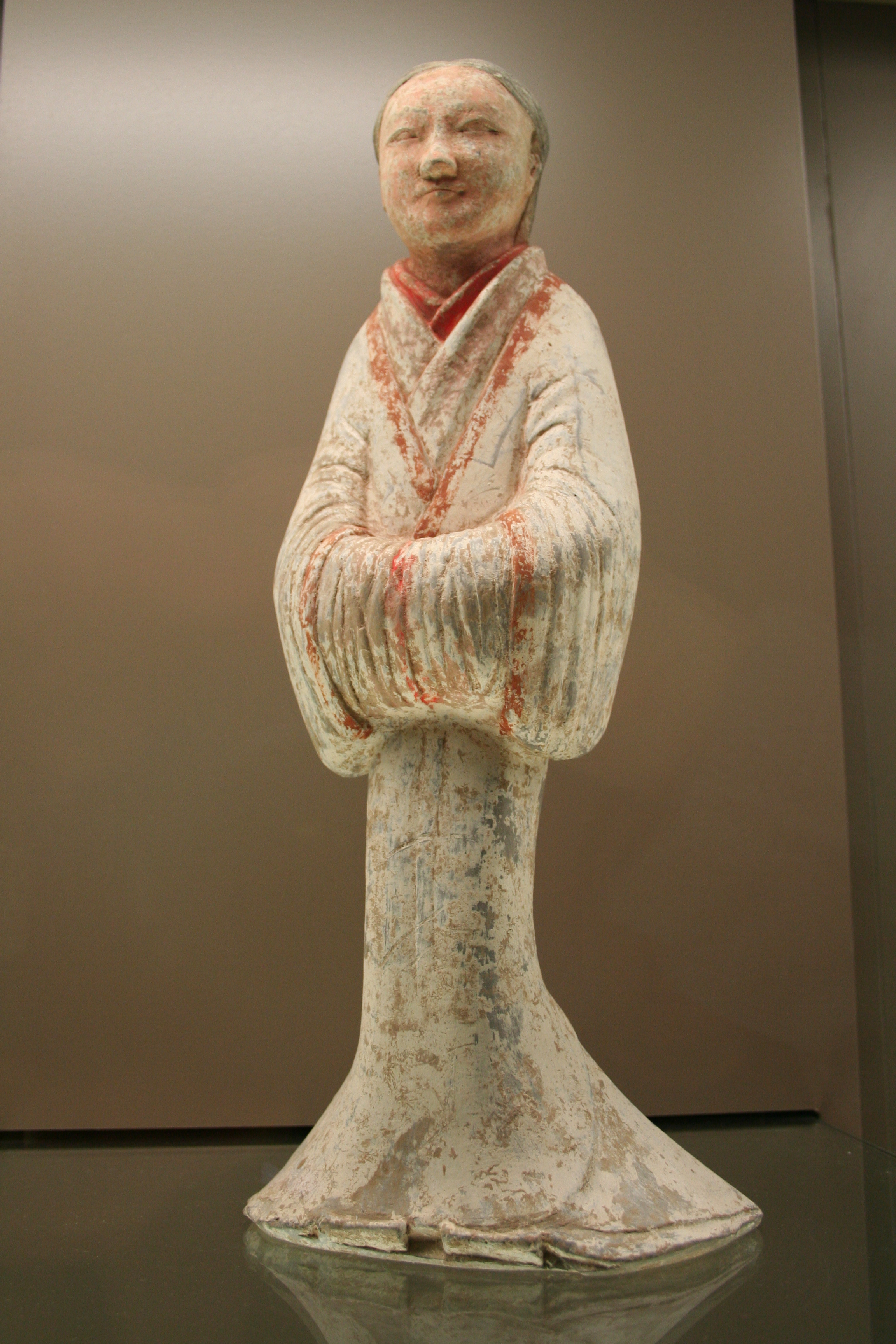
Statue en céramique peinte datant de l'époque des Han occidentaux et représentant une servante vêtue d'une robe en soie

Dans son livre de morale ''Préceptes des femmes'' (Nü jie (en)), l'écrivaine et historienne Ban Zhao (40-45 – 117-120) écrit que, comme les forces opposées et complémentaires du yin et du yang, les grandes vertus des hommes sont la résistance et la rigueur, tandis que les grandes vertus de la femme sont le respect et l'obéissance. Tout au long de sa vie, une femme de la période Han doit se plier à la volonté d’abord son père, puis de son mari et enfin de son fils adulte (三從四德). Cependant, cette règle n'est pas aussi immuable qu'il y parait et il existe plusieurs sources reportant des cas où des femmes sont en conflit avec leur mari pour des problèmes liés à des concubines; l'épouse pouvant même finir par battre les concubines par jalousie et pour punir son mari. Il y a aussi des cas où c'est la femme qui écrit des essais et des lettres à la place de son époux, alors que ce dernier est un fonctionnaire. Enfin, il y arrive parfois que les maris se tournent vers leurs épouses, pour obtenir des conseils sur les affaires politiques de la Cour Impériale. Quand un père meurt, son fils aîné devient, en théorie, l'aîné de la famille. En pratique, divers livres datant des Han suggèrent qu'ils continuent à obéir à la volonté de leur mère et peuvent même se retrouver à faire kowtow devant elle pour s'excuser d'avoir désobéi à ses ordres. Cette règle qui est supposée réguler les rapports hommes/femmes est aussi très souvent mise à mal au sein même de la famille impériale. L’impératrice est souvent en mesure de donner des ordres aux hommes de sa famille, y compris son père. Et si jamais ils désobéissent à ses ordres, elle peut les réprimander et les humilier publiquement.
Certaines occupations sont traditionnellement réservées aux femmes, qui sont exemptées du mois de corvée auquel les hommes sont contraints. Les femmes doivent élever les enfants, tisser des vêtements pour la famille et effectuer des tâches domestiques comme la cuisine. Bien que l’agriculture est considérée comme un travail d'hommes, les femmes se retrouvent parfois à labourer les champs aux côtés de leurs maris et leurs frères. Quelques femmes se regroupent pour filer et tisser en groupe et mettre leurs ressources en commun pour payer les bougies, les lampes à huile et le chauffage nécessaire pour travailler durant la nuit et en hiver. Une entreprise textile prospère peut employer des centaines de femmes. Les femmes peuvent également chanter et danser pour divertir des clients fortunés. Lorsqu’un mari meurt, la veuve peut se retrouver dans une situation où elle devient l’unique soutien financier de ses enfants et se mettre à tisser des toiles de soie ou à faire des sandales de paille à vendre sur le marché pour gagner de quoi vivre. D'autres se mettent à pratiquer la sorcellerie pour gagner de quois vivre. Les plus chanceuses peuvent devenir des médecins renommés et soigner des familles de hauts fonctionnaires et de la noblesse. On peut également trouver quelques femmes riches, engagées dans le commerce de luxe, comme la vente de perles à des princesses. Et d'autres qui aident leurs maris à prendre des décisions dans la gestion de leurs affaires. Au sommet de cette pyramide de la richesse, on trouve les femmes de riches marchands. Celles-ci portent des habits de soie qui rivalisent avec les vêtements des femmes nobles; vêtements considérés comme immoraux par rapport à l'image de la femme idéale, humble et qui tisse elle-même ce qu'elle porte.

## Éducation, littérature et philosophie

### Idéologies concurrentes sous les Han

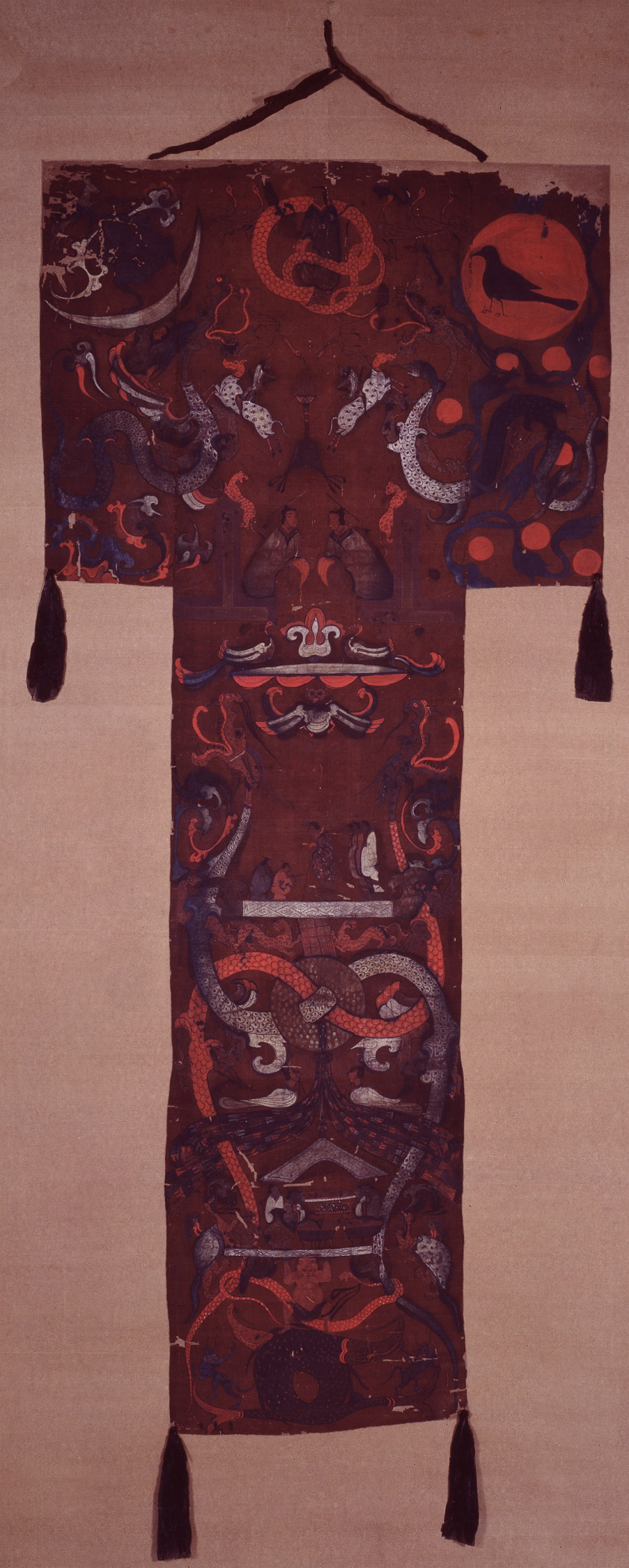
Cette peinture sur soie datant de l'époque des Han occidentaux a été utilisée pour draper le cercueil trouvé dans la tombe de Dame Dai (??? - 168 av. J.-C.) située à Mawangdui, près de Changsha dans la province de Hunan en Chine. Les scènes représentées semblent illustrer le voyage de cette âme. La partie supérieure représente le Royaume céleste, peuplé de dragons, de léopards et de créatures hybrides. Dans les angles supérieurs, un corbeau symbolise le soleil, un crapaud symbolise la lune. La présence simultanée du soleil et la lune représente les forces cosmiques du yin et du yang.

Selon les écrits de l’historien Sima Tan (??? -. 110 av. J.-C.), la tradition légaliste, que les Han ont héritée de la dynastie Qin, enseigne qu’en imposant des lois sévères et dénuées de tout laxisme, on aboutit à une société où l'ordre règne, étant donné que la nature humaine, foncièrement immorale, doit être sous surveillance permanente. Le terme "légalisme" a été créé par des lettrés de la période Han, pour décrire la philosophie sociopolitique formulée en grande partie par Shen Buhai (??? - 340 av. J.-C.), Shang Yang (??? - 338 av. J.-C.) et Han Fei Zi (??? - 280-233 av. J.-C.). Cette philosophie souligne que le gouvernement doit compter sur un système strict de punitions et de récompenses pour maintenir l’ordre. Au début des Han occidentaux, certains fonctionnaires sont influencés par le principe de « non-intervention » qui apparait dans le travail de Han Fei Zi et aussi dans le taoïsme de Lao Tseu. En se basant sur ce concept, ils font valoir qu’une fois les lois promulguées et l'administration correctement organisée, le gouvernement peut fonctionner sans heurts et toute intervention de l'empereur devient inutile. Cette école de pensée connue sous le nom de « L’empereur jaune et Lao Tseu » (Huang-Lao 黃老), est adoptée par la cour grâce au soutien de l'impératrice douairière Dou (??? - 135 av. J.-C.). D'après les adeptes du Huang-Lao, c'est le mythique empereur jaune qui a organisé la vie des hommes en société et créé la civilisation. Cette vision contredit les croyances des lettrés confucéens, qui soutiennent que ce sont deux autres empereurs mythiques, nommés Yao et Shun, qui ont sorti l’homme de l’état d’anarchie. Assez vite, se développent des œuvres comme le Huainan Zi qui exposent de nouvelles idées sur l'organisation du cosmos, qui vont à l'encontre du Huang-Lao. Des érudits tels que Shusun Tong (叔孫通) commencent à porter un grand intérêt aux idées et à l'éthique formulées par des œuvres philosophiques « classiques », comme les écrits de Kongzi, dit Confucius (551 av.J.-C. - 479 av.J.-C.). De cet intérêt nait une idéologie appelée de manière anachronique le confucianisme, bien qu'elle ne fasse que dériver des écrits de Confucius et que ce dernier n'ait jamais formulé une idéologie structurée. Shusun Tong met en place toute une série de réformes inspirées des écrits de Confucius, avec le soutien de l'empereur Han Gaozu. Cependant, il ne s'agit alors que de promouvoir des réformes qui exaltent le statut de l'empereur; et il faut attendre le règne de l’empereur Han Wudi pour que le confucianisme devienne l'idéologie "officielle" de la Cour.

### Montée en puissance et hégémonie du Confucianisme
Au cœur de l’éthique confucéenne, on trouve un ensemble de vertus, qui sont la piété filiale, la bienveillance, la moralité et la droiture. Le premier à essayer de fusionner ces idées dans un système théologique est le lettré Dong Zhongshu (179 av. J.-C. – 104 av. J.-C.). Son système est basé sur les théories cosmologiques du yin et du yang, mais aussi sur les cinq phases, c'est-à-dire les cycles naturels qui régissent les cieux, la terre et l’homme. Pour être tout à fait clair, Dong Zhongshu n’a dû que partiellement contribuer à l’élaboration de ce système de correspondances universelles qu’on lui attribue. Il avait en effet commencé à se former avant lui avec des penseurs comme Zou Yan et est repris ultérieurement par d'autres, comme Liu Xiang (??? - 79-8 av. J.-C.) ou Liu Xin (??? - 23 av. J.-C.). De même, un certain nombre des écrits qu'il a tirés de ses lectures du Commentaire de Gongyang des Annales des Printemps et des Automnes, et qui servent de base à sa pensée, ont probablement été réécrits à l’époque de Xiang ou à celle de Xin. Malgré ces limites, il n'en reste pas moins que Dong est bien un des fondateurs de la lecture officielle du confucianisme sous les Han. En effet, trois des mémorandums qu'il a adressés au trône nous sont parvenus grâce aux copies qui sont incluses dans le livre des Han; et ces écrits nous livrent sa version syncrétique du confucianisme, qui est très proche de ce qui deviendra par la suite la vision officielle de la pensée de Confucius.
Comme ce modèle intègre et justifie le gouvernement impérial comme partie de l’ordre naturel de l’univers, il suscite l'intérêt de l’empereur Han Wudi. En 136 av. J.-C., ce dernier abolit toutes les chaires académiques non confucéennes et interdit aux érudits de réfuter les cinq classiques confucéens : le classique des vers, le classique des changements, le classique des Rites, le classique des documents et les annales des printemps et des automnes. Agissant en continuateur des idées de Mencius (autour de 372 av. J.-C. - 289 av. J.-C.), Dong écrit que le peuple a besoin de nourrir son esprit par l’enseignement, pour être « réveillé » et se développer moralement. Pour réussir à trouver des fonctionnaires ayant un tel développement moral, l'empereur Han Wudi promeut encore plus l’enseignement confucéen en établissant l’Université impériale en 124 av. J.-C.. Finalement, le confucianisme finit par être accepté par l'immense majorité des philosophes pendant le reste de la dynastie Han, et même jusqu'à la fin de la dynastie Qing en 1911. Mais la victoire du confucianisme n'est pas pour autant totale, car il reste toujours quelques philosophes pour défendre les idées légalistes, tandis que les lois de l’État et la politique impériale reflètent un compromis de fait entre le légalisme et le confucianisme Han.
Il existe différentes traditions régionales ou « écoles » au sein du confucianisme, concernant les textes à étudier. Les deux écoles qui ont causé la plupart des débats sont l'« École du nouveau texte » et l'« École du texte ancien ». Les nouveaux textes sont les œuvres transmises oralement après le grand autodafé des classiques de la dynastie Qin en 213 av.J.-C. Les anciens sont ceux découverts par Kong Anguo, Liu Xin, et d’autres, dans les murs de la maison de Kongzi. Comme ils sont écrits avec des caractères archaïques, ils sont présentés comme des versions plus authentiques. S'ils sont rejetés dans un premier temps, les textes anciens sont acceptés à la Cour de l’empereur Han Pingdi et par Wang Mang. Ils sont ensuite rejetés par l’empereur Han Guang Wudi, lorsqu'il restaure la dynastie Han, acceptés une nouvelle fois par l'empereur Han Zhangdi et définitivement rejetés par les successeurs de ce dernier.

### Évolution vers une synthèse philosophique plus poussée

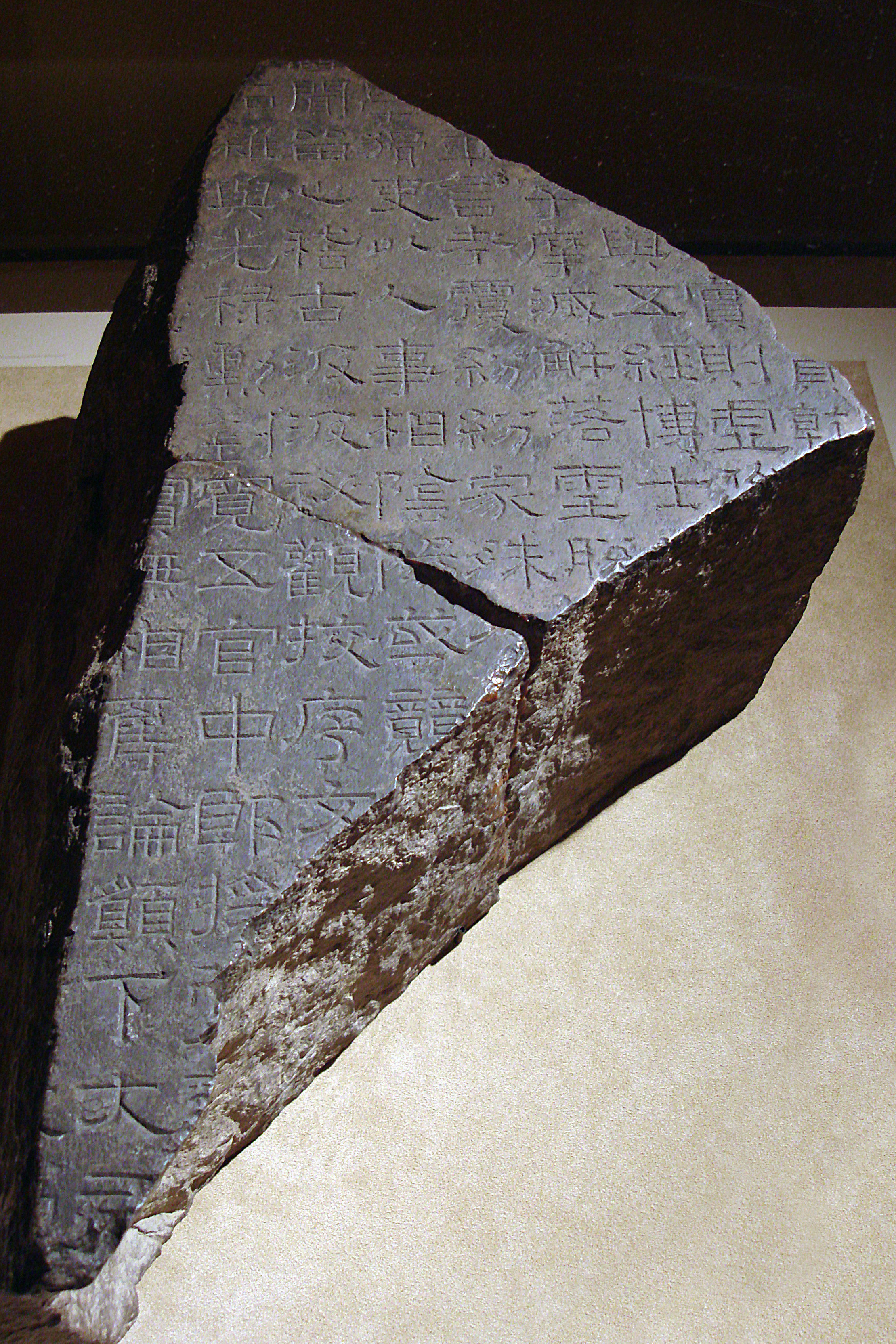
Fragment des «Classiques sur pierre » (熹平石經). Cette version gravée dans la pierre des cinq classiques a été installée pendant le règne de l’empereur Lingdi au bord de la route menant à l’Université impériale, juste à l’extérieur de Luoyang. Ces pierres ont été érigées sur la suggestion de Cai Yong (133- 23 mai 192), qui craignait que les classiques disponibles dans la Bibliothèque impériale soient interpolés par des académiciens de l’Université.

Face aux certitudes de Dong Zhongshu sur la bonté innée de l'être humain, on trouve l’écrivain Jia Yi (201 – 169 av. J.-C.), qui a synthétisé les points de vue de Mengzi et Xun Zi (312? – 230 av J.-.C.) dans le chapitre "Protéger et Éduquer" (Baofu 保傅) de son livre Nouvelles recommandations (Xinshu 新書). Bien moins optimiste que Dong, Jia pense que la nature humaine est malléable et donc que les êtres humains ne sont ni fondamentalement bons ni fondamentalement mauvais au début de leur vie.
Le confucianisme Han se transforme pendant la période des Han orientaux, lorsque les lettrés et les savants n'arrivent pas à comprendre comment le régime de Wang Mang a pu échouer, alors que ses réformes étaient imprégnées de confucianisme et qu'il a certainement été le plus confucianiste de tous les dirigeants de la Chine.
La transition entre l’idéalisme (philosophie) des Han occidentaux et le scepticisme des Han orientaux peut être représentée en partie par les maximes exemplaires (Fayan 法言) de Yang Xiong (53 av. J.-C. - 18 ap. J.-C.). Selon Yang, la nature humaine n'est pas quelque chose de déterminé par avance mais un mélange de bon et de mauvais, que le qi, force universelle, tire dans un sens ou dans l’autre selon la direction que lui donne l'individu. Chaque individu peut cultiver ce qu'il y a de bon en lui et échapper à des situations négatives, en intégrant les bons préceptes qui sont présents dans de nombreuses écoles de pensée et pas seulement dans le confucianisme. Mais quels que soient leurs efforts, les hommes n’ont aucun contrôle sur leur destin final (命), qui est fixé par le Ciel,. Dans ses Nouvelles Discussions (Xinlun 新論), Huan Tan (43 av.J.-C. – 28) soutient que, même si officiellement la Cour des Han promeut une éducation confucéenne; en réalité le gouvernement est largement corrompu. Toujours selon Huan, cette corruption sape à la base la théorie de Dong Zhongshu, voulant que l’éducation confucéenne donne forcément naissance à une politique juste. Dans Lunheng, un recueil d'essais critiques, Wang Chong (27 - 97?) fait valoir que, contrairement à ce qu'a écrit Dong, la vie humaine n'est pas un ensemble cohérent dicté par une volonté divine. Selon Wang la vie humaine est divisés en trois niveaux qui interagissent entre eux : le niveau biologique, qui inclut tout ce qui relève du mental et du physique, le niveau sociopolitique et le niveau moral. La vie humaine serait régie par ces interactions qui produisent pour chacun des effets différents. Finalement, Wang fait du hasard le seul maitre du destin des hommes.
Sous les Han Orientaux, les confucianistes intègrent dans leur corpus philosophique des idées venant du légalisme et du taoïsme afin d'expliquer comment la société pourrait être améliorée. Parmi ceux qui tentent cette synthèse, on trouve Wang Fu (78 – 163) qui, dans ses Commentaires d’un reclus (Qian fu lun), explique que les maux accumulés par l’humanité au fil du temps peuvent être corrigés par un engagement direct du corps politique, ce qui est une approche Légaliste des problèmes de société. Mais, toujours selon Wang, si on veut trouver une solution à long terme, il faut aussi que, dans le même temps, l’individu cultive sa vertu personnelle, ce qui est une approche taoïste des problèmes de société.

### Enseignements public et privé
Afin d’obtenir un poste d’enseignant, d'érudit à la capitale, ou de fonctionnaire du gouvernement, un étudiant peut choisir entre plusieurs chemins pour recevoir l’éducation nécessaire à l'accomplissement de ses ambitions. Le chemin le plus prestigieux est peut-être l’inscription à l’Université impériale. Pour pouvoir l'intégrer, les étudiants doivent être âgés de plus de dix-huit ans et être choisis par le Ministre des Cérémonies parmi ceux qui sont recommandés par les autorités locales. Un étudiant peut aussi choisir de s’inscrire dans une école parrainée par les autorités locales de la Commanderie où il réside. Il existe également des enseignants professionnels, qui ouvrent des écoles privées dans des petites villes ou des villages. Ils peuvent parfois se retrouver à enseigner à plusieurs centaines, voir plus d’un millier d’étudiants. Comme les étudiants doivent payer des frais de scolarité, cela permet aux enseignants de toucher un salaire important. La réputation de ces derniers dans la communauté locale est généralement très importante et ils sont souvent sollicités comme arbitre lorsque survient un conflit. Même si l’Académie impériale est considérablement agrandie sous les Han orientaux, les écoles privées prennent tellement d’importance que le gouvernement impérial perd de son autorité. Ceci est aggravé par la politique de persécution de l'« École du texte ancien » de l'Académie, qui conduit beaucoup d'étudiants à poursuivre l'étude des textes anciens dans des établissements privés.

### Les annales dynastiques

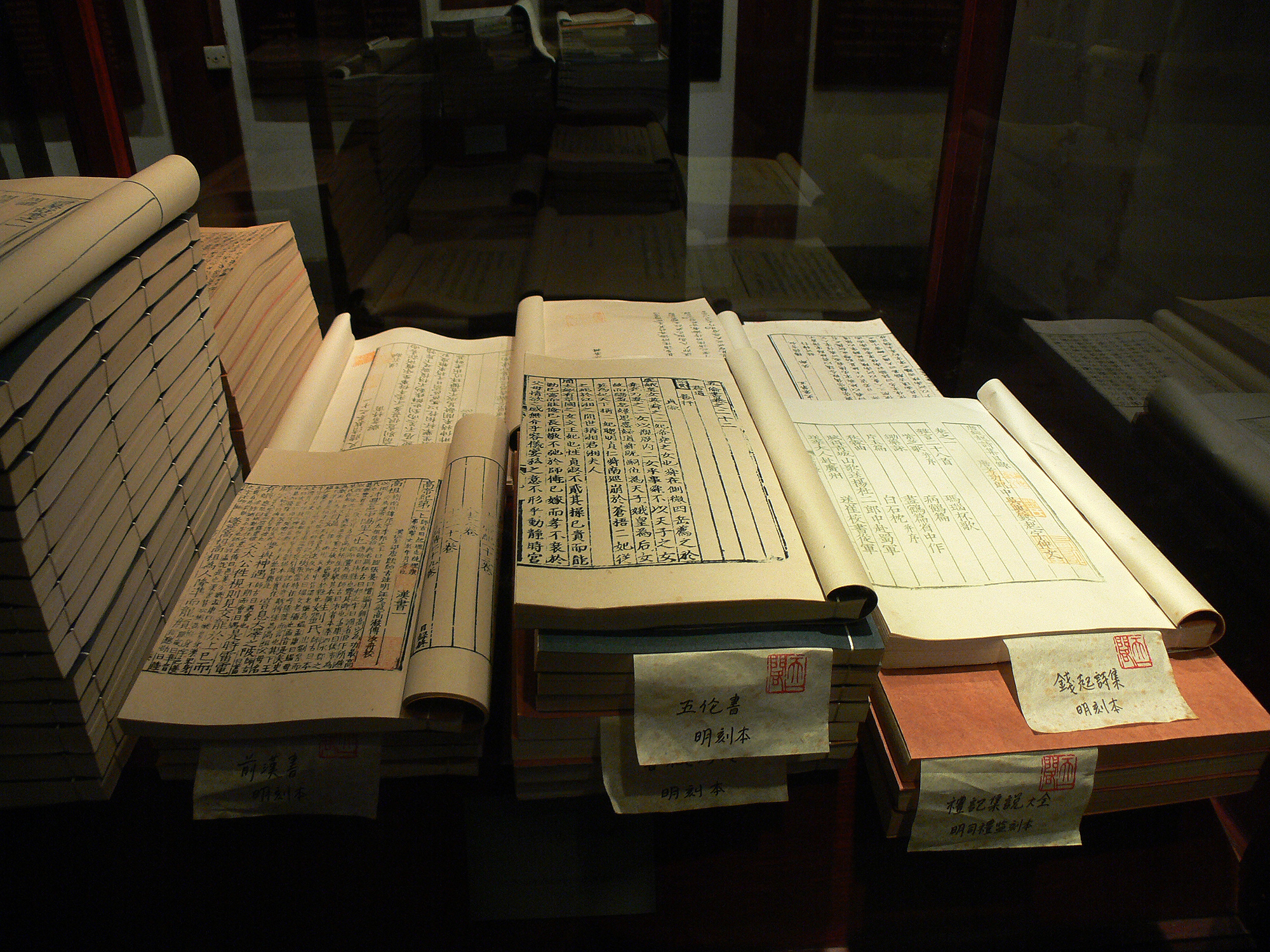
Édition du Livre des Han datant de la Dynastie Ming et imprimé à partir de planches de bois gravées.

Avant les Mémoires Historiques (Shiji) de Sima Qian (145 av. J.-C.-86 av. J.-C.), il existait diverses Chroniques rapportant les événements historiques de manière plus ou moins laconique. Dans cette catégorie, on trouve les Annales des Printemps et Automnes (春秋 Chūn Qiū) ou les Annales de bambou (竹書紀年 Zhúshū jìnián), qui retracent une partie des événements de l'époque des royaumes combattants. Il y a également les textes écrits sur des lamelles de bambou retrouvés dans les tombes de Shuihudi, qui couvrent les événements de l'histoire de l’État de Qin et sous la dynastie Qin, sur une période qui va de 306 av.J.-C. à 217 av.J.-C.. Enfin, il y a le Classique des documents, qui rapporte les actes des dirigeants du passé et des événements politiques, sans faire de distinction entre ce qui est mythologique et ce qui est historique. Cependant, les travaux de Sima sont considérés comme la première des Vingt-Quatre Histoires retraçant l'histoire des différentes dynasties chinoises et c'est également lui qui jette les bases de l’historiographie chinoise en créant la première histoire universelle de la Chine. Il a divisé ses Mémoires en cent trente chapitres, comprenant des annales, des tableaux chronologiques en forme de grille, des traités sur des sujets d’ordre général, les histoires des maisons héréditaires et des États, les biographies d'individus remarquables et, dans le dernier chapitre, son autobiographie. Étant un archiviste de la Cour, Sima a pu utiliser des sources venant de quatre-vingts textes différents, auxquels il faut rajouter les inscriptions des monuments commémoratifs, les différents édits et les pierres gravées. Ces sources donnent une portée considérable à son œuvre, qui mentionne environ quatre mille personnes par leur nom. Il a également voyagé pour interroger les témoins encore en vie des événements les plus récents.
Le Dr Grant Hardy, professeur agrégé de l'université de Caroline du Nord a étudié le Shiji. Il affirme que, contrairement aux œuvres s'inscrivant dans la tradition historiographique occidentale établie par le grec Hérodote (484 av. J.-C. - vers 420 av. J.-C.), les travaux de Sima visent à créer un microcosme textuel représentant tous les aspects de l’univers, la terre et l’homme sous forme de modèles; de la même manière que la carte en relief dans le tombeau de Qin Shi Huang représente son empire. Hardy explique que cette volonté n’est pas propre aux travaux de Sima, car les savants Han croient en l'existence de secrets codés dans les Annales des Printemps et Automnes. Toujours selon Hardy, les Annales seraient vues par les Han comme "un microcosme incorporant tous les principes de morale et historiques essentiels qui assurent l'existence du monde" et qui permet de pronostiquer les événements futurs. Cependant, la thèse du microcosme de Hardy comme explication des incohérences idéologiques, littéraires et organisationnelles du Shiji est critiquée par Michael Loewe et David Schaberg. Ils expriment des doutes sur le point de vue de Hardy voulant que les écrits de Sima soient un tout bien planifié et homogène représentant la réalité; et voient plutôt le Shiji comme une collection de récits vaguement liés entre eux, qui conservent les préjugés idéologiques des diverses sources utilisées.
Le livre des Han, compilé par Ban Biao (班彪, 3 – 54), son fils Ban Gu (班固 32 - 92) et sa fille Ban Zhao (班昭 45 – 116) est la seconde des Vingt-Quatre Histoires. À la différence des travaux de Sima, qui a agi de son propre chef, en tant que simple particulier, ce texte historique est commandé et parrainé par l’empereur Han Mingdi (58 — 75), qui laisse les Ban utiliser les archives impériales. Cette commande définit ce qui va devenir un standard et toutes les autres Histoires seront également des commandes de l'État, ce qui rend les historiens pratiquement incapables de critiquer le pouvoir en place. Le livre des Han couvre l’histoire de la Chine depuis la date ou s’arrête l'ouvrage de Sima Qian jusqu'à la moitié de la période des Han orientaux. Bien que les Chroniques des Trois Royaumes couvrent les événements qui marquent la chute des Han orientaux, il faut attendre que Fan Ye (398 – 445) écrive son livre des Han postérieurs pour qu'un ouvrage historique s'attache à décrire cette période de manière spécifique.

### Traités, dictionnaires, manuels, et biographies

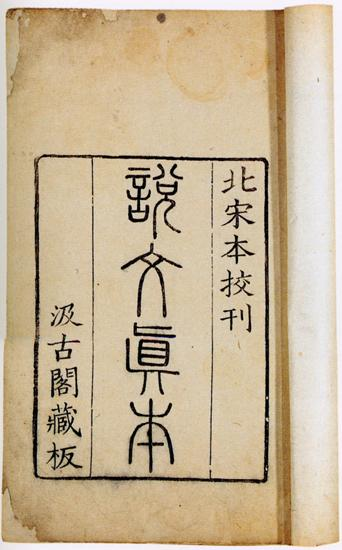
Shuowen Jiezi – réimpression moderne d’une édition datant des Song

Le Er ya est le plus ancien dictionnaire chinois connu; il est compilé dans le courant du IIIe avant notre ère, avant le début de la dynastie Han. Les dictionnaires écrits pendant la dynastie Han comprennent le Fangyan, un recueil d’expressions régionales, de Yang Xiong (53 av. J.-C. - 18 ap. J.-C.) et le Shuowen Jiezi de Xu Shen (58 – 147), qui est le premier dictionnaire étymologique du chinois. Le Fangyan de Yang est le premier ouvrage qui étudie le vocabulaire des différents dialectes chinois. Son impact est tel que le terme chinois moderne pour « dialecte » vient du titre de ce livre. Dans le Shuowen Jiezi, Xu divise les caractères écrits entre wen (文) et zi (字), les premiers étant des pictogrammes originaux et les seconds des caractères dérivés des précédents. Après avoir listé 9 353 caractères et 1 163 variantes, Xu les répartit entre 540 clés ou radicaux, en fonction du nombre de traits qui composent ces caractères. Cette approche pratique et systématique, visant à organiser les caractères par leurs radicaux, devient la norme pour tous les dictionnaires chinois qui sont édités après le Shuowen.
Tout au long de la dynastie Han, de nombreux auteurs écrivent des manuels, guides et traités sur divers sujets. Sous les Han occidentaux, pendant le règne de l'empereur Han Chengdi (33 - 7 av. J.-C.), Fan Shengzhi écrit un manuel, le Fan Shengzhi shu (氾勝之書), qui décrit une méthode pour cultiver des champs, même peu fertiles, sans recours à la charrue mais avec beaucoup de main d'œuvre. Il s'agit d'un des deux traités sur l'agriculture qui ont survécu de la dynastie Han. Le second est le Simin yueling (四民月令) écrit par Cui Shi (催寔) (???- 170), sous les Han Orientaux. Parmi les traités de mathématiques parus sous les Han, on trouve le Livre sur les nombres et le calcul (Suan shu shu), le Zhoubi suanjing, certainement compilé par plusieurs auteurs, et Les Neuf Chapitres sur l'art mathématique (Jiuzhang Suanshu). Il existe aussi des ouvrages sur l’astronomie, comme le Tianwen qixiang zazhan (天文氣象雜占), qui daterait de l'an -168. Le Tianwen, qui fait partie des textes de soie de Mawangdui, est un catalogue illustré par des dessins à l'encre, qui recense et décrit pas moins de 300 phénomènes climatiques et astronomiques différents. Enfin, on trouve le líng xiàn (靈憲), qui est un résumé des théories astronomiques de l'époque, publié en 120 par Zhang Heng (張衡) (78-139).
À côté des biographies que l'on trouve dans les Histoires officielles, la mode chez les nobles est d’écrire des essais stylistiques ou des biographies sur d'autres membres de la noblesse. Ces biographies publiées à titre privé concernent en général des personnalités importantes au niveau local ou ayant réussi à devenir importantes au niveau national.

### Poésie et rhapsodies

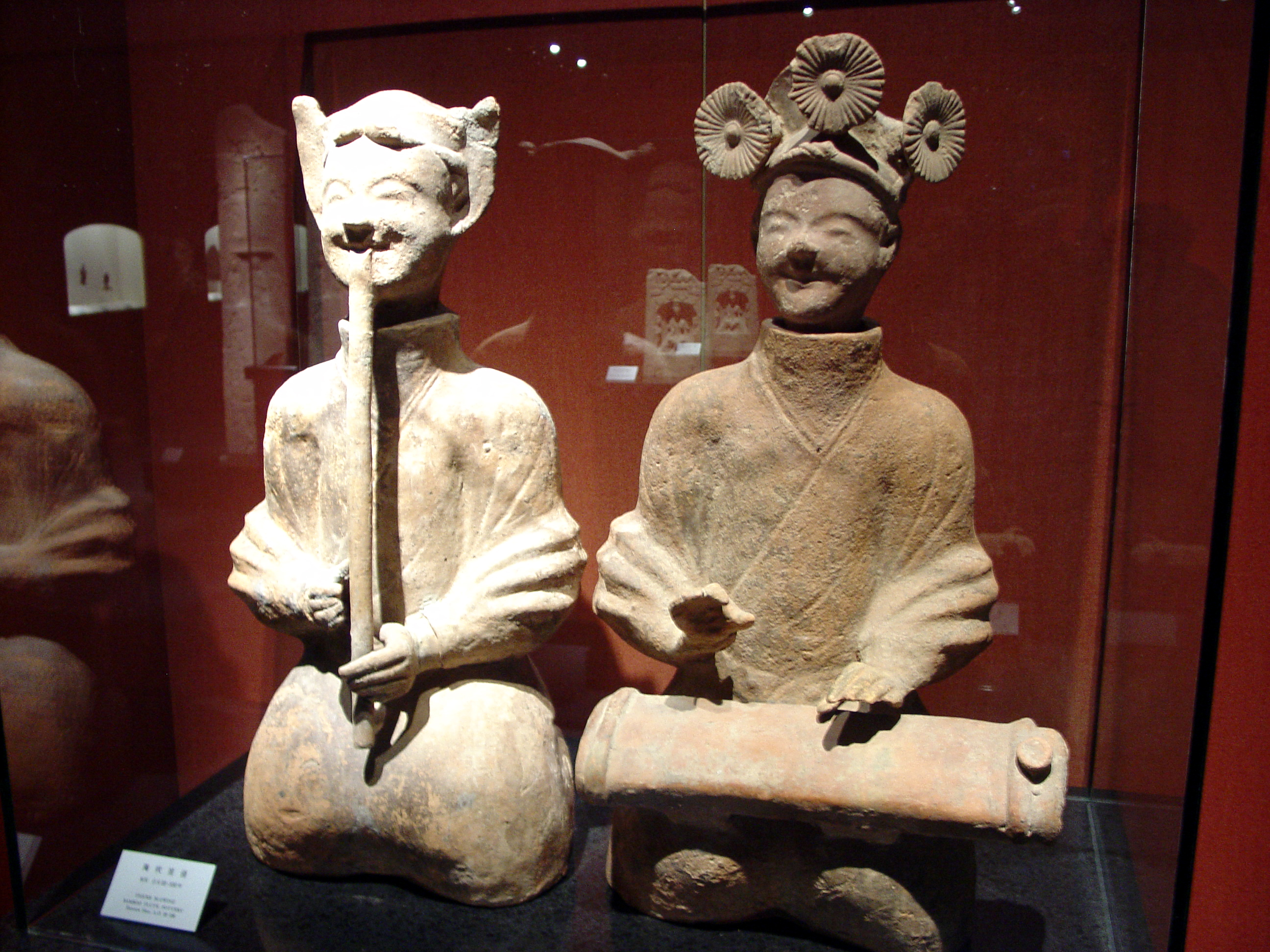
Musiciens jouant d'une flûte en bambou et d'un instrument à cordes pincées, statues en céramique datant de la dynastie des Han Orientaux, Musée de Shanghai

La rhapsodie, appelée fu en chinois, est un nouveau genre littéraire qui apparait sous les Han. Sima Xiangru (179 – 117 av. J.-C.), qui est à la fois un poète et un officiel du gouvernement, a écrit plusieurs rhapsodies. Son œuvre la plus importante et la plus influente est la "Rhapsodie sur le Fils du Ciel à la Chasse » (Tianzi Youlie Fu 天子遊獵賦), qui est écrite sous forme de débat. Les rhapsodies de Sima incorporent des éléments littéraires venant des Chants de Chu, une anthologie de poèmes attribués à Qu Yuan (340 - 278 av. J.-C.) et Song Yu (fin du IIIe siècle av. J.-C.). Parmi ces éléments empruntés on trouve, par exemple, le fait de voler au côté des immortels célestes. Yang Xiong, l'auteur du Fangyan, est l’autre grand auteur de fu des Han occidentaux. Même s'il commence par saluer le travail de Sima Xiangru, il finit par le critiquer en faisant de lui un exemple des défauts du genre fu. Sous les Han orientaux, l'historien Ban Gu écrit une rhapsodie où il compare les capitales Chang'an et Luoyang, avant de conclure sur la supériorité de Luoyang. Cette conclusion est un subtil éloge de l’empereur qui règne depuis Luoyang, laissant entendre que sa vertu a dépassé celle des Han occidentaux qui régnaient depuis Chang'an. L’astronome Zhang Heng a également écrit des rhapsodies sur les deux capitales, inspirées de celle de Ban Gu. Zhang est aussi l'auteur de la rhapsodie "Retour aux Champs", qui fusionne les idéaux taoïstes et confucianistes, tout en jetant les bases de la poésie de nature métaphysique qui va se développer après lui.
Zhang Heng a également écrit les Poèmes Lyriques sur Quatre Chagrins (四愁詩), qui sont les premiers poèmes Shi heptasyllabiques de la littérature chinoise. Le Bureau de la Musique du gouvernement a également produit des chansons folkloriques et des yuefu, une forme lyrique en vers qui devient un sous-genre de la poésie shi. Ces poèmes sont en grande partie axés sur des questions de moralité que les lettrés confucéens trouvent acceptable et conforme aux traditions héritées de la dynastie Zhou. Les poètes de l'ère Jian'an (建安)(196- février 220), pris dans les troubles de la chute des Han, assistent généralement ensemble aux mêmes événements mondains et composent en groupe des poèmes sur un thème donné.

## Lois et coutumes

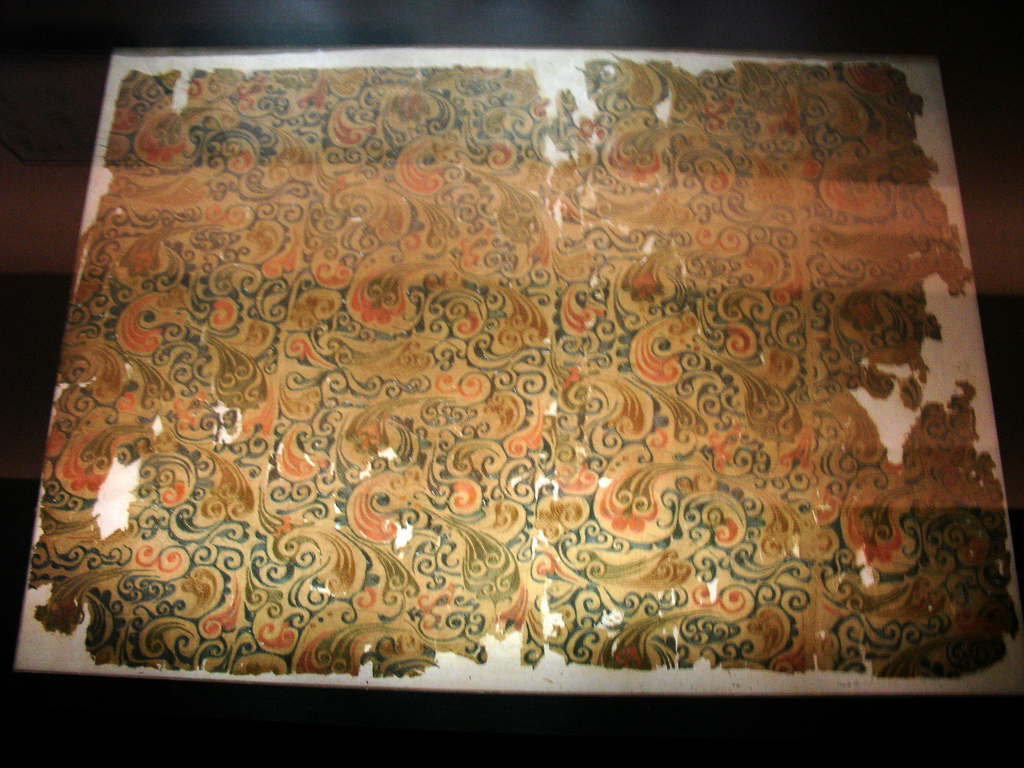
tissus en soie venant de la tombe no. 1 de Mawangdui, datant du IIe siècle, période des Han occidentaux. D'après la loi, les marchands enregistrés auprès des autorités n'ont pas le droit de porter de la soie. Dans les faits, cette loi est régulièrement bafouée et est très difficile à faire respecter.

À l'époque de la dynastie Han, la loi écrite avait évolué depuis sa forme archaïque, basée en grande partie sur les coutumes, et était devenue un corpus rationnel, influencé par la politique et fondé sur le droit positif. Toutefois, les lois de la dynastie Han, telles qu'elles sont établies par le chancelier Xiao He (??? - 193 av. J.-C.) sont en grande partie le prolongement des lois en vigueur sous la dynastie Qin. La preuve de cette filiation est fournie, entre autres, par les découvertes archéologiques réalisées dans la tombe de Shuihudi, qui date de l’époque Qin et dans une tombe de Zhangjiashan (Hubei) datant des Han Occidentaux. Dans ces deux tombes, on retrouve des documents administratifs et juridiques écrits sur des lamelles de bambou, permettant de reconstituer l'équivalent du code pénal pour les Quin/Han. Les neuf chapitres de ce code se composent des lois qui traitent de la criminalité, tandis que deux de ces chapitres traitent des procédures en vigueur à la Cour. Même s'il ne reste que des petits fragments de ces lamelles de bambou, ce qui a été retrouvé permet de se faire une idée de la taille de ce code, qui devait tenir sur 960 rouleaux. Il contient 26 272 articles, représentant 7 732 200 mots, qui décrivent les peines. Dans cette masse d'écrits, on trouve 490 articles sur la peine de mort, qui a eux seuls, regroupent 1 882 infractions différentes et 3 472 analogies ou éléments de jurisprudence.
Le magistrat du comté et l'administrateur de la Commanderie sont, respectivement, les juges de la Cour officielle du comté et de celle de la Commanderie. Leurs juridictions se chevauchent, mais l’administrateur de la Commanderie n’interfère avec les arrêts de la Cour du comté que lorsque cela est nécessaire. Il est généralement convenu que c'est celui qui a réussi à arrêter un criminel qui est le premier à juger son cas. Si un cas ne peut pas être résolu au niveau de la Cour de la Commanderie, le Commandant de la Justice du gouvernement central est l’autorité suprême d’appel, en dehors de l'Empereur. Dans les faits, il traite le plus souvent des cas de rebelles politiques et de régicide, concernant les rois-vassaux, les marquis et des hauts fonctionnaires. Au-dessus du Commandant on trouve l’empereur, qui est à la fois le juge suprême et le législateur.

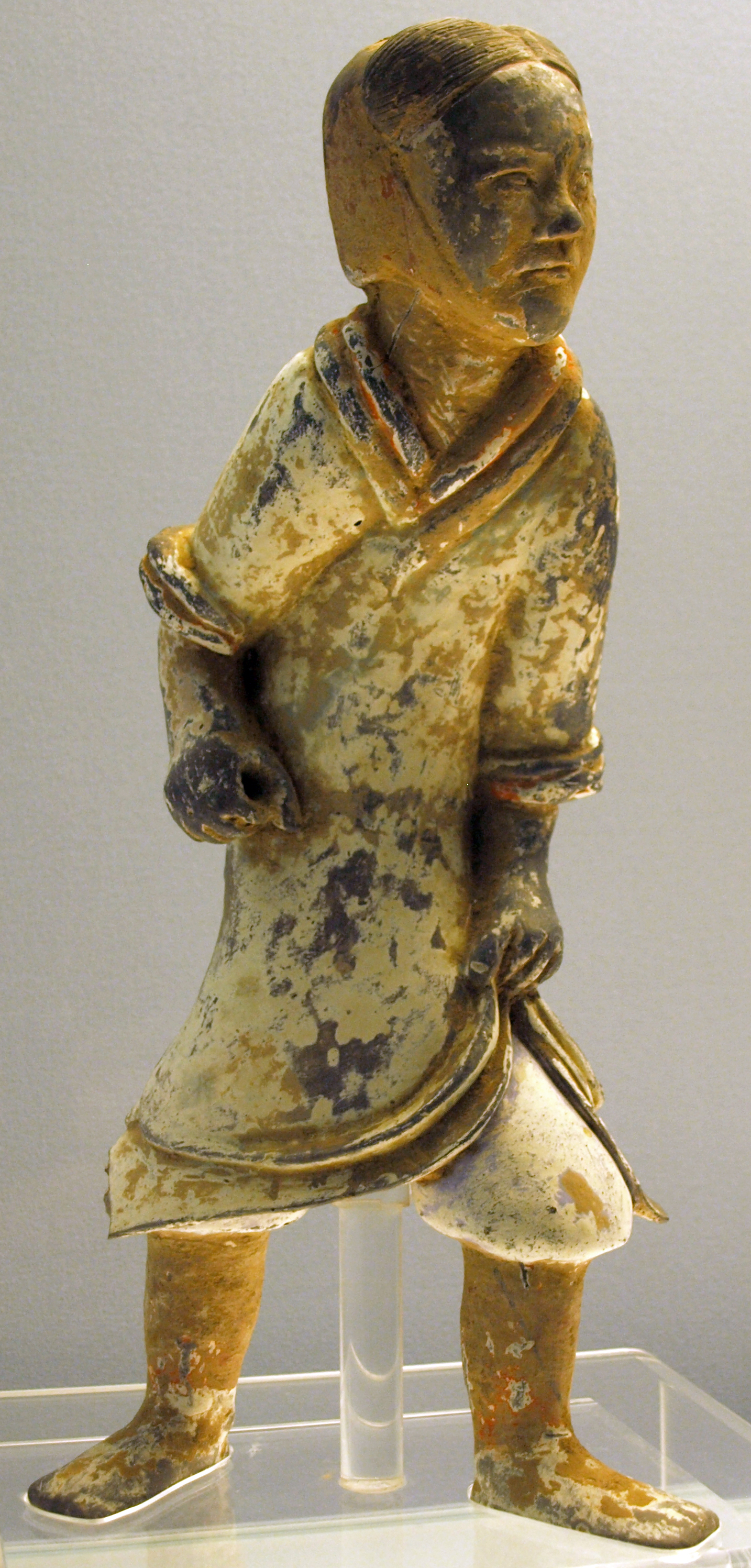
Statuette en céramique peinte, datant des Han Orientaux. Elle représente un soldat auquel il manque l'arme qu'il tenait dans sa main droite.

Comme ceux créés avant lui, le code juridique Han distingue ceux qui tuent avec préméditation et doivent être considérés comme des meurtriers, ceux qui tuent sans préméditation, ceux qui tuent par erreur et ceux qui tuent par accident. Bien que le père soit le chef incontesté de la famille, il n’est pas autorisé à mutiler ou tuer l’un des membres de la famille pour le punir. S’il le fait, il peut être jugé pour agression physique ou meurtre, suivant la situation. Le verdict n'est pas le même pour tous les meurtres, puisque les relations entre les personnes impliquées et les circonstances du meurtre sont examinées et prise en compte pour déterminer la peine. Par exemple, un père qui tue son fils encourt une peine beaucoup moins sévère qu'un fils qui tue son père. Les femmes ont certains droits garantis par la loi. Ainsi; il est illégal pour les maris d’abuser physiquement de leurs épouses. Des cas de viol sont régulièrement traités par les tribunaux et débouchent sur des condamnations. Les femmes peuvent poursuivre les hommes devant les tribunaux et il est communément admis dans la jurisprudence Han que les femmes sont capables de dire la vérité au Tribunal.
Parfois les criminels subissent une bastonnade pour leur arracher des aveux, mais les érudits Han font valoir que la torture n’est pas le meilleur moyen pour obtenir ces aveux. En parallèle, des réunions ont lieu au sein de la Cour pour décider combien de coups il faut appliquer dans le cas d'une bastonnade et de quelle taille doit être le bâton pour éviter que le bastonné subisse un préjudice permanent. La prison est une forme de sanction inconnue des Han ; les peines communes étant la peine de mort par décapitation, des périodes de travaux forcés pour les condamnés, l'exil ou des amendes. La punition par mutilation existe également au tout début des Han Occidentaux, qui empruntent cette pratique aux Qin. Cela comprenait le tatouage du visage, l'ablation du nez, la castration et l’amputation d’un ou deux pieds. En 167 av.J.-C., ces pratiques sont abolies par l'empereur Han Wendi, en faveur de longues séances de flagellations et de bastonnades. D'autres réformes sont mises en œuvre durant la première année du règne de l’empereur Han Jingdi (188 av. J.-C.–141 av. J.-C.), qui diminuent le nombre de coups qu'un prisonnier reçoit pendant une bastonnade. Ces réformes sont l'aboutissement d'un processus qui commence dès 195 av. J.-C., lorsque tout prévenu âgé de soixante ans ou plus est exempté de punition par mutilation. D'autres réformes exemptent les prévenus âgés de soixante-dix ans ou plus des méthodes d’interrogatoire les plus sévères, sauf dans les cas de meurtre et de fausses accusations.
Même si les chercheurs modernes ont trouvé quelques cas où le droit des Han s’intéresse au commerce et aux affaires familiales, ces deux domaines sont encore largement régis par des coutumes séculaires,. La plus grande partie des règles qui régissent les relations familiales sous les Han proviennent de l’antique canon confucéen et plus particulièrement du Classique des rites, qui est devenu au fil du temps la référence sociale pour tout ce qui concerne l’éthique et les coutumes. En ce qui concerne les contrats commerciaux établis entre personnes privées, ils incluent généralement des informations sur les biens transférés, le montant payé, les noms de l’acheteur et du vendeur, la date du transfert et les signatures des témoins.

## Art et artisanat

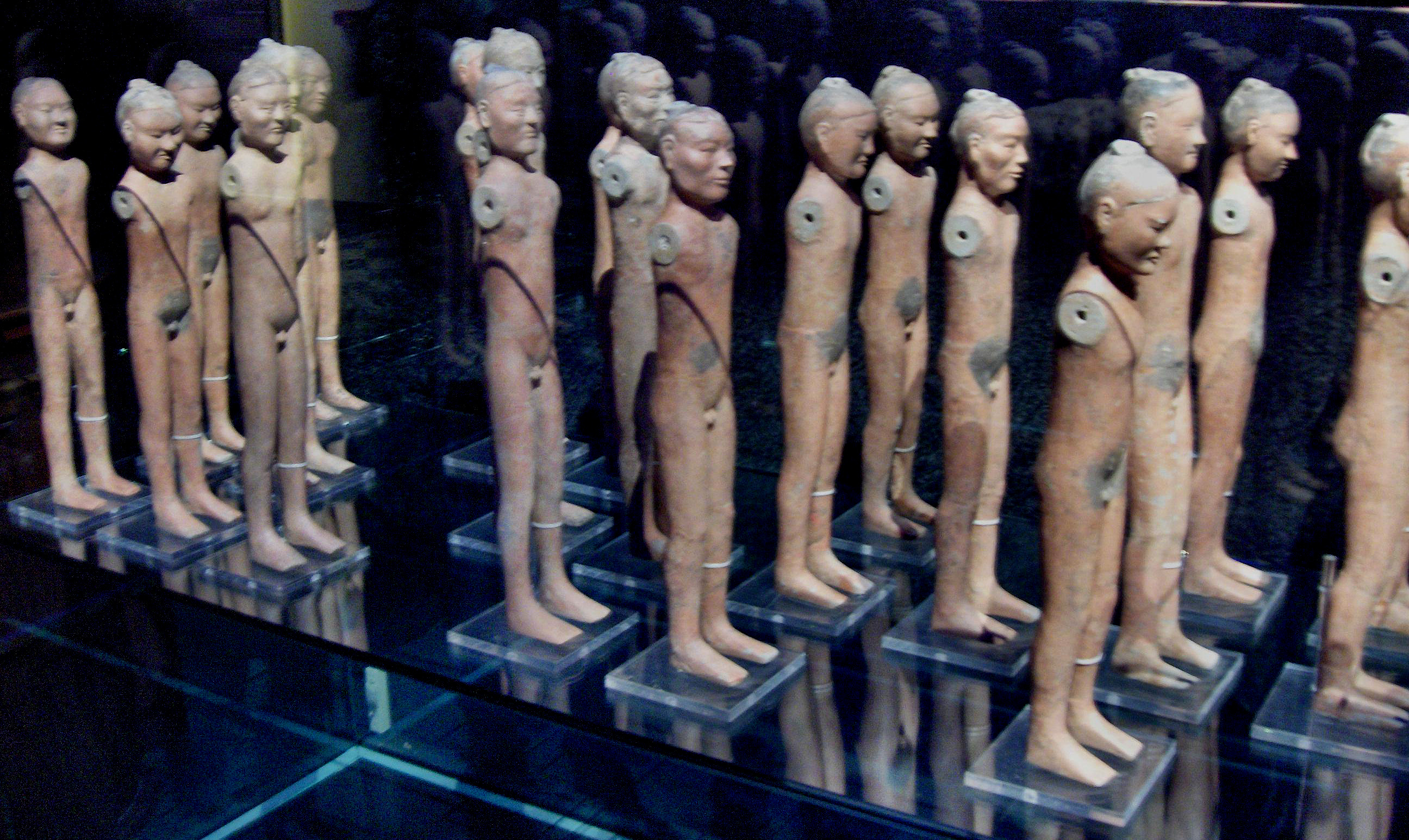
Poteries représentant des serviteurs dévêtus, datant de l'époque des Han Occidentaux. Ces poteries avaient autrefois des bras en bois et des vêtements miniatures en soie, mais ils se sont dégradés avec le temps et ont disparu.

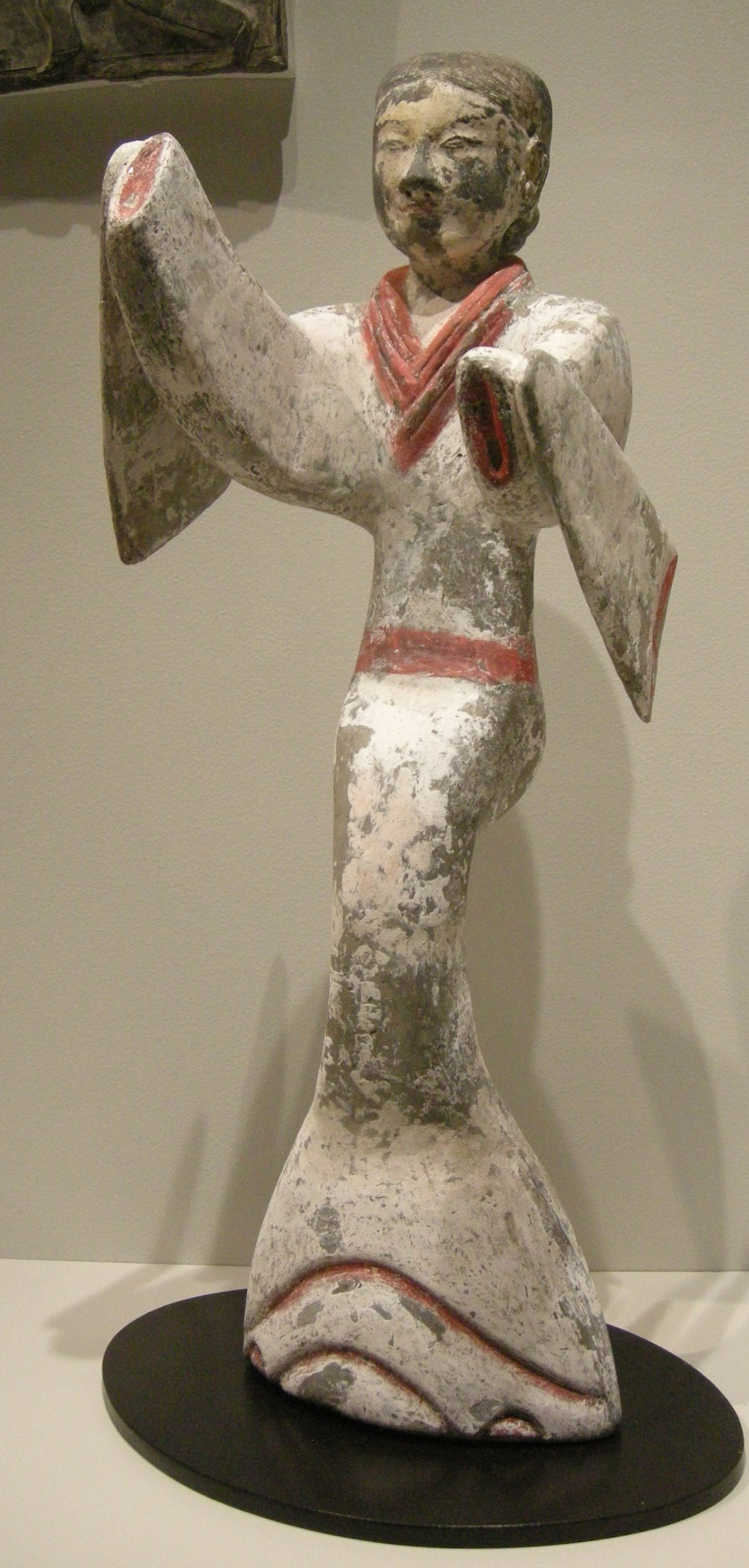
Poterie peinte datant de l'époque Han et représentant une femme en train de danser tout en faisant bouger les manches de ses habits de soie.

Les artistes sont considérés comme étant des artisans car ils sont des ouvriers non agricoles qui fabriquent et décorent des d’objets. Le philosophe Wang Fu soutient que la société urbaine exploite les agriculteurs et autres producteurs de denrées alimentaires agriculteurs alors que dans les villes, des hommes aptes au travail perdent leur temps en fabricant, entre autres choses, des chariots en plâtre, des statues en terre cuite de chiens et des chevaux, des figurines représentant des chanteurs et acteurs et des jouets pour les enfants. Cependant, sous les Han orientaux certains lettrés commencent à s’engager dans des formes d’artisanat initialement réservées aux artisans, comme l’ingénierie mécanique. L’empereur Han Lingdi a mandaté Cai Yong (133- 23 mai 192), un des conseillers de la cour, pour peindre des portraits et écrire des éloges pour valoriser le puissant clan Yang, dont les membres deviennent fonctionnaires et officiers de l’armée depuis cinq générations du clan Yang. Il s’agit du premier cas enregistré en Chine où un lettré est chargé d’écrire lui-même des éloges et de peindre personnellement des portraits, au lieu d'embaucher des artisans qualifiés pour exécuter ces travaux.
Les articles de luxe de la période Han servent à meubler les maisons des riches marchands, des fonctionnaires, de la noblesse et des rois. Ces marchandises sont souvent finement décorées par des artisans qualifiés. Il s’agit de laques rouges et noires, de différentes formes et tailles; d'objets en bronze comme des miroirs décorés de bas-reliefs, des lampes à huile à forme humaines et d'objets en céramique émaillée décorés de divers motifs. On trouve aussi des bijoux et des objets d'ornements en jade, opale, ambre, quartz, or et argent.
En plus de la décoration intérieure, les œuvres de l'époque Han ont également une importante fonction funéraire. Artisans et artistes des Han décorent les briques des murs des tombes des défunts avec des peintures murales et des reliefs sculptés. Le but de ces œuvres est d’aider le défunt dans son voyage dans le monde des morts. L'estampage de dessins artistiques sur les tuiles et les briques est également quelque chose de commun. Les figurines humaines sculptées que l'on trouve dans les tombes sont placées là pour exécuter diverses fonctions dans l'au-delà pour le défunt, comme danser et jouer de la musique pour le divertir ou lui préparer à manger. Un type commun de figurine en céramique que l'on trouve dans des tombes Han, est celle représentant une artiste féminine en train de danser, tout en faisant bouger ses manches en soie, pour distraire son maitre. Quelques figures humaines en céramique, de sexe masculin ou féminin, ont été trouvées nues, avec les organes génitaux clairement visibles et les bras manquants. Il s'agit de figurines normalement équipées de bras en bois ou en tissu, rattachés aux épaules par des chevilles, et habillées de vêtements miniatures en matériaux périssables comme la soie. Avec le temps, bois tissus et soie se dégradent, ne laissant plus que le corps en céramique.
Sous les Han occidentaux, le mobilier funéraire est généralement composé de marchandises et d'œuvres d’art qui ont été utilisées par l’occupant de la tombe de son vivant. La situation change sous les Han orientaux, où les objets accompagnant les défunts sont généralement créés exclusivement pour être déposés dans la tombe et ne sont donc pas utilisés par le défunt de son vivant. Ce nouveau type d'objet inclut des tours miniatures en céramique, habituellement des tours de guet et des tours d’habitation urbaines, qui offrent aux historiens des indices sur l’architecture en bois Han, qui est totalement perdue. En plus des tours, on y trouve aussi des représentations en miniature de meules à grains, de puits pour l'alimentation en eau, de porcheries, de mortiers avec leur pilon. On y trouve également des reproductions de champs agricoles avec des porcs, des chiens, des moutons, des poulets et des canards en poterie. Même bien si beaucoup d’articles placés dans les tombes sont des ustensiles couramment utilisés, il est considéré comme tabou d’apporter les objets prévus pour un enterrement dans un endroit habité ou dans le Palais impérial. On ne peut rompre ce tabou que s'il faut les amener dans le cadre d'une cérémonie funèbre et après avoir bien informé toutes les personnes présentes de leur rôle exact. Ils sont connus sous le nom de mingqi (明器/冥器), ce qui peut être traduit par « objets pour les lumineux (les morts) ».

## Cuisine et mode vestimentaire

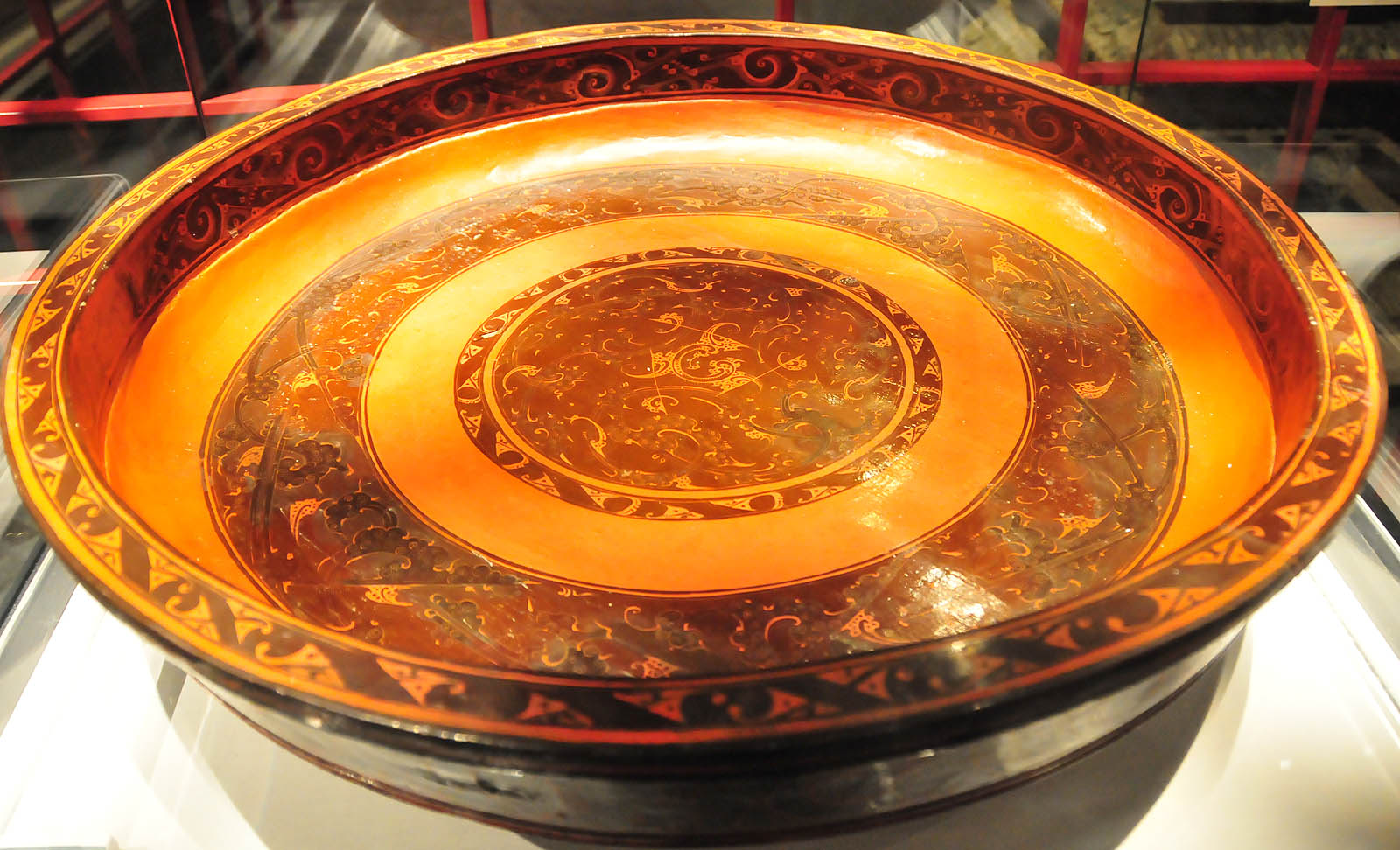
Un plateau laqué rouge et noir datant des Han. Les objets en laque sont des objets de luxe assez communs, qui ornent les tables des riches

Les denrées agricoles les plus communes pendant la dynastie Han sont le blé, l'orge, le riz, le millet et les haricots. Les gens consomment également du sorgho, de la Larme-de-Job, du taro, de la mauve, de la moutarde (condiment), du melon, de la gourde, des pousses de bambou, ainsi que la racine du lotus et du gingembre. Parmi les fruits mangés durant cette période, on trouve les châtaignes, les jujubes, les poires, les pêches, les prunes (y compris celles de Prunus salicina et Prunus mume), les abricots, les baies des Myrica et les fraises. Pendant la dynastie Han, les Chinois ont domestiqué et mangé un grand nombre d’espèces animales, incluant les poulets, les canards mandarins, les oies, les chameaux, les vaches, les moutons, les porcs et les chiens. En plus des animaux domestiques, il y a une grande consommation de gibiers. Dans les animaux chassés, on trouve les lapins, les cerfs sika, les tourterelles des bois, les oies sauvages, les hiboux, les bambusicole de Chine, les pies, les faisans et les grues. Sans oublier les poissons et les tortues, qui sont péchés ou capturés dans les ruisseaux et les lacs. Lorsqu'ils mangent de la viande, les Chinois de la période Han boivent en même temps une sorte de bière. cette "bière" est probablement une boisson à base de malt non fermenté avec une faible teneur en alcool. Il existe aussi une variante plus forte, ou l'on a rajouté des levures pour faire fermenter le malt. Fermentée ou non, cette bière n'est pratiquement jamais bue lorsque l'on mange des céréales comme le riz. Les Han connaissent aussi le vin et en consomment régulièrement.

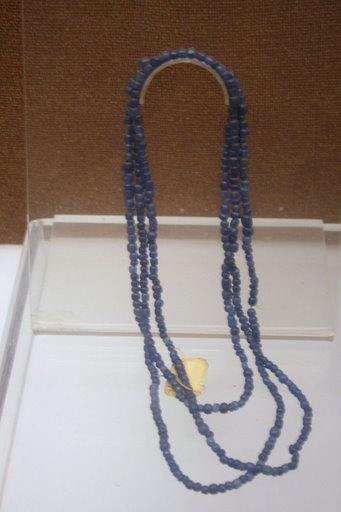
Un collier datant des Han Orientaux fait de perles de verre bleues

Les fouilles archéologiques menées dans la tombe de Dame Dai, qui date du IIe siècle av. J.-C., ont permis d'y retrouver non seulement des restes décomposés d’aliments réels, tels que du riz, du blé, de l'orge, deux variétés de millet et du soja; mais aussi un inventaire des aliments déposés dans la tombe, avec des recettes pour les cuisiner. Dans ces recettes, on trouve des légumes et des ragoûts de viandes diverses cuites dans des pots. Il y a des combinaisons comme le ragoût de bœuf cuit avec du riz, le ragout de viande de chien cuit avec du céleri et même du ragoût de cerf et de poisson cuit avec des pousses de bambou. Les différents types d'assaisonnements mentionnés dans les recettes incluent du sucre, du miel, de la sauce de soja et du sel. La plupart du temps, les recettes de la période Han impliquent des viandes farcies avec des céréales, gâteaux et autres emballage.
Comme leurs homologues modernes, les Chinois de la période Han utilisent des baguettes comme couverts. Pour boire, là où la plupart des gens utilisent des tasses simples, les plus riches en ont souvent avec des poignées dorées et incrustées d’argent.
Concernant les vêtements, les plus humbles utilisent le chanvre comme tissu pour confectionner les leurs, tandis que les riches peuvent se permettre de porter des vêtements en soie. Les soieries que l'on trouve dans les tombes de la période Han incluent des robes rembourrées, des robes avec deux épaisseurs de tissus, des robes avec une seule épaisseur de tissu, des jupes avec une seule épaisseur de tissu, des chaussures, des chaussettes et des mitaines. Les riches portent également des fourrures de renard et de blaireau, des plumes de canard sauvage et des pantoufles avec des boucles en cuir ou une doublure en soie. Ceux dont les moyens sont plus modestes peuvent porter des vêtements en laine et en peau de furet. On trouve souvent dans les tombes de l'époque Han des grosses valises en bambou tressées, qui contiennent des vêtements et des textiles de luxe. Parmi ces textiles et ces vêtements, on trouve des tissus à motifs avec des broderies, de la soie simple, damassée ou des brocarts (Yunjin). On y trouve également de la gaze ornée de dessins élaborés et de couleurs vives. Et pour entretenir ces vêtements de luxe, on trouve également dans ces tombes des instruments pour repasser le linge.

## Religion,cosmologie, et métaphysique

### Culte des ancétres, déités et vie après la mort

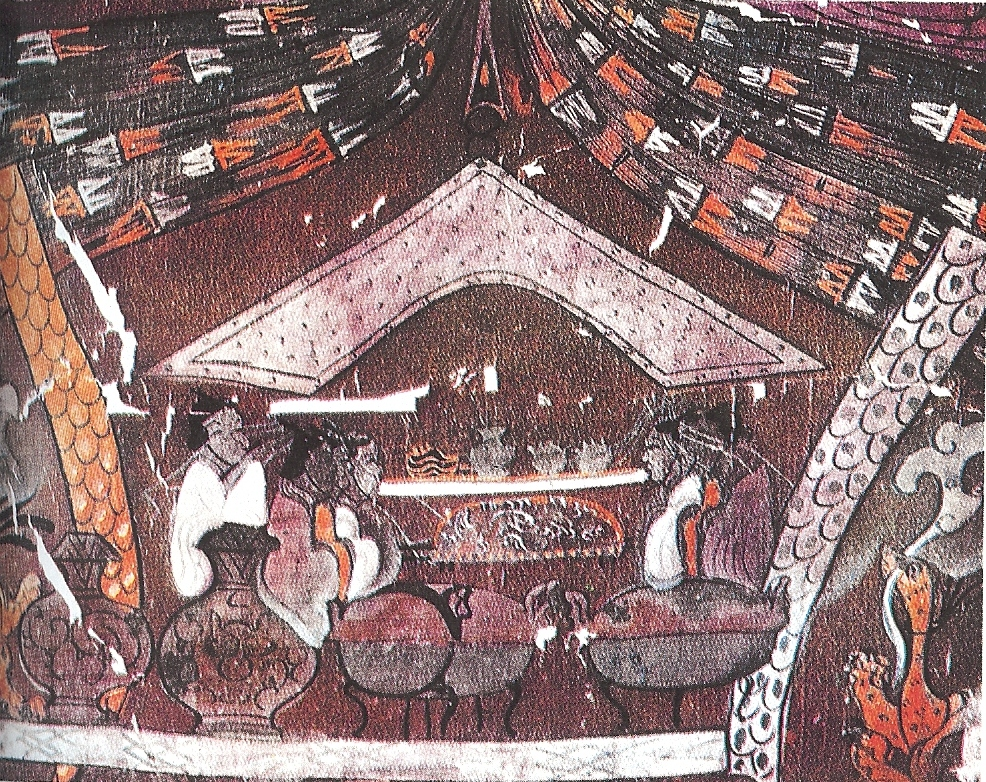
Une vue rapprochée d’une grande bannière en soie, décorée d'un dessin peint qui représente une offrande sacrificielle faite au défunt. Cette bannière vient de la tombe de Mawangdui, située à Changsha, province du Hunan. Elle date du IIe siècle avant notre ère

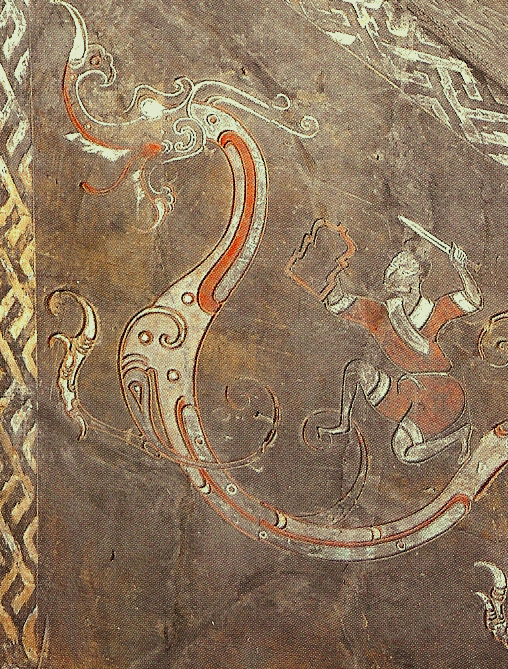
Tuile peinte provenant d'un tombeau de l'époque des Han Occidentaux. Elle représente un guerrier armé chevauchant un dragon, une des nombreuses créatures de la mythologie chinoise

Dans toute la Chine des Han, les familles procèdent à des sacrifices rituels où ils offrent généralement des animaux et des denrées alimentaires à diverses divinités, esprits et ancêtres. Selon la tradition/religion, les ancêtres ont besoin de nourriture et de boisson dans l’au-delà et ce sont les membres en vie de leur famille qui doivent les approvisionner en leur offrant régulièrement de la nourriture et du vin dans un sanctuaire familial ou dans un temple. La situation est un peu différente pour les familles les plus riches, qui peuvent se permettre d’enterrer leurs morts dans de grandes tombes. Dans ce cas précis, les sacrifices offerts aux ancêtres sont souvent placés à l’entrée des tombes.
Les Chinois de l'époque des Han croient qu’une personne a deux âmes, le Hun (en) et le Po (en). L’âme de l'esprit (hun 魂) est censé voyager au paradis des immortels (xian 仙) tandis que l’âme du corps (po 魄) reste sur la terre, là où repose le corps du défunt, tant que des mesures sont prises pour l’empêcher d’errer dans les enfers. Le po est supposé pourvoir utiliser les objets placés dans la tombe du défunt, d'où la présence de nombreux objets domestiques, vêtements, aliments, ustensiles divers et même d’argent; le tout sous forme de répliques en l’argile. Il existe des cérémonies visant à réunir provisoirement ces âmes bipartites qui sont appelées "convoquer le hun pour le réunir avec le po" (zhao hun fu po 招魂復魄).
Toutefois, les croyances de l'époque des Han sur l’au-delà ne sont pas uniformes dans l’ensemble de l’empire et changent au fil du temps. Il y a non seulement de nombreuses coutumes funéraires différentes et de nombreux points de vue différents sur la manière dont l'âme voyage à travers l’au-delà; mais même les noms "hun" et "po" pour l'âme de l'esprit et l'âme du corps peuvent être remplacés par les mots démon (gui 鬼) et esprit (shen 神). Les démons, ou gui, sont considérés comme des manifestations partielles des défunts auxquels il manque une partie de leur énergie vitale (qi 氣). Ils doivent être exorcisés lorsqu'ils rendent malades les vivants, mais un démon pourrait également agir comme un simple fantôme "neutre". Les esprits, ou shen, sont généralement représentés comme des esprits de la nature qui s'incarnent à certains endroits, comme le Comte du Fleuve Jaune (He Bo 河伯). Si on leur fait les bons sacrifices, ses esprits sont censés apporter la bonne fortune, mais si on les néglige, les esprits peuvent se mettre en colère et se venger en attirant la malchance sur les individus et/ou les communautés responsables de cette négligence. Sous les Han occidentaux, les textes laissés dans les tombes montrent que les vivants ont un point de vue plus favorable sur les morts que sous les Han orientaux, qui redoutent les esprits et les voient plus comme des dangers pour les vivants. Sous les Han occidentaux, on écrit des « lettres d'informations pour le monde des morts » (gaodishu 告地書) pour « informer le souverain du monde des morts » 告地下王 des désirs du défunt et de ses besoins en vêtements, serviteurs et objets divers. Cela change durant le Ier de notre ère, lorsque apparaissent les zhenmuwen (鎮墓文), qui sont des passeports pour les morts afin qu’ils ne reviennent pas pour déranger ou mettre en danger les vivants. Ce qui ne change pas entre les Han occidentaux et les Han orientaux, c'est la présence dans les tombes de "contrats" (diquan 地券) où il est écrit que le défunt possède le terrain où il a été enterré.
Puisque l’empereur remplit le rôle du prêtre suprême de l'empire, il doit offrir des sacrifices rituels au ciel, la divinité suprême du panthéon chinois, et aux esprits des montagnes et des rivières. La Cour des Qin faisait des sacrifices et adorait quatre divinités principales, auxquelles l'empereur Han Gaozu ajoute en 205 av. J.-C. une cinquième divinité, en référence aux cinq empereurs (Wudi 五帝). Cependant, l'empereur Han Chengdi (né en 51 av. J.-C. et mort en 7 av. J.-C.) annule le culte d’État des cinq divinités, au profit de cérémonies consacrées au ciel (Tian 天) et au Dieu suprême (Shangdi 上帝). Ce dernier était adoré par les rois de la dynastie Zhou (vers 1046 av. J.-C.- 256 av. J.-C.), qui en avaient fait la source de leur légitimité. Une des raisons sous-jacentes de ce changement dans la politique de l’État est le désir de l’empereur Chengdi de gagner la faveur directe du ciel et ainsi d'être béni par la naissance d'un héritier mâle. Même si le souhait de Chengdi n'est pas exaucé, puisque finalement c'est son neveu Liu Xin (劉欣) qui lui succède sous le nom de Han Aidi, le culte exclusif du ciel par la Cour continue jusqu'à la fin de la dynastie Han.

### Le yin, le yang et les cinq phases
Pendant la dynastie Han, les Chinois pensent que les trois royaumes des cieux, de la terre et de l’humanité sont inextricablement liés et soumis à des cycles naturels; et que si les hommes arrivent à comprendre ces cycles, ils pourront alors comprendre les secrets cachés de ces trois royaumes. Un de ces cycles est celui du yin et du yang, ce qui correspond, par exemple, à l'ombre et à la lumière du soleil, au féminin et au masculin, à la lune et au soleil. À la fois opposés et complémentaires, le Yin et le Yang sont supposés régir les trois royaumes et le changement des saisons. Les cinq phases sont un autre cycle important où les cinq éléments, bois (木 mu), feu (火 huo), terre (土 tu), métal (jin 金) et eau (水 shui), se succèdent à tour de rôle; chacun d'entre eux correspondant à certains traits des trois royaumes. Par exemple, les cinq phases correspondent à d’autres ensembles de cinq éléments comme les cinq organes (foie, cœur, rate, poumons et reins), les cinq saveurs (aigre, amer, sucré, épicé et salé). Cette organisation par "groupes de cinq" concerne aussi les sentiments, les notes de musique, les couleurs, les planètes, les calendriers et le découpage du temps en périodes.

Les interactions du Wu Xing: Le cycle de génération (en noir avec les flèches en cercle) et le cycle de domination (en blanc, avec les flèches formant une étoile).

Durant la dynastie Qin, il a été admis que c'est celui qui défait ses rivaux dans la bataille qui a la légitimité nécessaire pour gouverner le pays. À l'époque de l’usurpation de Wang Mang, on pense que c'est le ciel, qui a alors beaucoup plus d’importance dans le culte officiel, qui désigne quel individu et quel clan a le droit de régner. Ce concept est connu sous le nom de Mandat du Ciel. Selon Michael Loewe, professeur retraité de l’Université de Cambridge, ce changement est lié à l'importance de plus en plus grande que prend le cycle des cinq phases, qui finit par être lié au futur de la dynastie et à sa protection. Selon le lettré Dong Zhongshu, un souverain qui se comporte de manière immorale et agit d'une manière impropre à sa fonction, crée une perturbation dans les cycles naturels qui régissent les trois royaumes, ce qui aboutit à des catastrophes naturelles telles que tremblements de terre, inondations, sécheresses, épidémies et essaims de criquets pèlerins. Cette idée est totalement acceptée par les Han, (et plus tard par les dynasties qui vont leur succéder), et les empereurs vont souvent mettre en œuvre des réformes du système juridique ou accorder des amnisties pour rétablir l’équilibre de la nature après une catastrophe.
Au début de la dynastie Han, le clan Liu associe l'élément Eau à sa dynastie, comme les Qin l'avaient fait la leur époque. En 104 av. J.-C., lors de l'adoption du nouveau calendrier luni-solaire Taichu (太初历), l'empereur Han Wudi associe sa dynastie à l'élément Terre, afin supplanter l'élément choisi par les Qin. Enfin, en l'an 26, juste après la chute de Wang Mang, la nouvelle cour des Han orientaux associe la dynastie à l'élément Feu et établit de manière rétroactive que cet élément a toujours été celui de la dynastie Han.

### Taoïsme et Bouddhisme

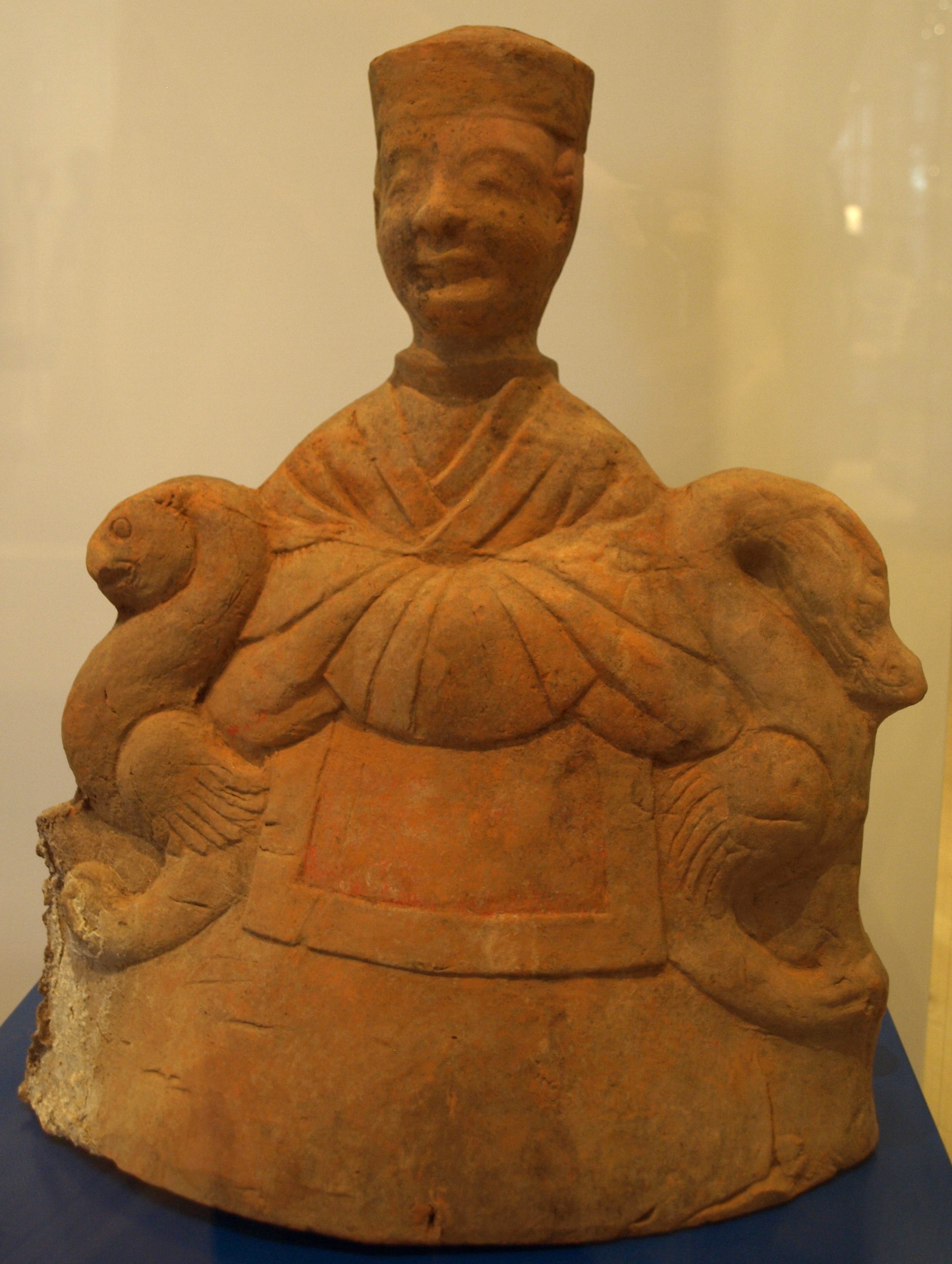
Représentation en terre cuite de Xiwangmu, la Reine-mère de l'Ouest, datant des Han occidentaux

Au IIe siècle av. J.-C., alors que la philosophie Huanglao a été éclipsée par d’autres idéologies expliquant le cosmos, le sage et philosophe Laozi remplace le mythique Empereur jaune comme grand ancêtre et source des enseignements du taoïsme. Suivant la description qu'en fait Wang Chong au Ier siècle, le but principal des recherches des taoïstes est l'obtention de l’immortalité. Selon Valerie Hansen, sous les Han, les taoïstes sont organisés en petits groupes de gens qui croient que l’immortalité individuelle peut être obtenue par le biais de "d'exercices de respirations, de techniques sexuelles et de potions médicales. ". Cependant, ces pratiques n'ont rien de spécifique à cette période, car les taoïstes qui suivaient les enseignements du Zhuangzi au IVe siècle av. J.-C., soit bien avant les Han, essayaient déjà d'obtenir l'immortalité de cette manière. Pendant la période des Han, il existe une croyance voulant qu'une créature nommé la Reine-mère de l’Ouest (Xiwangmu 西王母) gouverne un royaume montagneux peuplé de créatures semi-humaines et immortelles, qui possèdent des élixirs d’immortalité que les humains peuvent utiliser pour prolonger leur vie. En plus de la montagne de la Reine mère à l’ouest, il y a aussi le mont Penglai à l’est, qui est un autre lieu mythologique où l'on peut devenir immortel. Selon Wang Chong, les taoïstes, organisés en petits groupes d'ermites en grande partie indifférents au reste du monde, pensent qu'ils peuvent réussir à s'envoler vers le pays des immortels et devenir des hommes purs et invincibles. Sa critique de ces groupes est la meilleure source connue pour étudier et comprendre les croyances taoïstes de son siècle. Cependant, il ne faut pas généraliser ses recherches à tous les taoïstes de la dynastie Han. En effet, une transformation majeure dans les croyances taoïstes se produit au IIe siècle, lorsque de grandes sociétés religieuses hiérarchisées se forment et font de Laozi une divinité et un prophète qui va amener le salut à ses disciples.
La première mention du bouddhisme en Chine remonte à l'an 65 et concerne le prince Liu Ying (??? - 71), un demi-frère de l’empereur Han Mingdi, qui aurait rendu hommage à Bouddha. À cette époque, les Chinois associent fortement le bouddhisme au taoïsme Huanglao. L'empereur Mingdi a également ordonné la construction du premier temple bouddhiste connu en Chine, le Temple du Cheval blanc de Luoyang. Suivant la tradition, il a été construit en l’honneur de deux moines étrangers, Jiashemoteng (迦葉摩騰) (Kāśyapa Mātanga) et Zhu Falan (竺法蘭) (Dharmaratna l’Indien). Un mythe populaire affirme que ces deux moines ont été les premiers à traduire le Sutra de quarante - deux chapitres en chinois; mais en réalité, ce Sutra n’est pas traduit avant le IIe siècle. En l'an 148, le missionnaire bouddhiste parthe An Shigao arrive en Chine. Polyglotte, il traduit en chinois des ouvrages portant sur le bouddhisme Hinayana, ainsi que des livres sur le yoga, que les Chinois associent rapidement aux exercices taoïstes. Un autre moine étranger nommé Lokaksema, un Kouchan qui vient de la région de Gandhara (Inde), séjourne en Chine autour de 178-198. Il traduit en chinois la Perfection de la sagesse, le Shurangama Sutra et le Pratyutpanna Sutra. Il est aussi celui qui introduit en Chine le Bouddha Akshobhya et le Bouddha Amitābha, qui viennent tous les deux du bouddhisme de la Terre Pure, ainsi que les enseignements du bodhisattva Manjusri.

### Sociétés religieuses et rébellions

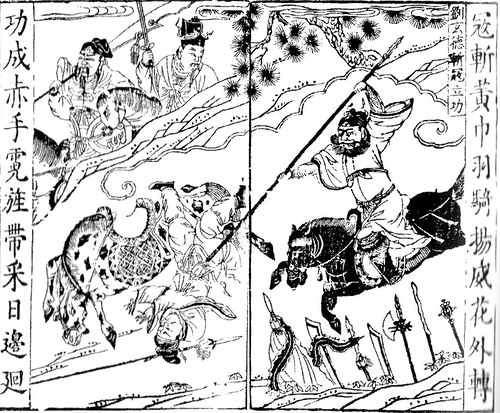
Illustration datant de la dynastie Qing et représentant Liu Bei, Guan Yu, et Zhang Fei pendant la Rébellion des Turbans jaunes.

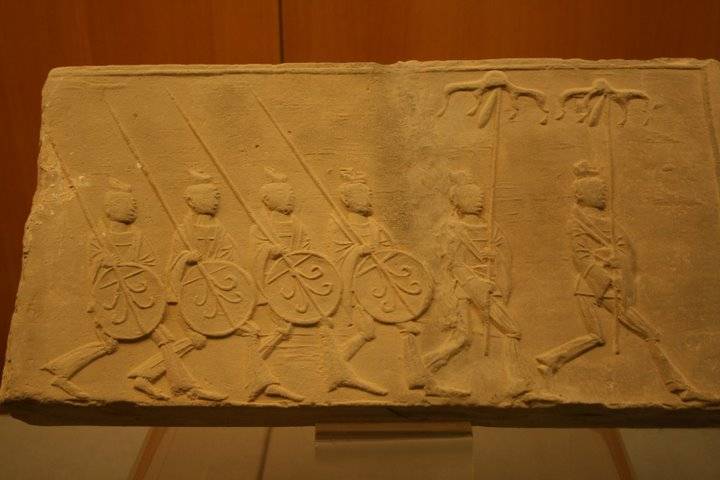
Gravure en haut-relief sur une brique d'une tombe, datant de la dynastie Han. Cette gravure représente des fantassins armés de boucliers et de lances, précédés de deux hommes portant des bannières.

La société religieuse taoïste connue sous le nom d'école des cinq boisseaux de riz est fondée par Zhang Daoling en l'an 142. Zhang grandit dans la province qui correspond actuellement au Jiangsu, où il étudie les croyances taoïstes sur l’immortalité. Il s’installe dans la province qui correspond actuellement au Sichuan et affirme avoir une révélation où Laozi, siégeant parmi les dieux, fait de lui son représentant terrestre et son maitre céleste. Le mouvement s’étend rapidement, surtout quand Zhang Heng et Zhang Lu, les fils de Zhang, en prennent la direction. Au lieu d’argent, les disciples doivent donner cinq boisseaux de riz à la société religieuse comme contribution et refuser de participer au culte des dieux « impurs », c'est-à-dire ceux qui acceptent les offrandes sacrificielles à base de viande. Les cadres religieux de l'école des cinq boisseaux sont appelés les «maîtres des libations», un titre normalement associé aux anciens du village, qui ont le droit de boire en premier lors des fêtes. Ces cadres enseignent aux laïcs que s'ils obéissent aux règles de la société religieuse, ils seront récompensés par une vie saine et en bonne santé. La maladie est donc considérée comme le résultat de la violation des règles religieuses et des péchés commis; ce qui oblige le malade à se confesser auprès d'un maître des libation, qui est alors chargé de surveiller le rétablissement du « pécheur ». les membres de l'école pensent que chanter des passages du Daodejing permet de soigner les maladies. Zhang Lu, le second successeur de Zhang Daoling, déclenche une rébellion en l'an 184, ce qui lui permet de prendre le contrôle des commanderies de Ba et Hanzhong pendant trois décennies. Il a même créé des« maisons de charité », inspirées des relais de poste des Han, où sont offertes des céréales et de la viande à ses disciples. Même si Zhang Lu finit par se rendre au chancelier Cao Cao (155 -220) en l'an 215, Cao se méfie de lui et de son influence sur le peuple. Pour les neutraliser définitivement, le chancelier accorde des fiefs à Zhang et à ses fils.
La rébellion des Turbans jaunes éclate également en 184 et se développe très vite dans tout l'empire. Les chefs de cette rébellion affirment qu’ils sont destinés à régner sur toute la Chine pour instaurer une ère utopique de paix. Originaires des vallées de la Huai He et du fleuve Jaune, les Turbans jaunes pensent, tout comme l'école des cinq boisseaux, que la maladie est la conséquence d’actes répréhensibles, ce qui oblige les malades à se confesser auprès des dirigeants de l’église et de ceux qui guérissent par la foi. Cependant, contrairement aux cinq boisseaux, les Turbans jaunes utilisent généralement de l’eau bénite pour évaluer la gravité de la maladie. En effet, si cette eau ne suffit pas pour vaincre la maladie, cela veut dire que les péchés du malade ont été jugés trop importants pour être rachetés. Comme l'année 184 est la première d’un nouveau cycle sexagésimal du calendrier chinois et qu'elle est jugée comme étant de très bon augure; Zhang Jiao (entre 136 et 140 - Novembre 184), le chef suprême des Turbans jaunes, choisit le troisième mois de cette année pour se rebeller. Lorsque la Cour des Han est mise au courant de ses intentions, Zhang est obligé de lancer la rébellion prématurément. Bien que les Turbans jaunes soient en mesure de rassembler des centaines de milliers de soldats, ils sont surclassés par les forces combinées des troupes impériales et des généraux indépendants qui répondent à l'appel de l'empereur. À la fin de l’année, tous leurs chefs, y compris Zhang Jiao, sont morts et leurs forces restantes sont dispersées en petits groupes qui subsistent jusqu'au moment où ils sont intégrés a l'armée de Cao Cao en 192.

## A lire pour approfondir le sujet
- (en) Fong, Wen (ed.), The great bronze age of China: an exhibition from the People's Republic of China, New York, The Metropolitan Museum of Art, 1980, 386 p. (ISBN 0-87099-226-0, lire en ligne)